# ウィンストン・チャーチル
サー・ウィンストン・レナード・スペンサー・チャーチル KG, OM, CH, TD, PC, DL, FRS, Hon. RA （英語: Sir Winston Leonard Spencer Churchill、1874年11月30日 - 1965年1月24日）は、イギリスの政治家、陸軍軍人、作家。

## 概説
サンドハースト王立陸軍士官学校で軽騎兵連隊に所属し、第二次キューバ戦争を観戦し、イギリス領インド帝国でパシュトゥーン人反乱鎮圧戦、スーダン侵攻、第二次ボーア戦争に従軍した。1900年のイギリス総選挙にオールダム選挙区から保守党候補として初当選（当時：25歳）。しかしジョゼフ・チェンバレンが保護貿易論を主張すると、自由貿易主義者として反発し保守党から自由党へ移籍した。ヘンリー・キャンベル＝バナマン自由党政権が発足すると、植民地省政務次官としてイギリスに併合されたボーア人融和政策や中国人奴隷問題の処理など英領南アフリカ問題に取り組んだ。アスキス内閣では通商大臣・内務大臣に就任し、ロイド・ジョージとともに急進派として失業保険制度など社会改良政策に尽力、この体験を通じて暴動やストライキ運動に直面し社会主義への敵意を強めた。
ドイツとの建艦競争が激化する中、海軍大臣に就任。第一次世界大戦時には海軍大臣、軍需大臣として戦争を指導した。しかしアントワープ防衛やガリポリ上陸作戦で惨敗を喫し、辞任した。しかしロイド・ジョージ内閣で軍需大臣として再入閣。戦後は戦争大臣と航空大臣に就任し、ロシア革命を阻止すべく反共産主義戦争を主導し、赤軍のポーランド侵攻は撃退した。だが、首相は干渉戦争を快く思わず、植民地大臣への転任を命じられ、イギリス委任統治領のイラクやパレスチナ政策、ユダヤ人のパレスチナ移民を推し進めた。初の労働党政権となったマクドナルド内閣に反社会主義の立場から自由党を離党し、野党に下落した保守党へ復党した。スタンリー・ボールドウィン内閣では財務大臣を務め、新興国アメリカや日本の勃興でイギリス貿易が弱体化する中、金本位制復帰を行ったが失敗し、政権交代が起き再びマクドナルドの労働党政権の復帰となった。
1930年代には停滞したが、インド自治政策やドイツナチ党のヒトラー独裁政権への宥和政策に反対した。第二次世界大戦を機にチャーチルは海軍大臣として閣僚に復帰したが、北欧戦で惨敗。しかしこの惨敗の責任はチェンバレン首相に帰せられ、1940年に後任として首相職に就き、1945年の勝利達成まで戦争を主導した。西方電撃戦、ギリシャ・イタリア戦争、北アフリカ戦線でドイツ軍に敗北するが、バトル・オブ・ブリテンでは撃退に成功した。独ソ戦開始のためヨシフ・スターリンのソ連と協力し、またルーズベルト大統領のアメリカとも同盟関係となった。
しかし1941年12月以降の日本軍参戦後に、東方植民地である香港やシンガポールをはじめとするマレー半島一帯のイギリス軍敗退による相次ぐ陥落やインド洋からの放逐などの失態を犯した上に、ドイツ軍によるトブルク陥落でイギリスの威信が傷付き、何とかイギリスの植民地として残っていたインドやエジプトでの反英闘争激化を招いた。
1944年6月にノルマンディー上陸作戦で攻勢に転じたものの、1945年5月にナチス・ドイツが降伏すると労働党が挙国一致内閣を解消し、同年7月の総選挙でアトリー政権が成立し保守党は惨敗した。第二次世界大戦で戦勝国の地位を獲得した中、チャーチルは野党党首に落ちたものの冷戦下で「鉄のカーテン」演説を行うなど独自の反共外交を行い、ヨーロッパ合衆国構想などを推し進めた。大戦終結後にアトリー労働党政権がインド等の植民地を手放していくことを、帝国主義の立場から批判し植民地独立の阻止に力を注いだ。
イギリスはアメリカとソ連に並ぶ戦勝国の地位を得たが、大英帝国は植民地のほぼ全てを失い消滅することとなり、世界一の植民地大国の座を失って米ソの後塵を拝する国に転落した。
1951年に再び首相を務め、米ソに次ぐ原爆保有を実現し、東南アジア条約機構（SEATO）参加など反共政策も進めた。1953年、ノーベル文学賞受賞。1955年にアンソニー・イーデンに保守党党首及び首相職を引き継がせ政界から退いた。

## 生涯

### 出生

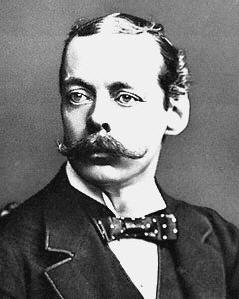
父・ランドルフ卿

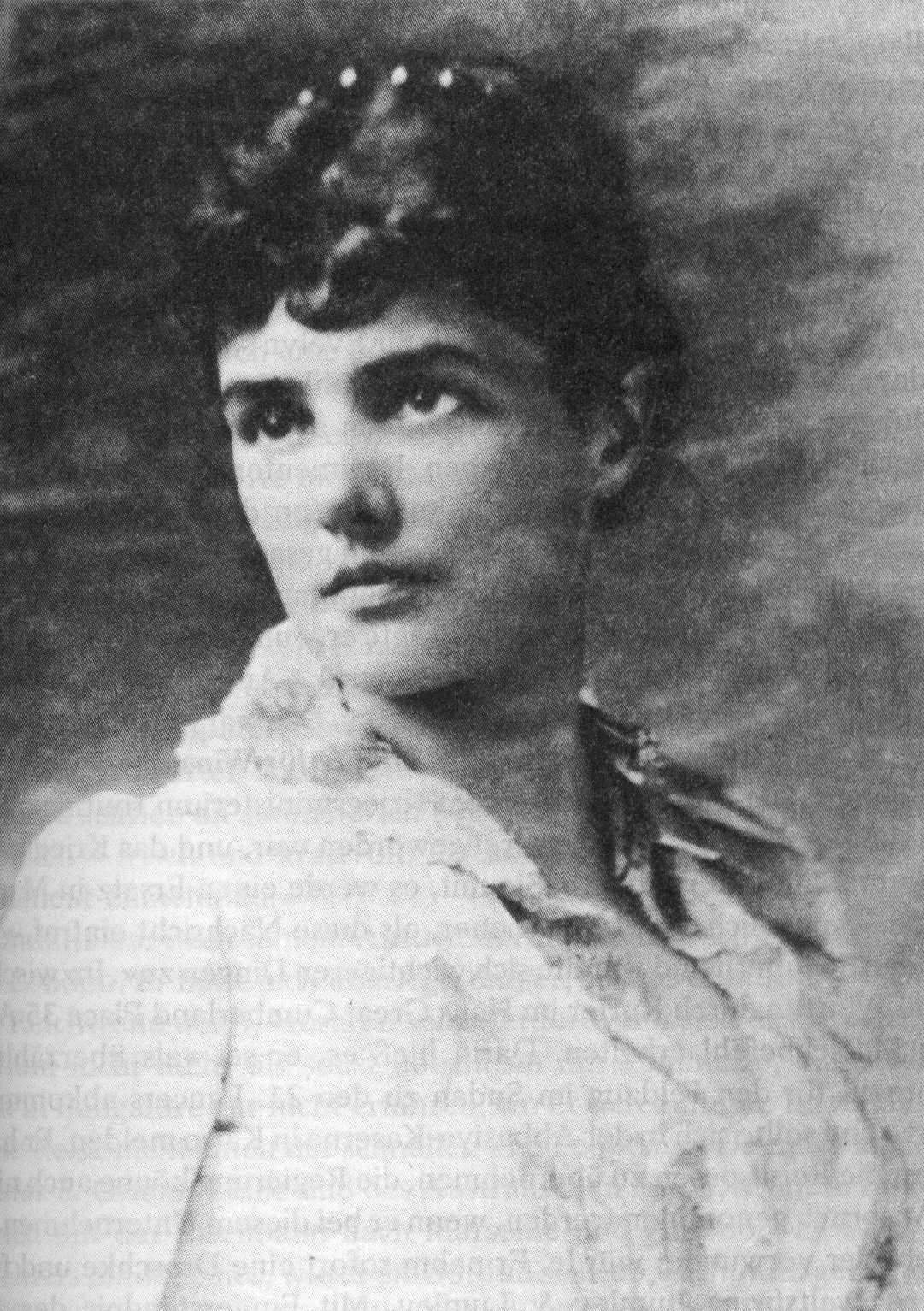
母・ジャネット・ジェローム

1874年11月30日にイングランドのオックスフォードシャーのブレナムにて誕生する。父のランドルフ・チャーチル卿は、第7代マールバラ公爵ジョン・ウィンストン・スペンサー＝チャーチルの三男で、1874年春にマールバラ公爵家の領地であるウッドストック選挙区から出馬して庶民院議員に初当選した保守党の政治家であった。母ジャネット・ジェローム（愛称ジェニー）はアメリカ人投機家レナード・ジェロームの次女だった。1873年8月12日にワイト島のカウズに停泊したイギリス商船上のパーティーでジャネットとランドルフ卿は知り合い、3日後に婚約した。ランドルフ卿の父ははじめ身分が違うと反対していたが、ジェローム家が金持ちであることから結局了承し、二人は1874年4月にパリのイギリス大使館で結婚し、ロンドンで暮らした。

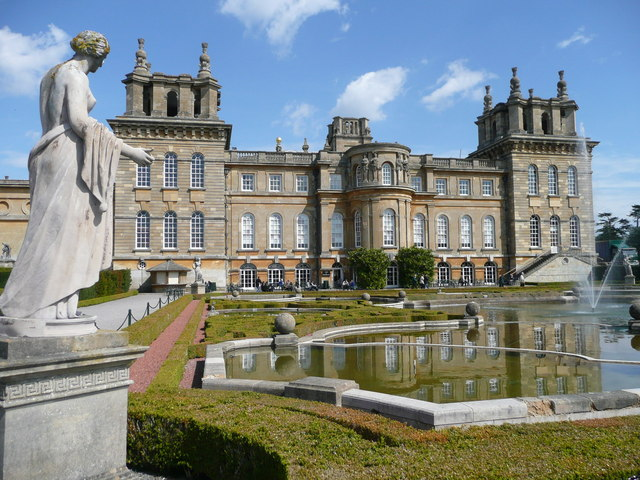
チャーチルが生まれた祖父の居城ブレナム宮殿

1874年11月30日午前1時30分頃、父母の長男としてオックスフォードシャーウッドストックにあるマールバラ公爵家自邸のブレナム宮殿で誕生する。この日は聖アンドリューの日であり、ブレナム宮殿でマールバラ公爵主催の舞踏会が予定されていた。結婚して7カ月半で長男を儲けたのだった。スペンサー＝チャーチル家の伝統で代父（祖父レナード・ジェローム）の名前をミドルネームとしてもらい、ウィンストン・レナードと名付けられた（以下、チャーチルと表記）。
チャーチルは12月27日にブレナム宮殿の礼拝堂で洗礼を受けた。新年を迎えるとランドルフ卿一家はロンドンの自邸へ帰り、乳母エリザベス・エヴェレストが養育した。ヴィクトリア朝の上流階級では子供の養育は乳母に任せ、親と子供はほとんど関わりを持たず、時々顔を見るだけという関係であることが多かった。チャーチルの両親の場合、政界と社交界での活動が忙しかったので特にその傾向が強かった。
アイルランドでの幼少期

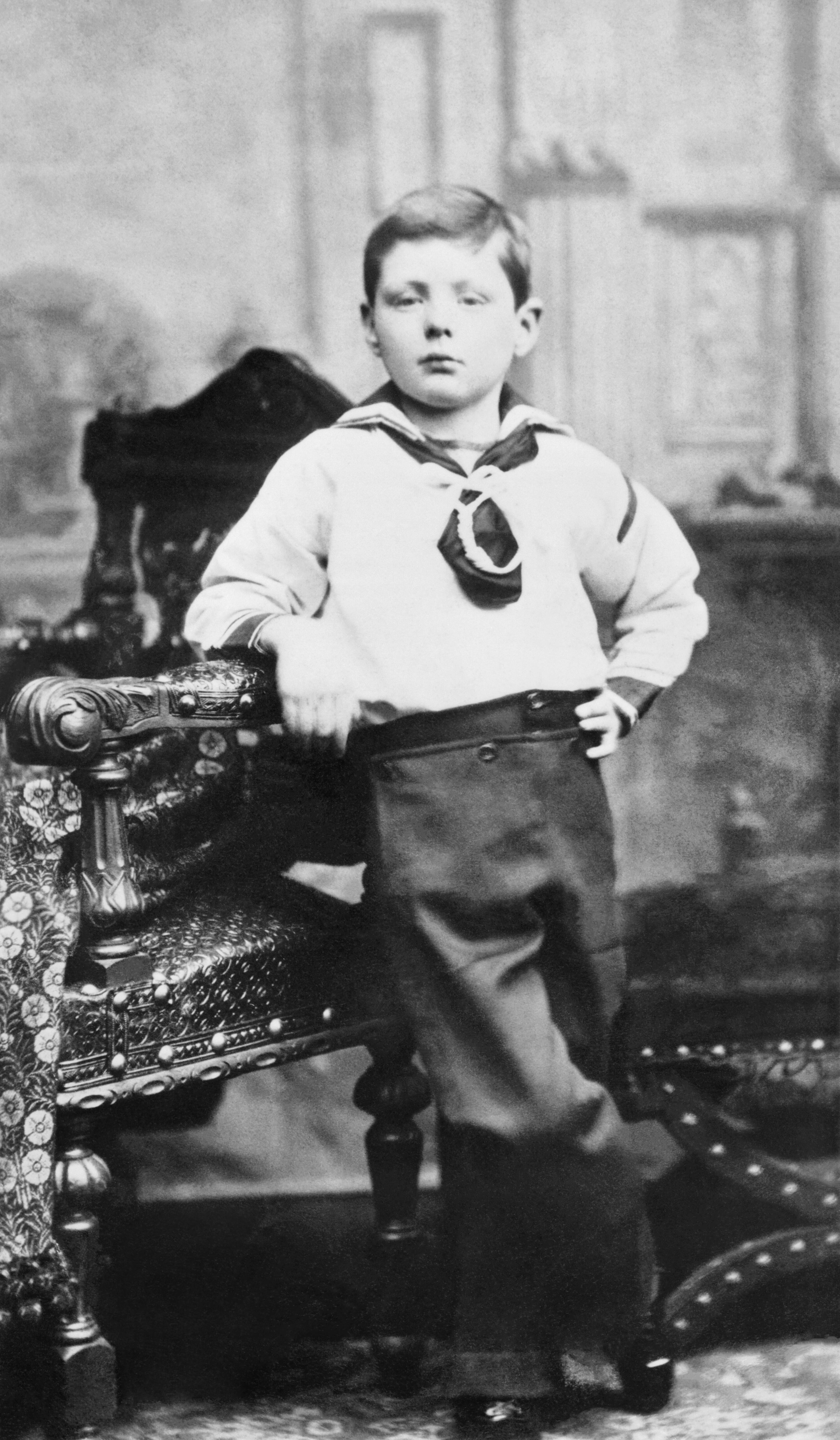
7歳の頃のチャーチル（アイルランド・ダブリン）

1876年にランドルフ卿は兄ブランドフォード侯爵ジョージと王太子エドワード・アルバート（後の英国王エドワード7世）の愛人争いに首を突っ込んで、王太子の不興を買い、王太子から決闘を申し込まれるまでの事態となり、イギリス社交界における立場を失った。仲裁した首相・保守党党首ベンジャミン・ディズレーリからほとぼりが冷めるまでイングランド外にいるよう勧められたランドルフ卿は、アイルランド総督に任命された父マールバラ公の秘書として妻や2歳の息子を伴って1877年1月9日にアイルランドに赴任した。
アイルランドにおいては公爵夫妻はダブリンのフェニックス・パークの総督官邸、ランドルフ卿一家はその近くのリトル・ラトラで暮らした。チャーチルにとってアイルランドは「記憶している最初の場所」であったと回顧録で書いている。
アイルランドでも引き続き乳母エヴェレストが養育にあたっていた。チャーチルは乳母を「ウーマニ」と呼んで慕い、8歳になるまで彼女の側から離れることはほとんどなかった。チャーチルは後年まで彼女の写真を自室に飾り、「思慮のないところに感情はない（他人に冷淡な者は知能が弱い）」という彼女の言葉を謹言にしたという。またこの頃から家庭教師が付けられるようになったが、チャーチルは幼少期から勉強が嫌いだったという。1879年の大飢饉後、アイルランドの政治情勢は不穏になり、アイルランド独立を目指す秘密結社フェニアンの暴力活動が盛んになっていった。そのため乳母エヴェレストもチャーチルが総督の孫として狙われるのではと常に気を揉んだという。
1880年2月4日、弟ジョン・ストレンジがダブリンで生まれる。ランドルフ卿の子供はチャーチルとこのジョン・ストレンジの二人のみである。チャーチルは基本的にこの弟と仲良く育った。ただチャーチルが幼いころに集めていた1500個のおもちゃの兵隊で弟と遊ぶ時、白人兵士はチャーチルが独占し、弟にはわずかな黒人兵士しか与えなかったという。チャーチルは黒人兵士のおもちゃに小石をぶつけたり、溺れさせたりし、弟の黒人軍隊が蹴散らされて終わるというのがお約束だった。
この直後に1880年イギリス総選挙があり、ランドルフ卿もウッドストック選挙区から再選すべく、一家そろってイングランドに帰国し、再選を果たした。しかし保守党は大敗し、ディズレーリ内閣は総辞職し、マールバラ公もアイルランド総督職を辞した。

### 学生生活
聖ジョージ・スクール

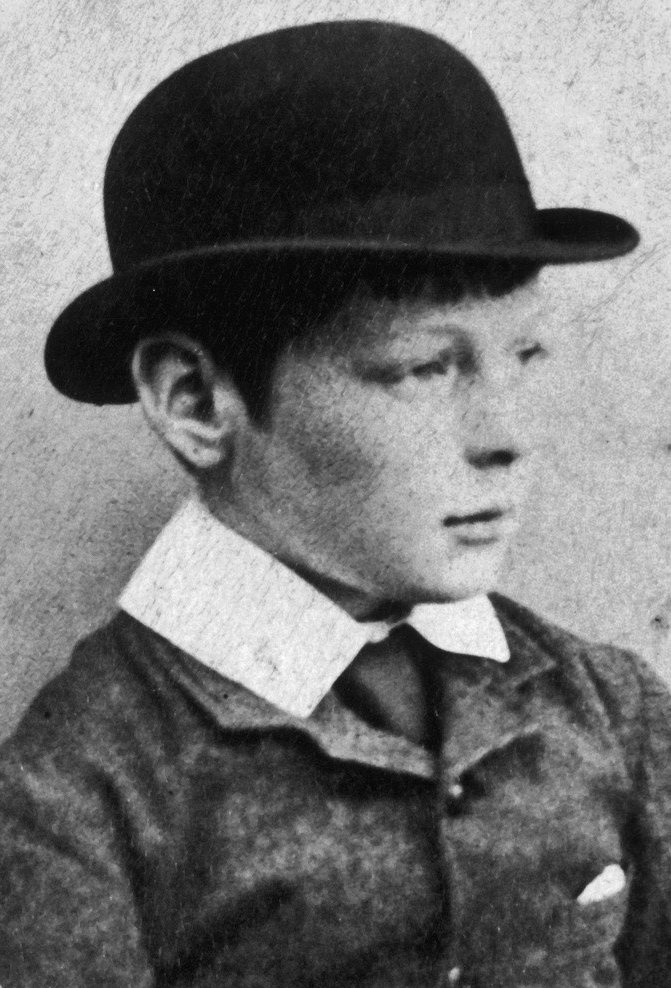
1884年のチャーチル

1882年、8歳を目前にしたチャーチルは、父の決定でバークシャー州アスコットの聖ジョージ・スクールに入学した。
チャーチルはいわゆる「落ちこぼれ生徒」だった。成績は全教科で最下位、体力もなく、遊びも得意なわけではなく、クラスメイトからも嫌われているという問題児だった。校長からもよく鞭打ちに処され、チャーチル自身もこの学校には良い思い出がなく、悲惨な生活をさせられたと回顧している。この学校の卒業生である作家モーリス・ベアリングによると、チャーチルは食堂から砂糖を盗んだ廉で校長から鞭打ち刑に処された際、反省するどころか、校長が大事にしていた麦わら帽子を踏み潰すという暴挙にでたという。ベアリングは「チャーチルはあの学校にいた間ずっと権力と衝突してばかりだった」と語っている。
1884年夏、乳母がチャーチルの身体に鞭で打たれた跡を見つけて、母ジャネットの判断で退学した。アメリカ人である母はイギリス上流階級のサディスティックな教育方法に慣れておらず、鞭打ちのような教育方法を嫌悪していたという。
ブライトン寄宿学校
つづいてブライトンにある名もなき寄宿学校に入学した。この学校は聖ジョージ・スクールと比べれば居心地が良かったらしく、「そこには私がこれまでの学校生活で味わったことのない、親切と共感があった。」と回顧している。この頃には父ランドルフ卿が保守党の中でも著名な政治家の一人になっていたので、その七光りでチヤホヤされるようになったことも影響しているとされる。チャーチルは巷で自分の父が「グラッドストン首相のライバル」などと大政治家視されているのを聞いて嬉しくなり、この頃から政治に関心を持つようになった。学校でも「ノンポリはバカなのだろう」などと公言していた。
成績は、品行はクラス最低だが、国語（英語）、古典、図画、フランス語はクラスで7番目から8番目ぐらいだった。乗馬や水泳に熱中し、作文にも関心をもった。
父ランドルフ卿は1886年成立のソールズベリー侯爵内閣で大蔵大臣・庶民院院内総務に就任し、次期首相の地位を固めた。ところが同年のうちにソールズベリー侯爵に見限られる形で辞職、事実上失脚することとなった。
ハーロー校

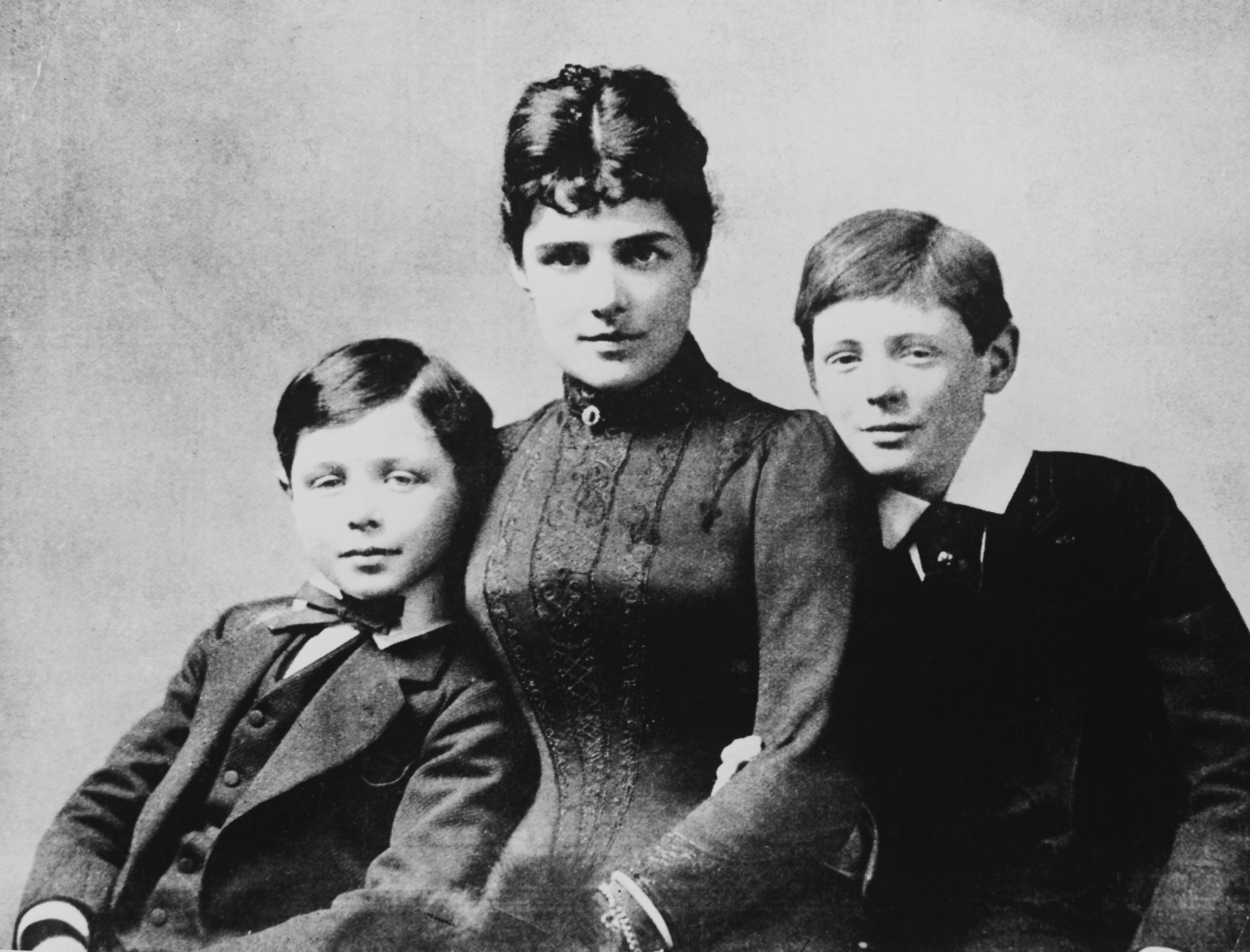
弟ジョン・ストレンジ（左）、母ジャネット（中央）、チャーチル（右）、1889年

1888年3月、パブリック・スクールのハーロー校の入試を受けた。試験の出来はいまいちで、苦手なラテン語にいたっては氏名記入欄以外、白紙答案で提出していたが、元大蔵大臣ランドルフ卿の息子であるため、校長の判断で合格した。ただしクラスは最も落ちこぼれのクラスに入れられた。スペンサー＝チャーチル家は伝統的にイートン校に入学することが多いが、チャーチルは病弱だったため、テムズ川の影響で湿気がひどいイートン校は避けたとされる。
ハーロー校での成績は悪かった。「無くし物が多く、遅刻が多く、突然勉強し始めたかと思うと全くやらなくなる」という気分のムラが激しかったという。ハーロー校でも校長から二回鞭打ちの刑に処された。また当時のハーロー校では下級生は上級生に雑用として仕えなければならなかったが、チャーチルは上級生に反抗的だったため、上級生からもしばしば鞭打ちの刑に処されたという。
しかしチャーチルはこの学校の軍事教練の授業が好きであり、射撃やフェンシングや水泳も得意だった。また落ちこぼれクラスに入れられたおかげで難しい古典は免除され、英語だけやればいいことになったので逆に英語力を特化して伸ばすことができた。「ハーローヴィアン」という校内雑誌に投書したり、詩も書くようにもなり、文章の才能を磨いていった。
当時のハーロー校にはサンドハースト王立陸軍士官学校への進学を目指す「軍人コース」があり、劣等生は大抵ここに進んだ。ランドルフ卿も成績の悪い息子チャーチルは軍人コースに入れるしかないと考えていた。チャーチルが子供部屋でおもちゃの兵隊を配置に付かせて遊んでいる時に父が部屋に入って来て「陸軍に入る気はないか」と聞き、それに対してチャーチルがイエスと答えたことで最終的に進路が決まった。
しかしサンドハースト王立陸軍士官学校も入試で多少の数学の知識を要求したため、ハーロー校在学中にチャーチルが二度受けた入試はともに不合格だった。校長の薦めでチャーチルはサンドハースト陸軍学校入試用の予備校に入学した。出題内容や傾向をかなり正確に分析してくれる予備校であり、チャーチルによれば「生まれつきのバカでない限り、ここに入れば誰でもサンドハースト王立陸軍士官学校に合格できる」予備校だった。
サンドハースト王立陸軍士官学校

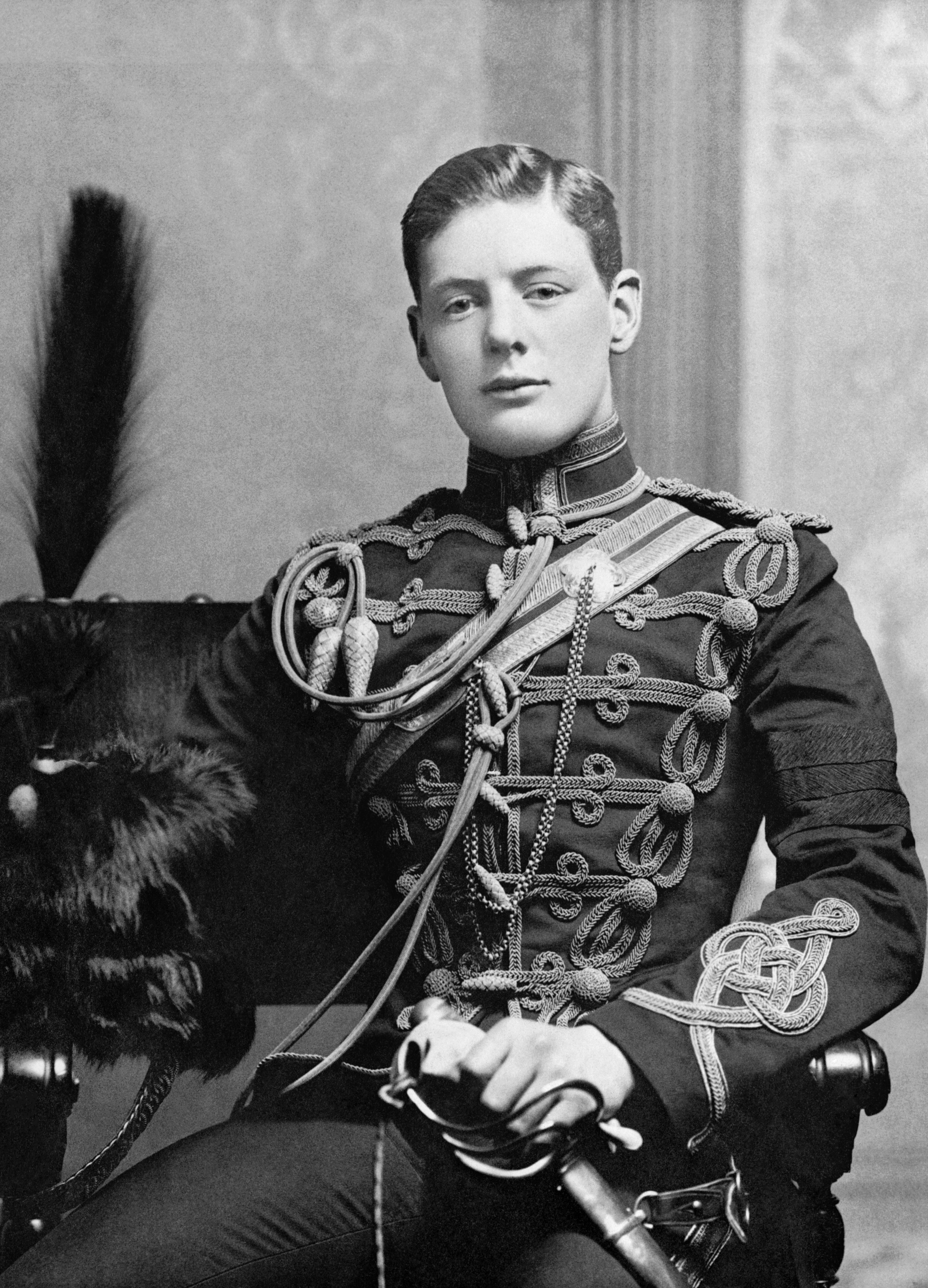
1895年2月、第4女王所有軽騎兵連隊に入隊したチャーチル

18歳の時の1893年6月、サンドハースト王立陸軍士官学校の入試に三度目の挑戦をして合格した。しかし成績は良くなかったので、父が希望していた歩兵科の士官候補生にはなれず、騎兵科の士官候補生になった。騎兵将校はポロ用の馬などの費用がかかり、そのため騎兵将校は人気がなく成績が悪い者が騎兵に配属されていた。
こうして幼時から軍隊に憧れていたチャーチルはヴィクトリア女王の軍隊の軍人となった。数学や古典に悩まされることはなくなり、地形学、戦略、戦術、地図、戦史、軍法、軍政など興味ある分野の学習に集中することができるようになった。とりわけアメリカ独立戦争と普仏戦争に強い興味を持った。
ただしこの頃、父の家計はかなり苦しくなっており、チャーチルに十分な仕送りはできなくなっていた。そのためチャーチルも馬のことで随分苦労し、将来の将校としての給料を担保に借金して馬を賃借りしている。
1894年12月に130人中20位という好成績で士官学校を卒業し、オールダーショット駐留の軽騎兵第4連隊に配属された。
父の死
父ランドルフ卿は梅毒に罹り、健康状態は数年前から悪化し続けていた。ランドルフ卿は1894年6月に最後の思い出作りでジャネットとともにアメリカや日本などの諸外国、また英領香港、英領シンガポール、英領ラングーンなどアジアのイギリス植民地を歴訪する世界旅行に出た。この両親不在の間にチャーチルは医者から父の詳しい病状を聞き出し、父が助かる見込みがないことを知らされたという。父は帰国直後の1895年1月24日、45歳で死去し、首相ら大物政治家が列席した。チャーチルは「父と同志になりたいという夢、つまり議会入りして父の傍らで父を助けたいという夢は終わった。私に残された道は父の思い出を大切にし、父の意志を継ぐことだけだった」と書いている。父の死によって家長となったチャーチルは、逼迫したチャーチル家の家計をしょって立たねばならなくなった。父が晩年にロスチャイルド家から融資を受けて購入していた南アフリカ金鉱株は南アフリカ景気で20倍に高騰したが、しかし相続した借金の返済に充てられた。
同年7月には乳母エヴェレストも死去し、チャーチルは「私の20年の人生で最も親密な友人だった」と評して悲しんだ。彼女の葬儀はチャーチルが一切を手配した。

### 軍人として
父の死の翌月からオールダーショットに任官し訓練を受けたが、自由主義と民主主義の発展の結果、戦争はなくなるのではないかと考え、すでにこの時に軍人は「私の生涯の仕事ではない」と考えるようになっていた。

#### キューバ反乱鎮圧戦の観戦
騎兵将校になったチャーチルは、戦争が起きる気配がないことを残念に思い、ナポレオン戦争時代に生まれたかったとよく愚痴をこぼしていた。そんな中の1895年、スペイン領キューバでスペインの支配に抗するマクシモ・ゴメスやホセ・マルティらの反乱が勃発した（第二次キューバ独立戦争）。関心を持ったチャーチルは軍から2ヶ月半の長期休暇をもらい、さらにスペイン政府にキューバの反乱鎮圧に協力したいと申し出て、キューバ渡航の許可を得た。
こうして1895年11月初め、同僚レジナルド・バーンズとともにキューバへ向けて出港した。途中ニューヨークに立ち寄り、母方の祖父レナード・ジェロームの友人であるアメリカ下院議員ウィリアム・バーク・コクランから歓迎された。チャーチルは政界進出の野望を持っていたので、コクランから演説手法について色々と手ほどきを受けた。またコクランの紹介でニューヨーク市内の各所を見学したが、とりわけ裁判所に驚いた。法廷が普通の部屋であり、裁判官も検事も弁護士もイギリスのようにカツラや法服を着用せず平服で出廷してきたからである。チャーチルは「伝統や威厳などまったくなかった。それでも絞首刑判決を下せるというのは、大したことだ。」と感心している。
キューバに到着した後はスペイン軍と行動を共にした。チャーチルはこの従軍中にキューバ製葉巻と昼寝の習慣を身につけたという。またこの戦争中、チャーチルは『デイリー・グラフィック』紙と特派員契約をしており、報告書を同新聞社に送り、特派員として戦地に赴くことは、いい小遣い稼ぎになることを知った。
21歳の誕生日である1895年11月30日に初めて実戦経験を得た。道で朝食をとっていたところ、ゲリラの銃弾が顔のすぐ近くをかすめ、敵はすぐに姿を消した。数日後にも銃撃戦に遭遇し、敵は30分ほど銃撃を続けて撤退した。チャーチルは戦功を立てることはできなかったが、初めて戦死者を見た。
チャーチルは圧政に抗しようという反乱の精神には一定の理解を持っていたが、ゲリラの野蛮な戦法は嫌っており、それに勇敢に立ち向かうスペイン軍人たちを尊敬していた。またスペイン軍人と話しているうちにスペイン人は決してキューバ人を憎んでおらず、イングランド人がアイルランド人に対して持っているような感情をキューバ人に対して持っていると考えるようになった。

#### 英領インド勤務

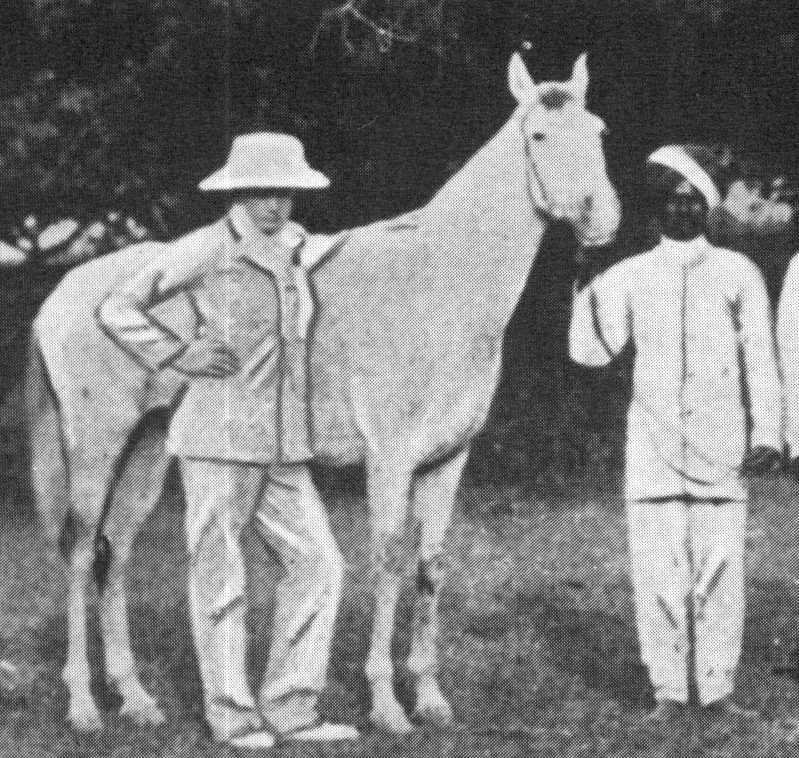
1897年インド勤務時代のチャーチル。ポロ用の馬とインド人召使とともに

イギリスに帰国したチャーチルは、ますます苦しくなっていた家計のために更なる従軍経験と特派員としての原稿料を渇望し、オスマン＝トルコ帝国の支配に抗して蜂起したクレタ島、ジェームソン侵入事件が発生した南アフリカなどに特派員として赴く事を希望し、母を通じて各方面に手をまわしたが、実現しなかった。
1896年冬に第4女王所有軽騎兵連隊とともにチャーチルはイギリス領インド帝国に転勤となった。インド駐留のイギリス軍将校はまるで王侯のように暮らし、日常生活をすべてインド人召使に任せていたが、チャーチルもそのような生活を送った。インド人召使はかなり薄給で雇うことができるが、困窮していたチャーチルはインド人金融業者から借金している。
インドは平穏だったのでチャーチルは、アリストテレスの『政治学』、プラトンの『共和国』、ギボンの『ローマ帝国衰亡史』、マルサスの『人口論』、ダーウィンの『種の起源』、マコーリーの『イングランド史』など多くの読書をした。
インド勤務時代に唯一参加した実戦は、1897年夏にインド西北の国境付近で発生したパシュトゥーン人の反乱の鎮圧戦だった。この反乱が発生するとチャーチルは鎮圧に派遣されたマラカンド野戦軍に入隊を希望し、はじめ新聞の特派員、将校に欠員が生じた後にはその後任として戦闘に参加した。しかしチャーチルは勲章を得ようと焦るあまり、しばしば独断で無謀な行動に出たため、やがて帰隊させられた。
この時の体験談を処女作『マラカンド野戦軍物語』としてまとめた。この作品の評判が良かったため、チャーチルは続いて『サヴロラ』という地中海沿岸の某国の革命運動を舞台にした小説を書いた。これも好評を博し、かなりの収入になった。

#### スーダン侵攻

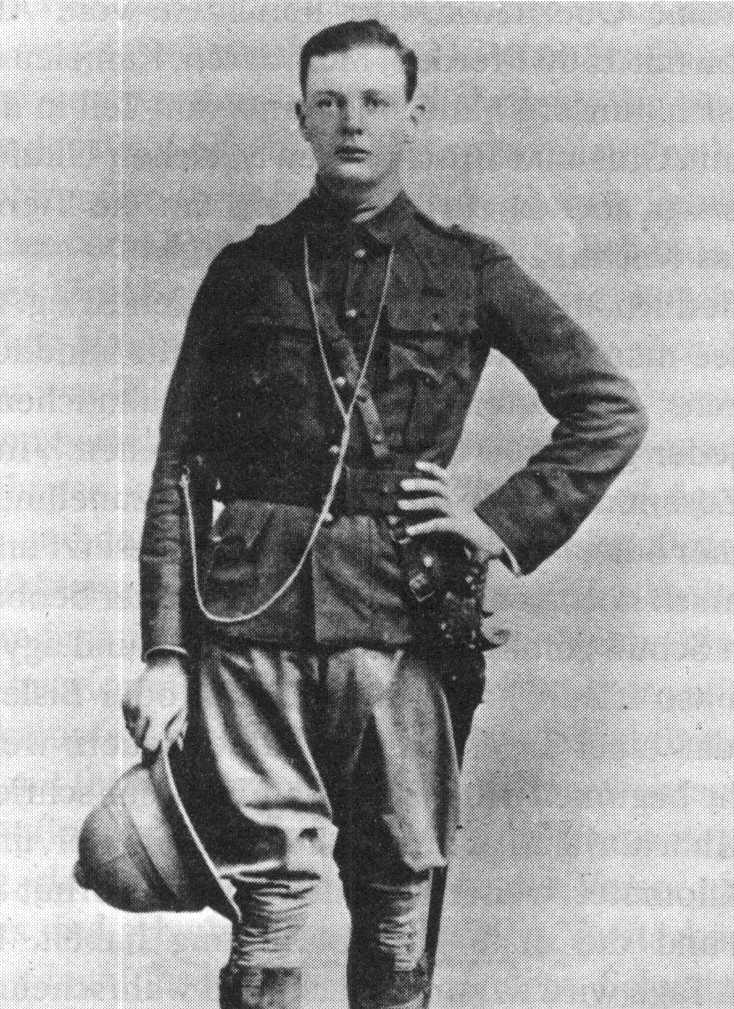
1898年のチャーチル（エジプト・カイロ）

この頃、イギリスではスーダン問題が再浮上していた。スーダンはイギリスの傀儡国家エジプトの属領だったが、1881年に発生したマフディーの反乱により、時の英国首相グラッドストンが放棄を決定して以来、マフディー軍の支配下に置かれ、英国支配から離れた独立国家となっていた。しかしロシアとフランスのエチオピアへの野心が高まる中、首相ソールズベリー侯爵はそれに先手を打つべく、エチオピアに隣接するマフディー国家への侵攻を決定した。
チャーチルは従軍を希望し、『マラカンド野戦軍物語』を高く評していた首相ソールズベリー侯爵と会見できたのを好機としてエジプトの実質的統治者だったイギリス駐エジプト総領事クローマー伯爵を紹介してもらい、従軍が許された。この戦争でもモーニング・ポスト紙と特派員契約を結んだ。
1898年8月にホレイショ・キッチナー将軍率いるイギリス軍に加わって、ナイル河を遡って進軍、9月1日にはマフディー国首都オムダーマンを包囲し、翌9月2日、マフディー軍4万が打って出てきて、オムダーマンの戦いが始まった。キッチナー将軍は第21槍騎兵連隊に突撃を行わせたが、これは歴史上最後の騎兵突撃とされる。チャーチルはインド勤務時代に肩を脱臼していた関係で、剣ではなく拳銃を使用して突撃したため、比較的安全に戦うことができた。戦いは多くの戦死傷者を出しながらもイギリス軍の勝利に終わり、マフディー国家は滅亡し、スーダンはイギリスとその傀儡国家エジプトの主権下に戻った。
インドの第4女王所有軽騎兵連隊に帰隊したチャーチルは、今回の戦争についてまとめた『河畔の戦争』を著した。この著書の中でチャーチルはキッチナー将軍を批判的に書いている。特に戦い方が犠牲を問わなすぎることや、兵士たちがマフディー国家の建国者ムハンマド・アフマドの墓を暴いたのを止めなかったことを批判している。しかし、この本を読んだホレイショ・キッチナーは自分を批判した本の内容に激怒し、遺恨が生じた。このことは後々チャーチルに祟ることになる。

#### 軍を除隊、選挙に初挑戦
1899年春に陸軍を除隊した。騎兵将校は経費がかかるし、文筆で生計を立てていく自信が付いたためであったといわれる。
1899年6月にオールダム選挙区の庶民院議員補欠選挙に保守党候補として出馬した。オールダムは繊維産業の町で労働者が有権者の中心だったため、保守党としてはディズレーリの「トーリー・デモクラシー」の継承者を自任していたランドルフ卿の息子を候補にした。
チャーチルも「トーリー・デモクラシー」を意識した選挙戦を展開し、「帝国を維持するには自由な人民、教育ある人民、飢えない人民が必要だ。だからこそ我々は社会政策を支持する」と演説した。だが補欠選挙の最大の争点は社会政策ではなく、国教会に地方税を投入するソールズベリー侯爵の政策に対する賛否だった。自由党はこれを徹底的に批判して選挙戦を有利に展開し、チャーチルも選挙戦後半でつい「私が当選したらこの法案には反対する」という失言をしてしまい、変節者という批判を受けてますます不利な立場に追いやられた。
イギリスの選挙区は1884年の第3次選挙法改正以来、原則として小選挙区になっていたが、オールダム選挙区は数少ない2議席選出の大選挙区だった。しかし選挙の結果は、2議席とも自由党がとり、チャーチルは今一歩のところで落選となった。

#### 第2次ボーア戦争に従軍

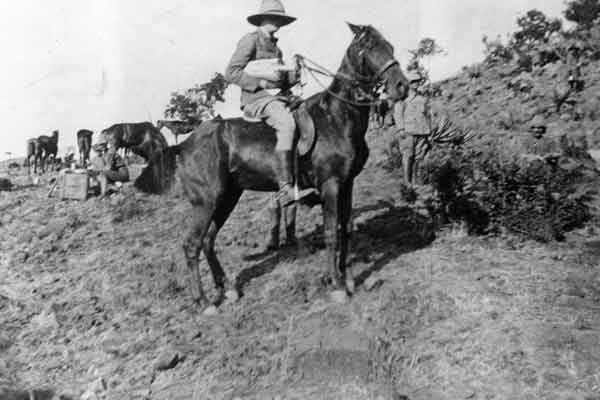
1899年、第二次ボーア戦争時の従軍記者チャーチル

南アフリカのボーア人国家トランスヴァール共和国とオレンジ自由国を併合せんと目論むソールズベリー侯爵内閣のジョゼフ・チェンバレン植民地大臣はボーア人に挑発を続け、1899年10月に第2次ボーア戦争が勃発した。
チャーチルは再び『モーニング・ポスト』紙の特派員となり、今回は民間ジャーナリストとして戦地に赴いた。戦闘が発生しているナタール植民地へ向かい、11月15日には装甲列車に乗せてもらったが、この列車は途中ボーア人の攻撃を受けて脱線し、チャーチルを含めて乗っていた者らのほとんどが捕虜になった。この時チャーチルを捕らえたボーア人農民は後に南アフリカ共和国初代大統領、ルイス・ボータとしてチャーチルと再会することになる。トランスヴァール首都プレトリアの捕虜収容所に収容された。チャーチルは民間人だからすぐに釈放されると思っていたが、英字新聞が「『チャーチル中尉』の勇気ある行動」を称える記事を載せたせいで、釈放されるどころか、下手をすれば民間人に偽装したとして戦争法規違反で銃殺される可能性も出てきた。チャーチルは12月12日夜中に便所の窓から抜け出して収容所を脱走した。元イギリス人の帰化トランスヴァール人の炭鉱技師に数日間匿ってもらった後、貨車に乗ってポルトガル領モザンビークのロレンソ・マルケスのイギリス領事館にたどりついた。
この間、新聞報道などで「チャーチルが捕虜収容所を脱走したが、再逮捕されて銃殺された」という噂が流れていたため、チャーチルの生存が判明したことへの反響は大きかった。この頃、戦況はレッドヴァース・ブラー将軍率いるイギリス軍が全滅したり、各地でイギリス軍が包囲されたり、イギリス軍が劣勢であった。そのためチャーチルのこの脱走劇は戦意高揚のいい英雄譚となった。
この後、チャーチルはブラー将軍のおかげでケープ植民地で新編成された南アフリカ軽騎兵連隊に中尉階級のまま再入隊できた。レディスミスで包囲されるイギリス軍の救援作戦に参加し、ついでフレデリック・ロバーツ卿の指揮下でヨハネスブルクやプレトリアへの侵攻作戦に従軍した。1900年6月5日のプレトリア占領の際にはチャーチルは真っ先に自分が収容されていた捕虜収容所に向かい、そこにイギリス国旗を掲げて復讐を果たした。国土が占領されてもボーア人は屈することはなく、ボーア戦争はゲリラ戦争と化していくのだが、チャーチルはプレトリア占領とともにイギリスへ引き上げた。
帰国後ただちにボーア戦争に関する『ロンドンからレディスミスへ』と『ハミルトン将軍の行進』の2作を著した。

### 保守党時代

#### 庶民院議員に当選

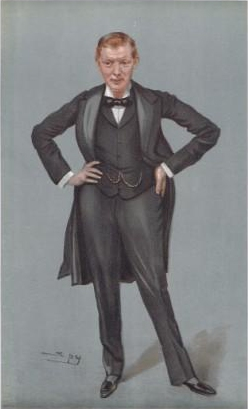
1900年9月27日の『バニティ・フェア』誌のチャーチルの戯画

トランスヴァール共和国首都プレトリアを占領したことによる戦勝ムードの中、首相ソールズベリー侯爵と植民地相チェンバレンは、いま解散総選挙すれば有利な議会状況を作れると踏んで、1900年9月1日に総司令官ホレイショ・キッチナー将軍にトランスヴァール併合宣言を出させるとともに、9月25日に議会を解散した。こうして「カーキ（軍服の色）選挙」と呼ばれた解散総選挙が行われた。
チャーチルはこの総選挙に再びオールダム選挙区から保守党公認候補として出馬した。今度の選挙は、捕虜収容所からの脱走劇で名前が売れていたチャーチルが有利であった。与党（保守党と自由統一党）の選挙戦を取り仕切っていた植民地大臣チェンバレンもチャーチル応援のため選挙区入りしてくれた。
選挙結果は自由党候補アルフレッド・エモット男爵が最も得票したものの、チャーチルも第2位の得票を得て、オールダム選挙区2議席を選出するため、チャーチルも次点当選できた。こうしてチャーチルは26歳にして庶民院議員となった。
総選挙全体の結果も与党保守党と自由統一党が野党自由党とアイルランド国民党に134議席差をつけて勝利した。
チャーチルは1901年、自由党議員で鉄道事業家のジャスパー・ウィルソン・ジョーンズらが創設した植民地看護協会（1896年 - ）の幹部となった。なお、ジョーンズの義理の息子の弁護士フランシス・テイラー・ピゴットはそれ以前に日本の伊藤博文政権の法制顧問（1888年 - 1891年）を務めていた。
講演会と処女演説

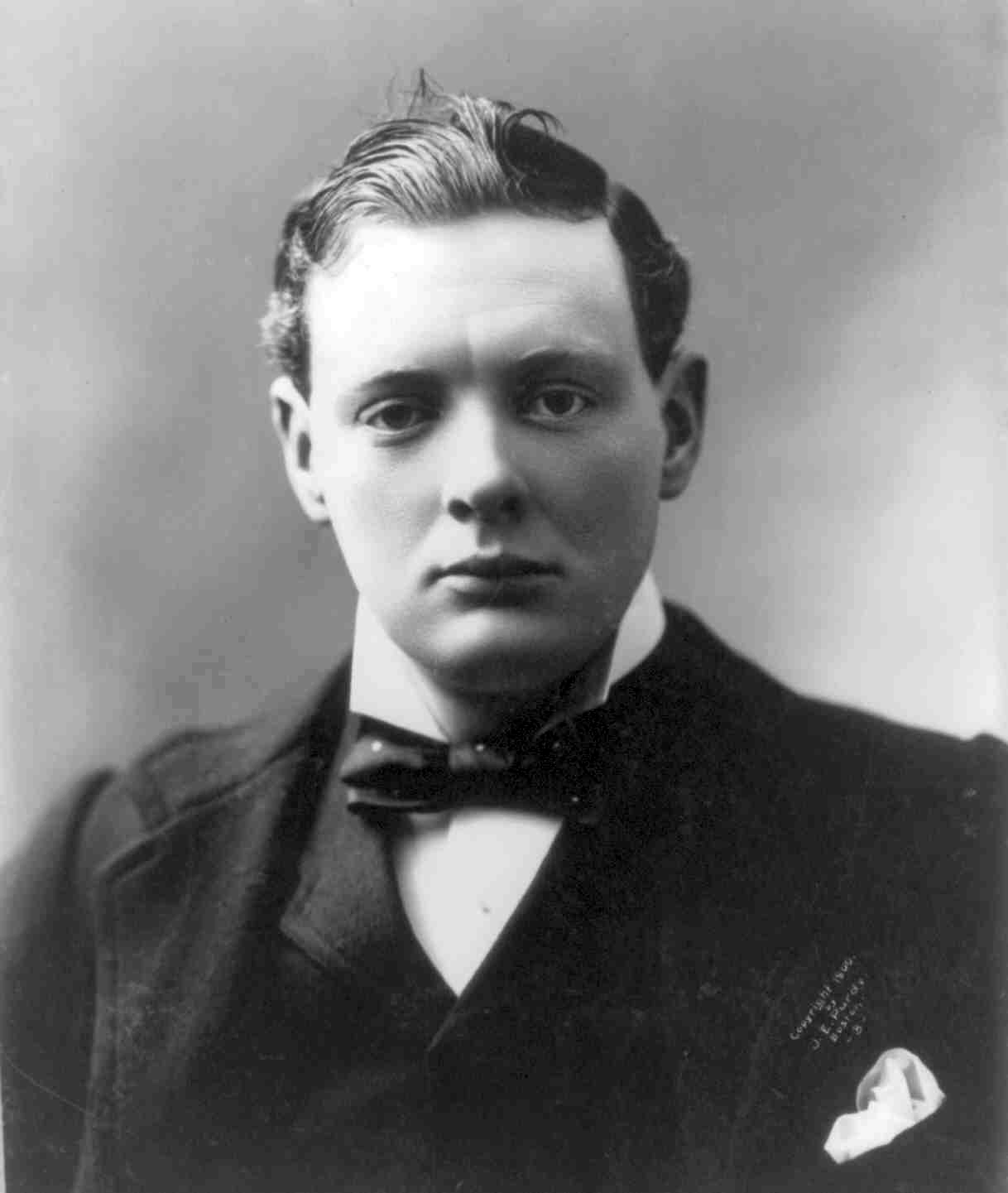
1900年末の保守党議員チャーチル。訪米時の写真

保守党の庶民院議員となったチャーチルはイギリス各地で講演会を行い、1900年末にはアメリカや英領カナダでも講演会を開いて金を稼いだ。講演会はかなりの収入にはなったが、アメリカ人の聴衆のうちアイルランド系アメリカ人は反英的な人が多く、それ以外のアメリカ人もボーア人寄りの人が多かった。
そのためチャーチルもボーア戦争に関する厳しい追及を受けた。結局チャーチルも侵略戦争であることは否定できず、「戦争になれば、それが良い戦争だろうが、悪い戦争だろうが、祖国に従うしかない」と弁明した。
1901年1月にヴィクトリア女王が崩御し、エドワード7世が国王に即位した。チャーチルは、新国王のもとで1901年2月から開会された庶民院に初登院した。
チャーチルの処女演説は、自由党急進派でボーア戦争に反対するデビッド・ロイド・ジョージ議員の激しい反戦論に対抗して、政府を擁護するものだった。ただその演説の中でチャーチルは「私がボーア人だったら、やはり戦場で戦っているだろう」とボーア人を擁護するかのような発言も行い、植民地大臣チェンバレンをいらだたせた。
1901年5月24日にはフリーメイソンに加入している。

#### 造反から自由党への移籍
チャーチルが最初に目指したのは父ランドルフ卿が大蔵大臣として取り組もうとした陸軍予算の削減だった。戦争大臣（陸軍大臣）のシンジョン・ブロドリックが常備軍を現行の二個軍団から三個軍団に増設方針を示したのに対して、チャーチルは1901年5月に反対演説に立ち、「非ヨーロッパの野蛮人を相手にするのは一個軍団で十分だし、ヨーロッパ人を相手にするには三個軍団でも不十分だ。イギリスには世界最強の海軍があればよい」と述べた。この演説は、野党自由党からは喝采が送られたが、保守党執行部は新米議員の造反に驚き、「親孝行と公務を混同してはならない」と批判された。これをきっかけにチャーチルは保守党執行部に造反することが増えていく。
父が「第四党」と呼ばれる党執行部に造反する小グループを作っていたのに倣い、首相ソールズベリー侯爵の末子であるヒュー・セシル卿らとともに反執行部的小グループを形成しはじめた。やがてこのグループは「フーリガンズ」と「ヒュー・セシル」の名前を組み合わせて、「ヒューリガンズ」と呼ばれるようになった。
チャーチルは保守党左派と自由党右派（自由帝国主義者）を一つにまとめ、政界再編のきっかけとすることを考えていたという。
保護貿易論への抵抗

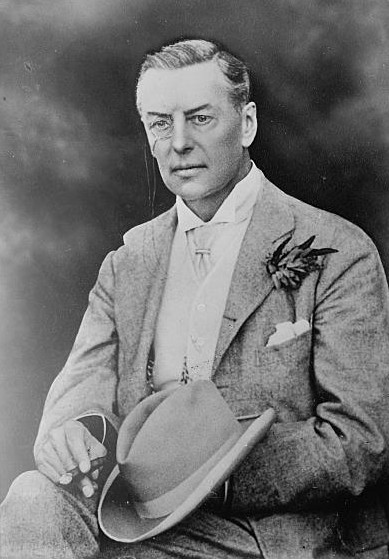
保護貿易を主張したジョゼフ・チェンバレン

1902年7月11日、長らく首相を務めてきたソールズベリー侯爵が病により退任し、代わってアーサー・バルフォアが大命を受けた。この頃からボーア戦争が客観的に評価されるようになったことで世論は政権に批判的になっていき、政権与党内の結束力も乱れていった。こうした中で関税問題をめぐって政権与党内の分裂が始まった。第二次ボーア戦争は1902年5月に講和条約が結ばれて正式に終結していたが、予想外の長期戦は予想外の膨大な戦費をもたらし、1900年以降イギリス財政が赤字となった。それを補うために各種増税が行われ、その一環で穀物関税再導入も暫定的かつ少額でという条件で実施された。チェンバレンは大英帝国内に帝国特恵関税制度を導入する関税改革を行うべきと主張するようになった。これは帝国外に対する関税を永続させよという保護貿易論であった。
チェンバレンの保護貿易論をめぐってイギリス世論は二分された。貧しい庶民はパンの値段が上がることに反対し、保護貿易には反対だった。金融資本家も資本の流動性が悪くなるとして保護貿易には反対し、綿工業資本家も自由貿易によって利益をあげていたので保護貿易には反対だった。一方、工業資本家（廉価なドイツ工業製品を恐れていた）や地主（伝統的に保護貿易主義）は保護貿易を歓迎し、チェンバレンを支持した。この論争は政界にも大きな影響を及ぼし、第二次ボーア戦争の評価をめぐって小英国主義派と自由帝国主義派に分裂していた野党自由党が自由貿易支持・反チェンバレンのもとに団結した。一方政権与党は自由貿易派と保護貿易派に分裂した。
チャーチルやヒュー・セシル卿ら「ヒューリガンズ」は自由貿易を支持し、チェンバレン批判を行った。自由貿易を支持することは父ランドルフ卿の魂を継承することでもあったし、またチャーチルの選挙区であるオールダム選挙区の主要産業である木綿産業を満足させる効果もあった。1903年5月、チェンバレンが関税改革案を明確に提示してきたのを受けてチャーチルはバルフォア首相に対して「首相がチェンバレン植民地相の保護貿易論を明確に否定する声明を出されないのであれば、私としては党を変える必要が出てきます」という内容の手紙を送った。さらに同年11月にはチェンバレンの本拠であるバーミンガムに乗り込んで、チェンバレンの保護貿易論を批判するという挑発行動をとった。

### 自由党の政治家として

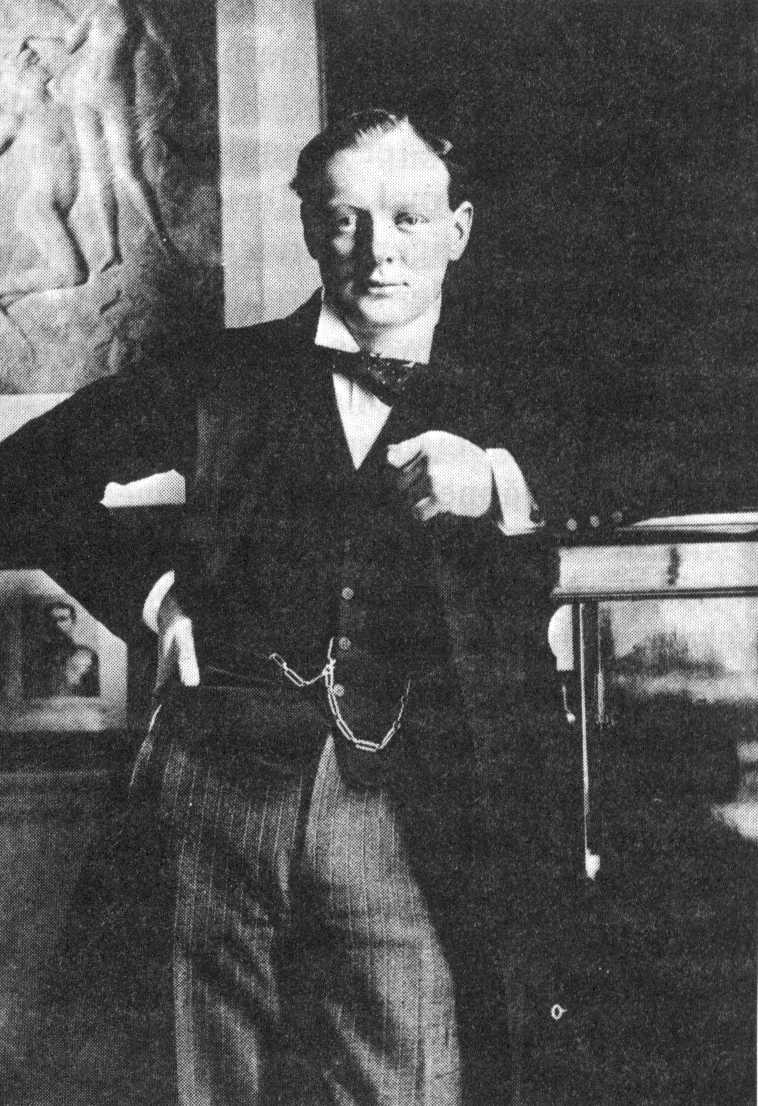
1904年の自由党議員チャーチル

チャーチルは自由貿易支持を明確にしない保守党を見限り、自由党への移籍を希望するようになった。世論の自由党と自由貿易支持は圧倒的であり、自由党としては保守党内自由貿易派と手を結ぶ必要がほとんどなかったため移籍は容易ではなかったが、1904年5月にマンチェスター・ノース・ウェスト選挙区からなら自由党候補としての出馬を認めると自由党から打診を受けた。この選挙区は保守党が非常に強く、自由党は1900年の総選挙でも対立候補を立てられず不戦敗となった選挙区だったが、チャーチルなら当選の見込みもあると自由党執行部は考えた。こうしてチャーチルは自由党に移った。この移籍について彼は「父に酷い仕打ちをした保守党から離れる機会に恵まれて本当にうれしい」と述べている。
以降チャーチルはバルフォア政権や保守党に激しい攻撃を加えるようになった。並行して父ランドルフ卿の伝記の執筆を開始した。父に関する資料を徹底的に集め、元首相で自由党自由帝国主義派の領袖ローズベリー伯爵や敵対する元植民地大臣チェンバレンからも協力してもらった。1905年末に完成したこの伝記は、父親を美化し自身に我田引水を図ろうという意図も見えるが、ことさらバルフォア首相やチェンバレンを批判的に扱うような露骨なことはしなかったので、好評を得た。

#### 植民地省政務次官と英領南アフリカ
1905年12月、関税問題で閣内不一致となったバルフォア内閣は総辞職し、自由党党首ヘンリー・キャンベル＝バナマンに大命降下があり、自由党政権が発足した。この内閣にチャーチルは自ら希望して植民地省政務次官として参加した。
1906年の解散総選挙
キャンベル＝バナマンは少数与党の状態から脱するべく、1906年初頭にも解散総選挙に打って出た。この選挙でマンチェスター・ノース・ウェスト選挙区から出馬したチャーチルは、保守党候補からの「裏切り者」との批判に対して「私は保守党にいた時、バカなことをたくさん言いました。そしてこれ以上バカなことを言いたくなかったので自由党へ移ったのです」と反論して笑いを取ったり自由貿易支持を訴えて当選した。
この総選挙は全国的に自由党の圧勝に終わった選挙であり、改選前に401議席を保持していた保守党と自由統一党は157議席に激減した。自由党は一気に377議席を獲得し、自由党の友党アイルランド国民党も83議席を獲得した。自由党としては1886年以来の安定政権を作ることが可能となった選挙であった。最大の勝因は自由党候補たちの自由貿易支持の主張である。前述したように、有権者は食品の値段が上がる保護貿易には断固反対だった。チャーチルも「この選挙ははじめから自由党が有利だった」と述べている。
植民地省政務次官となったチャーチルは、まず全土がイギリス領となった南アフリカの問題にあたった。前保守党政権はボーア人を強圧的支配下に置こうとしたが、チャーチルはボーア人とイギリス人が協力して成り立つ自治政府の樹立を目指し英語とオランダ語の併用、またボーア人・イギリス人問わず100ポンド以上の財産を持つ成年男子に選挙権を認めた一方で先住民の黒人は無視され人種隔離政策が推進された。
中国人移民労働者問題
また、南アフリカでは1904年2月から1906年11月までの間に6万3000人もの中国人移民労働者が清から南アフリカに鉱山労働者として輸送されてきていたが、これはイギリスが禁止している「奴隷貿易」に該当するのではという問題があった。1906年総選挙でも争点になって、自由党候補の一部が中国人奴隷が虐待されている姿を描いたポスターを使用していた。チャーチルは、はじめ「中国人労働者たちは自発的な雇用契約で南アフリカの鉱山で働いている。極端に解釈したとしても奴隷には分類できない。」と答弁していた。またケープ植民地総督アルフレッド・ミルナーが中国人労働者に対する鞭打ちを許可したことが判明し批判動議が提出されチャーチルは自由党議員を結束させ否決に成功したが、批判熱は収まらず、さらにつめ込まれた中国人たちが同性愛をしている可能性について疑惑も出され、紛糾した。チャーチルは「中国人を顔だけで稚児(カタマイト)かどうか見分けるのは難しい」と答弁したが、この「稚児」という言葉に議会では議事録で別の単語で記入されたり、貴婦人が退席するなど異常な反応をとった。結局植民地省は1906年11月に中国人労働者の輸入を停止させた。その後、この問題の処理は1907年より設置されたトランスヴァール植民地自治政府に委ねられることになり、同政府の決定で中国人労働者の新規移民は禁止され、移民が認められなかった者は契約期間満了次第、清へ強制送還された。
英領東アフリカ視察旅行

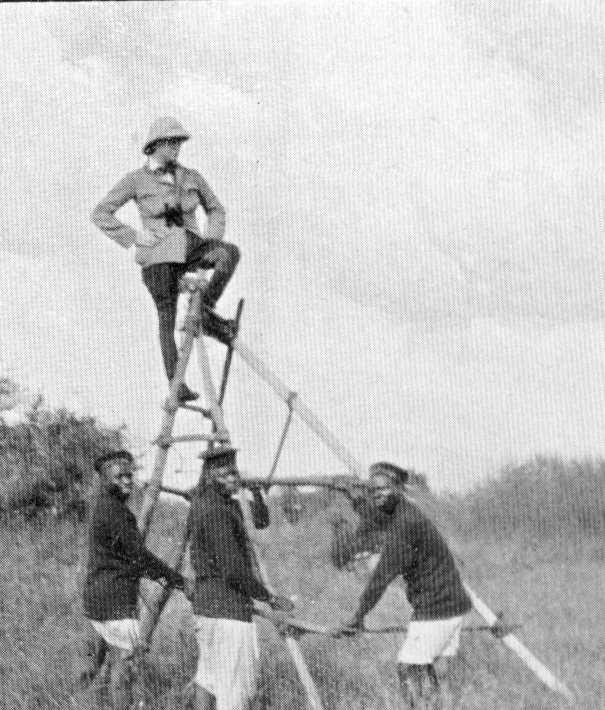
1907年、英領東アフリカ。即席の観測台で辺りを見回すチャーチル

1907年にチャーチルは植民地大臣エルギン伯爵の許可を得てイギリス領東アフリカへ視察旅行に出て、マルタ島、キプロス島、スエズ運河を通過して10月にモンバサに到着し、ナイロビからウガンダへ入り、ヴィクトリア湖とアルバート湖を繋ぐ鉄道建設予定地を通った。当時の東アフリカは完全にイギリスの支配下にあり、現地のイギリス人たちは現地民に対して絶対的支配者としてふるまっていた。それを見たチャーチルはそうした統治でも平和を保つことができるイギリスの支配の偉大さを再確認したという。当時11歳のブガンダ王ダウディ・チュワ2世の引見も受け、チャーチルはその気品に気後れして「イエス」「ノー」しか答えられなかったという。王はチャーチルに「戦の踊り」を披露してくれた。先住民たちはチャーチルを紳士的に歓迎し、チャーチルの方もアフリカ人が気に入ったようだった。
チャーチルはアフリカの風景の美しさに魅了され、『ストランド・マガジン』に寄稿した『アフリカ旅行記』の中でも風景をよく描写している。狩猟も楽しみ、サイやイボイノシシを仕留めた。ライオンも狙ったが、成功しなかったという。また鉄道が完成すればウガンダはランカシャーの綿産業の原料供給地となるが、開発が進むとともに白人やインド人、黒人との間に摩擦が増えるという懸念も書いている。
- 1907年、シロサイを仕留めたチャーチル
- 1907年、車が泥濘にはまって動かなくなり、立ち往生するチャーチル。
- 1907年、「戦の踊り」を見学するチャーチルとブガンダ王ダウディ・チュワ2世（英語版）

#### アスキス内閣商務大臣
1908年1月にイギリスに帰国した。この年の4月にキャンベル＝バナマン首相が退任し、大蔵大臣ハーバート・ヘンリー・アスキスに大命降下があり、アスキス内閣が成立した。
この内閣においてチャーチルは通商大臣として入閣した。これは通商大臣ロイド・ジョージがアスキスの首相就任で空いた大蔵大臣に就任したことによる玉突き人事だった。

##### 補欠選挙と社会主義への敵意
当時のイギリスには入閣する際に議員辞職して再選挙しなければならないという法律があったため、チャーチルも議員辞職し、それに伴うマンチェスター・ノース・ウェスト選挙区の補欠選挙に出馬した。前回の総選挙と異なり、今回は自由党に追い風は吹いておらず、しかも元来保守党が強い選挙区であるため、チャーチルは終始苦しい選挙戦を強いられた。保守党も「裏切り者」チャーチルを落とすために全力をあげた結果、チャーチルは落選した。
しかしチャーチルは知名度が高かったので、彼に出馬要請する選挙区は他にもあった。スコットランドダンディー選挙区で現職議員の叙爵（貴族院入り）に伴う補欠選挙が行われることになり、同選挙区の自由党組織から出馬を要請されたチャーチルはこれを承諾した。この補欠選挙にはチャーチルの他に保守党候補、労働党候補、禁酒主義者のエドウィン・スクリムジャーの3候補が出馬していた。
ダンディー選挙区は2議席選出する大選挙区だった。前回の総選挙では自由党と労働党が議席を分け合ったため、この選挙区の自由党員には労働党のせいで1議席しか取れなかったと恨む者が多く、チャーチルも自由党票を固めるため労働党批判を中心的に行った。チャーチルはこの選挙で初めて社会主義への本格的な敵意を露わにし、「社会主義は裕福な者を引きずり落とす。自由主義は貧困者を持ち上げる。」「社会主義は資本を攻撃する。自由主義は独占を攻撃する」「社会主義は支配を高める。自由主義は人を高める」といった対比型の社会主義攻撃を展開した。この演説が功を奏し、チャーチルは大勝した。

##### 結婚

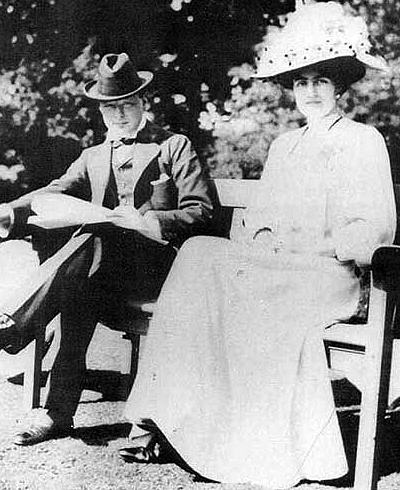
1908年のチャーチルとクレメンティーン

1908年9月、33歳の時にクレメンティーン・ホージアーと結婚した。彼女は礼儀作法はしっかりしていたが、財産はなくフランス語の家庭教師をして生計を立てている女性だった。父親はサー・ヘンリー・ホージアー(Sir Henry Montague Hozier)という軍人であり、母親はデイヴィッド・オギルヴィ (第10代エアリー伯爵)の娘であった。
二人は1908年3月の晩餐会で知り合い、チャーチルの方が最初に彼女に惹かれたという。彼女と出会う前に、チャーチルは2人の女性に求婚し断られていた。チャーチルは彼女に自分の著作『ランドルフ・チャーチル卿』を読んだか聞いてみたが、読んでいないようだったので本を送ると約束したが、チャーチルは本を送り忘れた。しかし後日再会した時にクレメンティーンもチャーチルに惹かれるようになっていた。8月に従兄弟マールバラ公のブレナム宮に彼女を招いた際にチャーチルの方からプロポーズし、受け入れられた。結婚式はウェストミンスター大寺院で行われた。

##### 社会政策・外交

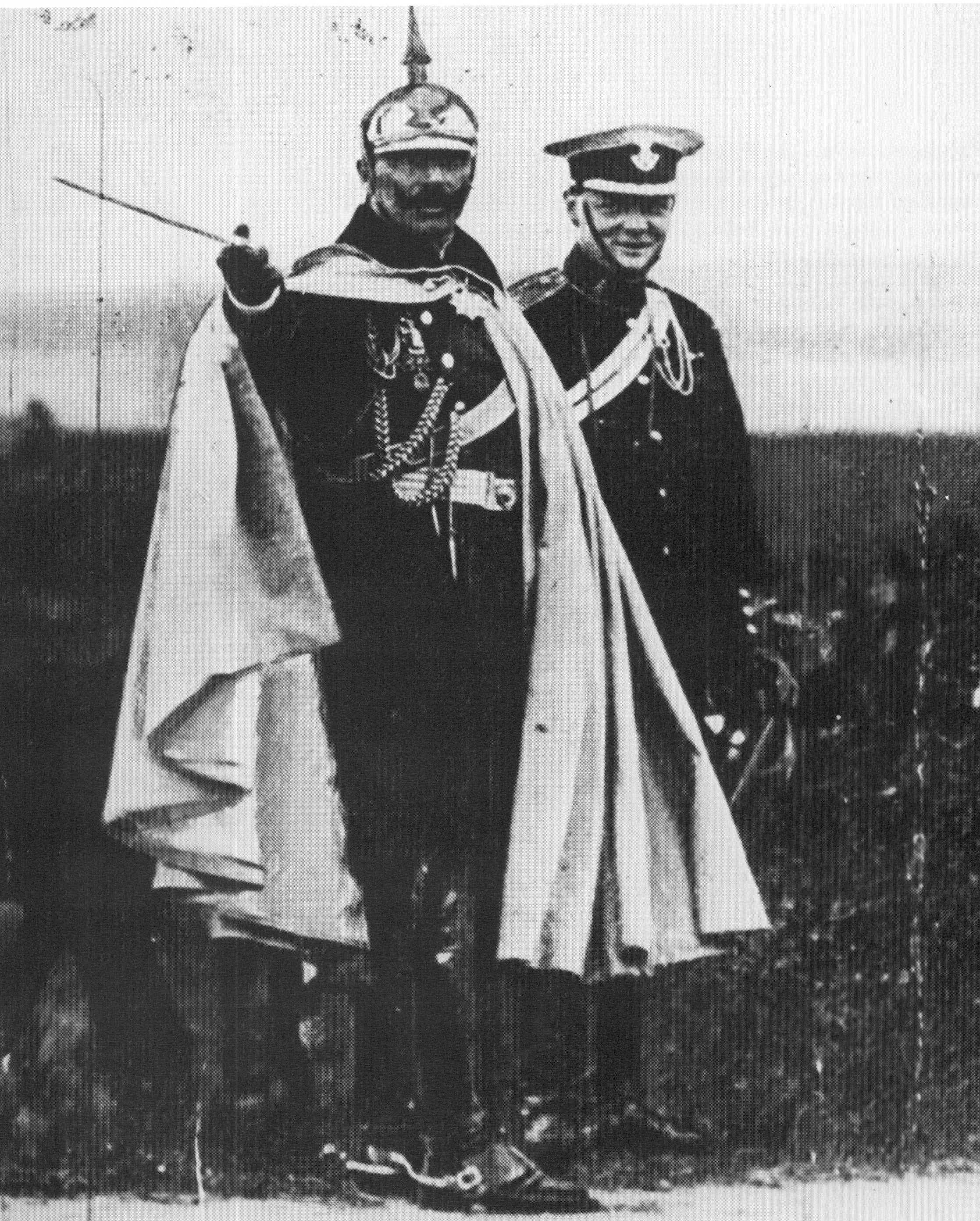
ドイツ皇帝ヴィルヘルム2世とチャーチル（1909年、ドイツ陸軍演習の視察）

チャーチルが商務大臣となった頃のイギリスの経済状況は悪かった。1907年後半から不況が押し寄せ、1907年に3.7%だった失業率は、翌1908年には7.8%に跳ね上がっていた。労働党の「労働権の確立」を訴える運動が盛り上がり、他方保守党の関税改革派も「関税が国民の仕事を守る」と再攻勢をかけた。自由党としては中産階級の支持を失わずに労働者階級に支持を拡大させて立て直しを図りたいところであり、それが本来自由放任主義の立場である自由党が社会政策を実施する背景となった。チャーチル自身も1906年総選挙の遊説の際にスラム街を見て、社会政策の必要性を痛感した。
アスキス内閣によって実施された社会政策には「老齢年金法」や「国民保険法」（健康保険と失業保険）、「炭鉱夫8時間労働制」、「職業紹介所」などがある。このうちチャーチルが商務大臣として主導したのが「職業紹介所」と「失業保険制度」である。
デイリー・テレグラフはチャーチルを支持していたが、1908年10月、ドイツ皇帝の不用意な発言が報じられるデイリー・テレグラフ事件が発生し、ヴィルヘルム2世が英独外交から排除される形になった。
チャーチルは1909年秋にドイツを訪問し陸軍演習と職業紹介所を視察した。当時ドイツも失業者を抱えていたが、労働者の多くが失業保険に入っていることに感心したチャーチルはウィリアム・ベヴァリッジとともに職業紹介所設置法を成立させ、これまで地方公共団体が設置運営していた職業紹介所を中央政府が直接設置運営することで全国に大幅に増やすことが可能となった。この法律は国民から歓迎され、チャーチルは至るところで「親愛なるチャーチル（Good Old Churcill）」の歓声を受けた。しかし職業紹介所の設置は労働の市場化を押し進め、資本家が「最適の労働者」を見つけやすくなるため、労働組合も「労働組合の規定で定める賃金以下で労働者がかき集められる危険性がある」と反対し、労働党も「失業保険制度もない、失業対策事業もしない、労働者の再教育もしない、ただ職業紹介所を置くだけというこの法律では、労働権が確立したなどとは到底言えない」と批判した。
チャーチルは1909年に労働党議員の要請を受け入れて、失業保険法案（Unemployment insurance bill）を議会に提出するも、この法案は貴族院で廃案にされた。その結果、労働党の「労働権」確立を求める運動は強まっていった。

##### ドイツとの建艦競争

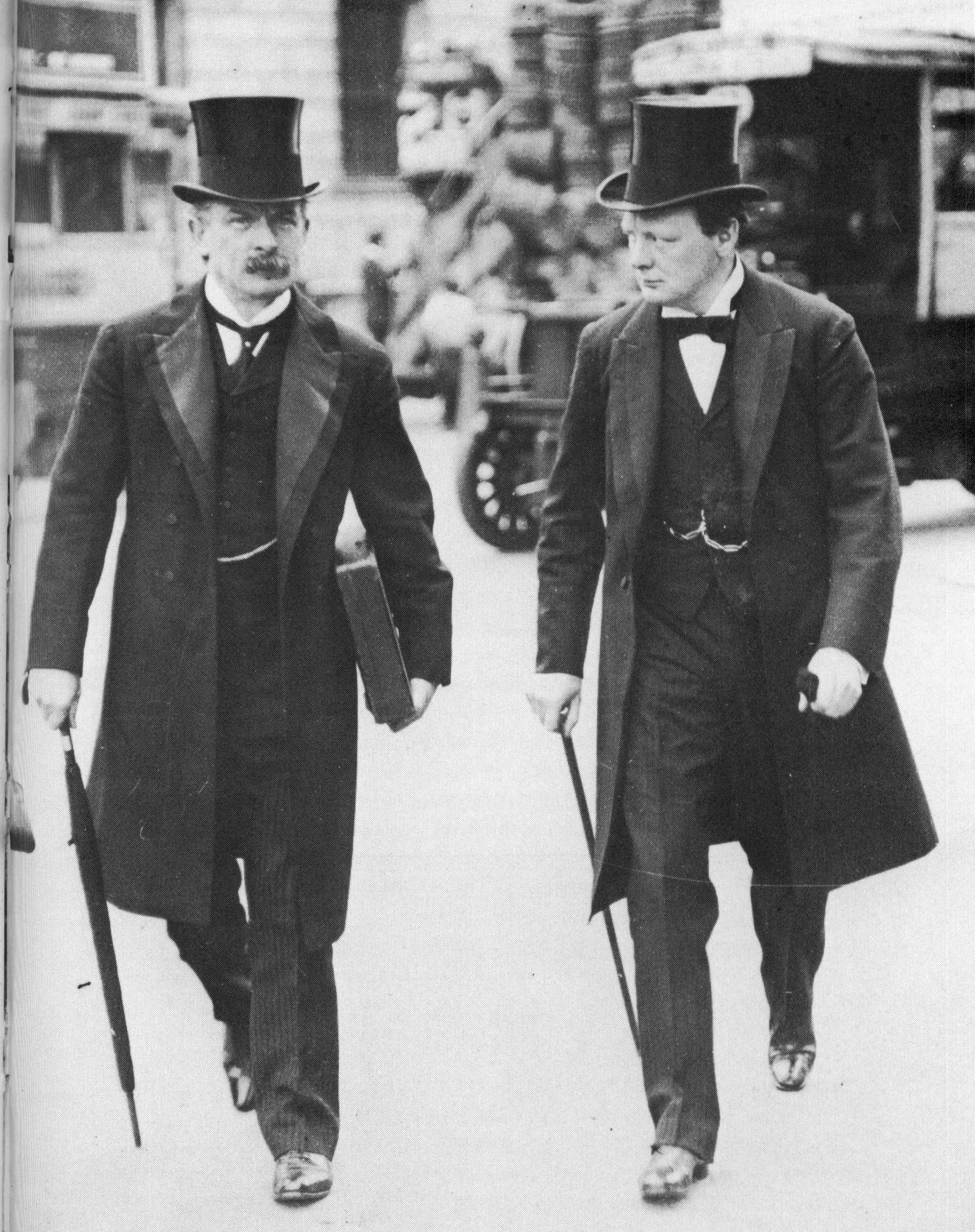
アスキス内閣の二大急進派閣僚ロイド・ジョージ（左）とチャーチル（右）

イギリスの国際的地位は1870年代以降、後発資本主義国の発展に押されて低下の一途をたどっていた。後発資本主義国の中でもとりわけドイツがイギリスに急追していた。ドイツ資本主義の急速な発展を背景にして、ドイツ皇帝ヴィルヘルム2世は1890年代後半から「世界政策（Weltpolitik）」を掲げて海軍力を増強して帝国主義外交に乗り出し、世界中でイギリス資本主義を脅かすようになった。これに対抗したイギリスの海軍増強は保守党政権時代に開始されたが、キャンベル＝バナマン内閣は保守党の海軍増強計画を若干縮小し、海軍の小増強（大型軍艦3艦建艦）を目指した。1908年2月にドイツ帝国議会で海軍法修正法が可決し、ドイツ海軍は毎年弩級戦艦を3艦、巡洋艦を1艦ずつ建艦していき、1917年までに弩級戦艦と大型巡洋艦合わせて58艦の保有を目指した。これを受けてイギリスでも野党保守党やイギリス海軍軍部を中心に海軍増強が叫ばれるようになった。
アスキス内閣発足後、自由帝国主義派と急進派の閣僚の間で海軍増強論争が起こった。海軍大臣レジナルド・マッケナや外務大臣エドワード・グレイら自由帝国主義閣僚は最低でも弩級戦艦4艦、情勢次第では最大6艦の建艦を主張した。これに対して大蔵大臣ロイド・ジョージや通商大臣チャーチルら急進派閣僚は海軍増強より社会保障費の財源確保を優先させるべきと主張した。チャーチルは1908年8月15日のスウォンジでの演説で「ドイツには戦う理由も、戦って得る利益も、戦う場所もない」としてドイツ脅威論を一蹴している。ウィンザー城管理長官代理である第2代イーシャー子爵レジナルド・ブレットは「チャーチルは信念や主義で海軍増強に反対しているわけではなく、自由党急進派を自分が指導しようという野心から反対している」と分析した。
しかしグレイ外相が「海軍増強が受け入れられないなら辞職する」と脅迫し、また1908年に訪独したロイド・ジョージがドイツ脅威論をある程度認めるようになったことでロイド・ジョージとチャーチルは1909年と1910年の2年間に4艦の弩級戦艦の建艦を認めるに至り、これにより閣内対立は一時収束した。
しかし1909年1月から2月の閣議でマッケナ海軍大臣ら自由帝国主義派閣僚が6艦の建艦を要求し、4艦の建艦に止めようとするロイド・ジョージやチャーチルら急進派閣僚と再び対立を深め、海軍増強論争が再燃した。ロイド・ジョージとチャーチルは「もし4隻以上の弩級戦艦を建艦するつもりなら、辞職する」とアスキス首相を脅迫した。結局アスキス首相は1909年2月24日の閣議で折衷案をとり、1909年の財政年度にまず4艦、情勢次第で1910年にはさらに4艦の弩級戦艦を建艦するとした。これにより自由帝国主義派と急進派の双方に一定の満足を与え、この時も閣内対立を収束させることができた。

##### 「人民予算」をめぐって
大蔵大臣ロイド・ジョージは1909年4月に「人民予算」を議会に提出した。この予算はドイツとの建艦競争や社会保障費によって財政支出が膨大になったため、財政の均衡を図るために提出されたものだった。「人民予算」の増税案は所得税率の引き上げ、相続税の引き上げと累進課税性の強化、そして土地課税制度導入など富裕層から税金を取り立てるものだった。しかし野党保守党は「富裕層から取るのではなく、関税改革によって歳入増加を図るべき」と主張して人民予算に反対した。
この論争でイギリス社会は二分された。チャーチルは「人民予算」を支持する者たちを糾合して「予算賛成同盟（Budget League）」を結成した。一方保守党のウォルター・ロングらはこれに対抗して「予算反対同盟」を結成した。世論の支持はチャーチルの「予算賛成同盟」にあった。ただロイド＝ジョージによればチャーチルは従兄弟のマールバラ公から圧力を受けており、「人民予算」にいまいち熱心ではなかったという。
「人民予算」は1909年11月4日に庶民院を通過したが、保守党・地主貴族が牛耳る貴族院から「土地の国有化を狙う社会主義予算」として徹底批判を受け、11月30日に圧倒的大差で否決された。これを受けてアスキス首相は議会を解散した。
1910年1月に行われた解散総選挙でチャーチルは再びスコットランドのダンディー選挙区から出馬したが、スコットランドでは地主貴族や保守党に対する反発が強かったので当選は安泰だった。そのため選挙戦中、チャーチルは自分の選挙区よりも他の選挙区の自由党候補の応援演説に駆け回った。全国的には自由党は苦戦を強いられ、選挙の結果は、自由党275議席、保守党273議席、アイルランド国民党82議席、労働党40議席となった。前回比で自由党は104議席も失った。人民予算については自由党を支持するが、海軍増強問題では大増強を訴える保守党を支持するという者が多かったのが原因だった。この選挙で自由党は過半数を失い、以降アイルランド国民党と労働党の閣外協力を得て政権を維持することとなった。この両党の支持を得て「人民予算」は可決成立した。

#### アスキス内閣内務大臣

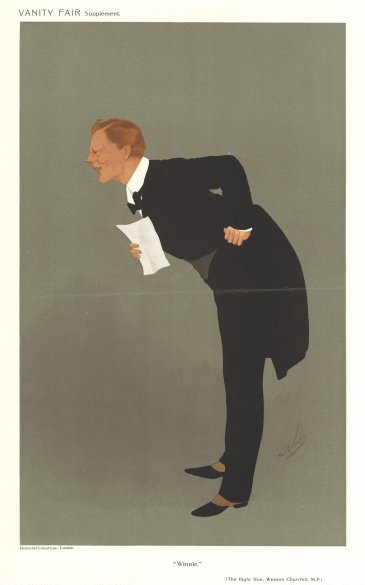
内務大臣チャーチルの戯画（1911年3月8日の『バニティ・フェア』誌）

この選挙後、チャーチルは重要閣僚職である内務大臣に就任した。35歳での内務大臣就任であり、これは歴代内務大臣で第2位の若さである（1位はサー・ロバート・ピール准男爵の33歳）。法と秩序を重んじていたが、内相として初めて死刑執行令状に署名する際、重い心持ちであったとされる。

##### 議会法
キャスティング・ボートを握るアイルランド国民党はアイルランド自治法案成立の妨げになっている貴族院の拒否権を縮小する貴族院改革を主張し、労働党党首ケア・ハーディはさらに貴族院廃止を主張した。自由党も政権維持のため貴族院改革に乗り出さねばならなくなった。1910年4月14日に「議会法案」を議会に提出した。これは財政法案に関する貴族院の拒否権を廃止し、また財政法案以外の法案についても貴族院が反対しても庶民院が3回可決させた場合は法律となるという内容だった。チャーチルは庶民院におけるこの法案の審議を任された。審議最中の5月6日に国王エドワード7世が崩御し、ジョージ5世が新国王に即位した。政界に「新王をいきなり政治的危機に晒してはいけない」という空気が広まり、自由党、保守党双方の話し合いの場が設けられた（「憲法会議（Constitutional conference）」）。
この時の融和ムードを利用してロイド・ジョージは自由党と保守党の中の「極端分子」を排除して大連立政権を作ることさえ計画し、バルフォアら保守党幹部に折衝を図った。チャーチルもこの計画に乗り気であり、保守党内の知り合いの議員に折衝を図ったが、保守党のチャーチルへの嫌悪感は強く、ロイド・ジョージの大連立構想にとってチャーチルは邪魔な「極端分子」に該当したようである。
結局大連立構想も「憲法会議」も決裂し、首相アスキスは国王から「貴族院改革を問う解散総選挙に勝利したならば国王大権で貴族院改革に賛成する新貴族院議員を任命する」との確約を得たのち、1910年11月16日に議会を解散した。こうしてこの年二度目の総選挙が行われ、自由党は貴族院改革、保守党は関税改革を争点にして選挙戦を戦った。チャーチルは前回選挙と同様、自分の選挙区より他の選挙区の自由党候補の応援に駆け回り、貴族の特権をはく奪すべきことや、生活費の上昇をもたらす保守党の関税改革を批判する演説を行った。総選挙の結果は前回とほとんど変わらず、自由党272議席、保守党・自由統一党272議席、アイルランド国民党84議席、労働党42議席をそれぞれ獲得した。しかし自由党とアイルランド国民党をあわせれば過半数を得たことから、アスキス首相は議会法案を再度提出。新貴族院議員任命をちらつかせて貴族院をけん制し、1911年8月10日に議会法は成立し、庶民院の優越が確立した。チャーチルは国王への報告書の中で「長期に及んだ不安な憲法危機が終結した」と報告している。
失業保険制度の構築
この議会法制定により蔵相ロイド・ジョージは国民保険法を制定させることができた。この法律は第1部と第2部に分かれており、第1部は賃金労働者のほとんどを加入対象とする健康保険制度、第2部は建設や造船関係の業種の労働者を対象とした失業保険制度を定めたものであり、廃案になった先のチャーチルの失業保険法を再導入したものだった。失業保険は一部の職種の労働者に限定されているが、これは実験的導入であるためであり、成功した場合には他の業種の労働者にも拡大させるとしていた。
チャーチルは商務大臣だった頃から引き続いて失業保険問題を担当し、同法第2部の具体的制度の構築にあたった。ロイド・ジョージが主導する健康保険の方は既存の民間保険団体や医療関係者の既得権とぶつかり合い、大揉めになったが、チャーチルの主導する失業保険の方はほとんど抵抗を受けなかったという。資本家は自分たちが必要としない労働者を失業保険が面倒を見てくれるということで基本的に歓迎し、労働組合も失業した組合員を持てあましていたため、反対の声は小さかったのである

##### 暴動鎮圧

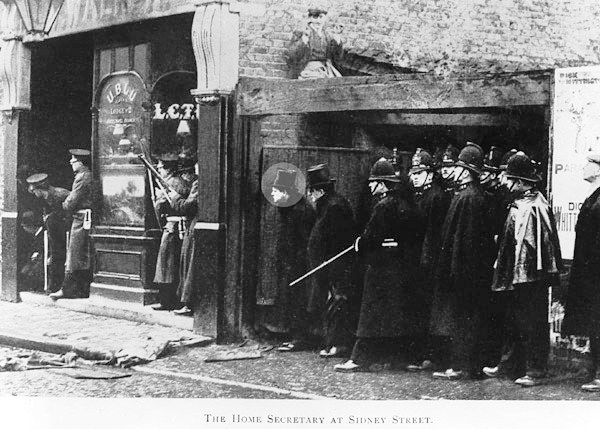
シドニー街の戦いの直接指揮を執る内務大臣チャーチル（丸で顔を囲ってある人物）

1910年11月16日、ロンドンのイースト・エンドハウンズディッチの宝石店で警官三名の殺害を伴った強盗事件が発生した。チャーチルは殉職した警察官たちの国葬を執り行った。捜査を進めると、ロシアから亡命してきたレット人の反帝政革命家グループの犯行である可能性が濃厚となった。1911年1月、グループの隠れ家がシドニー街にあることが判明し、警察が踏み込もうとしたが、銃で応戦され、シドニー街の戦いと呼ばれる銃撃戦が勃発し、チャーチルは現場で警官隊の直接指揮を執った。やがてその家から火の手が上がると、チャーチルは消火しようとする消防隊を押しとどめて、その家が燃え尽きるまで待機を続けた。家が焼け落ちた後、警察がその跡を調べたが、犯人の焼死体は2体しか出ず、他の者がどうなったかは不明だった。この事件によりチャーチルの脳裏には社会主義への恐怖が焼きついたという。社会政策に取り組み、軍拡に反対したチャーチルの急進性もこの頃から弱まっていくことになる

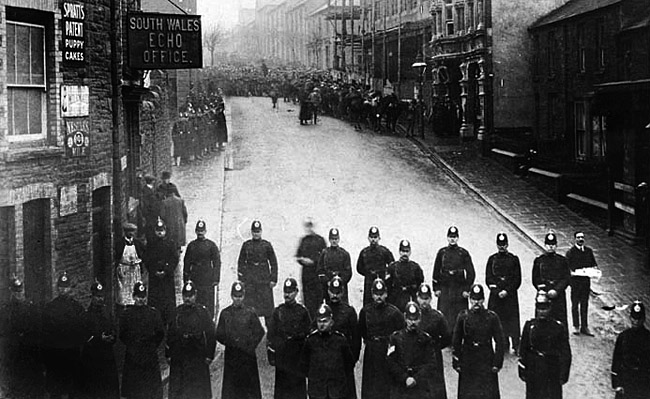
1910年、チャーチル内務大臣の命令でトニパンディの暴動を鎮圧すべく出動した警察官たちが道を閉鎖している。

1910年11月8日に南ウェールズロンダ渓谷の炭鉱労働者たちがトニパンディの暴動を起こした。チャーチルは、戦争大臣リチャード・ホールデンを通じてネヴィル・マックレディ将軍率いる軍隊や警察部隊を派遣し、炭鉱夫労働組合指導者に対して「軍事力を行使することも躊躇しない」と恫喝した。この軍事的恫喝のおかげで炭鉱夫2人の殺害だけでスト鎮圧に成功した。チャーチルは個人的には炭鉱夫たちに同情していたが、内務大臣として法令の遵守を第一とし、また挑戦を受ければ退却しない性格と相まって決断を下した。それでも鎮圧軍を派遣するにあたっては軍隊に対し、「軍は炭鉱経営者たちの個人的使用人ではない」ことや「労働争議に介入したり、スト破りの役割を果たしてはならない」ことを訓令した。この事件以降チャーチルは労働者の激しい憎悪の対象となり、「トニパンディを忘れるな」は労働運動の合言葉になった。労働党もチャーチルやロイド＝ジョージら「自由党急進派」への不信を高めた。
国民保険法はこうした労働者の不満を抑えるためのものであったが、それもむなしく、1911年6月にはイギリス各港で海運労働者の大規模ストライキが勃発し、各港は海運機能が麻痺し、革命前夜の空気さえ漂った。一時下火になるも8月には鉄道労働者が海運労働者と連携したストライキを起こした。同時期の1911年7月にフランスが植民地化を推し進めているモロッコ・アガディール港にドイツ軍艦が派遣されるという第二次モロッコ事件が勃発し、独仏戦争の危機が発生した。アスキス内閣のエドワード・グレイ外相はドイツがこの港を獲得したら英国本国と英領南アフリカや南米との通商海路が危険に晒されるとしてドイツの行動に断固反対の立場をとった。アスキス首相はこの事件を機に対独戦争準備を急がせた。戦争準備が決定された中での大ストライキであり、政府としては緊急に処理しなければならなかった。
チャーチルは弾圧路線を変更するつもりはなく、あちこちに軍隊を派遣してはストライキ弾圧を行った。労働者たちは軍隊派遣に強く反発し、むしろ軍隊が派遣された場所で積極的な暴動ストライキが発生した。ロンドン、リヴァプール、ラネリーでは軍隊の発砲で多数の労働者が死傷する事態となった。ここに至ってチャーチルも自分の弾圧路線が誤りであったことを認めざるをえなくなった。ルーシー・マスターマンはこの頃のチャーチルについて「打ちのめされたようだった」と語っている。結局このストライキはロイド・ジョージが経営者を回ってドイツとの戦争が不可避かつ間近であると説得し、労働者に対して融和的態度を取らせたことで収束に向かった。労働党議員ラムゼイ・マクドナルドは「この危機に際して、チャーチル内務大臣が、民衆操作に通じていたなら、市民的自由の意味を理解していたなら、内相の権限を機能的に行使できる能力があったなら、こんな大混乱には陥らなかっただろう」と語っている。
チャーチルは1911年8月15日の庶民院で「軍隊は国王陛下の物であるから、本来は労働争議にも干渉できる。しかし労働争議の仲裁は商務省に任せられているので、軍隊は労働争議が犯罪を伴った場合のみ治安維持目的で出動するべきだ」と述べ、自分が軍隊を出動させたのはあくまで治安維持のためであったことを強弁した。だが労働組合側にこのような弁を信じる者はなく、労働組合のチャーチルへの嫌悪感は決定的となった。このことは労働者層に支持を拡大したいアスキス内閣にとってアキレス腱となった。

#### アスキス内閣海軍大臣
内閣の帝国防衛委員会の席上、戦争大臣ホールデン子爵が海軍にも陸軍の帝国参謀本部に相当する組織を設置すべきであると主張した。レジナルド・マッケナ海軍大臣は反対したが、委員のほとんどや首相も賛同したことで、マッケナは辞任した。1911年10月23日、後任としてチャーチルが海軍大臣に就任した。閣僚としての地位は内相の方が上だが、ドイツとの開戦が迫っている情勢だけにこの閣僚職への就任は責任重大であった。チャーチルは内務大臣として海軍火薬庫に警備を派遣するなどドイツとの戦争準備に尽力し、また帝国防衛委員会の会合にも積極的に参加し海軍の軍備や組織の問題に強い関心を持っており、その熱意をアスキスに認められていた。またアスキスはチャーチルを急進派から切り離すために就任を命じたともされる。
なお、海軍大臣在任中、自身が尊敬していたオリバー・クロムウェルの名前を戦艦につけようと、国王ジョージ5世に何度か提案しているが、「国王を処刑した人物の名前を戦艦につけることはできない」と退けられている。
チャーチルは優生学の支持者として、1913年の精神薄弱者法の起草に参加した。法律は最終的に知的障害者の強制収容を可能にするものとして可決したが、チャーチルが事前に主張した強制不妊手術は否決された。

##### ドイツとの建艦競争

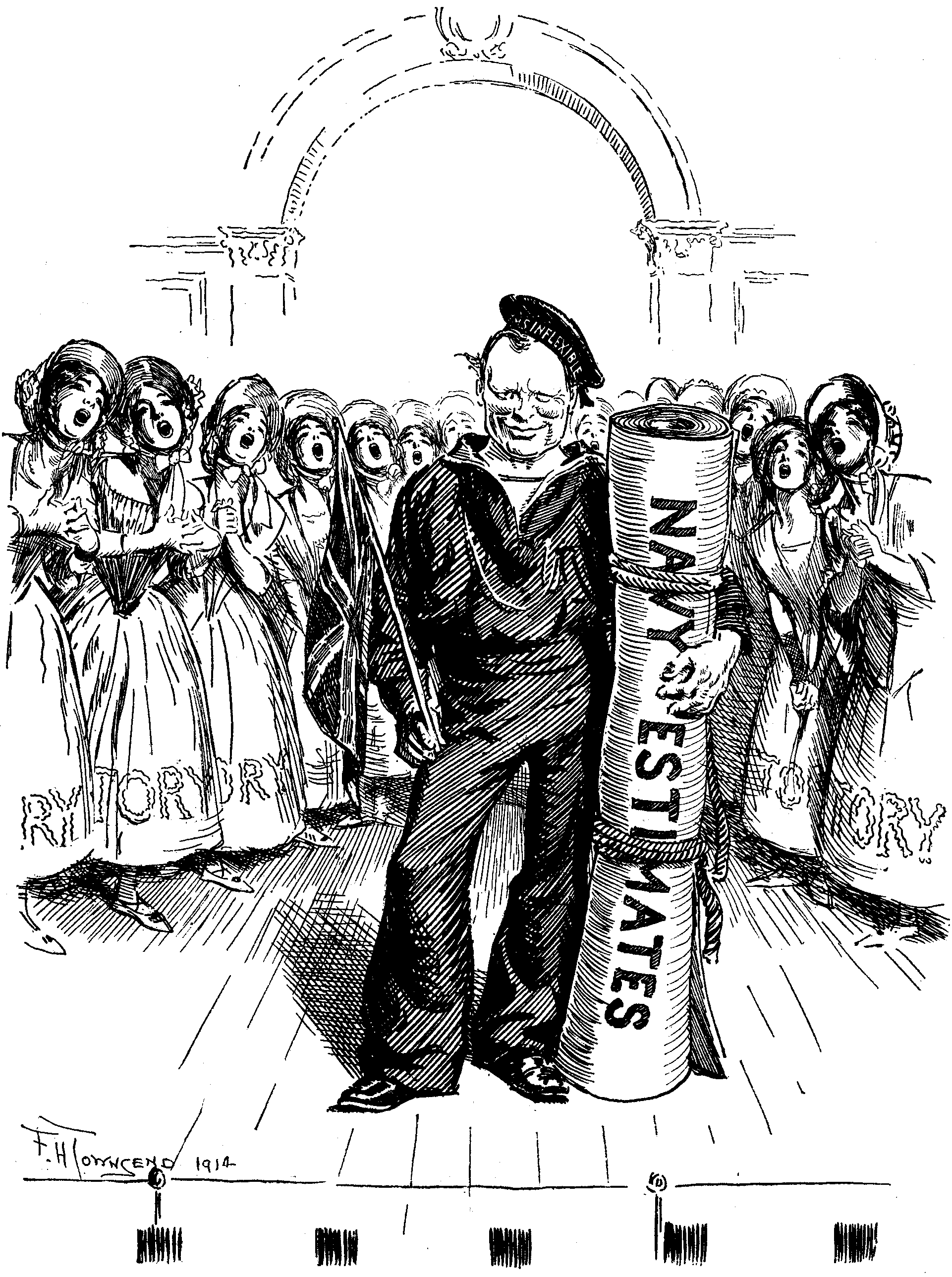
野党である保守党（TORY）から支持を受けるチャーチル海相の海軍予算増額案を風刺した絵（1914年1月14日『パンチ』誌）

海軍大臣となったチャーチルは、バッテンベルク家のルイス公子を第一海軍卿に任じつつ、70歳過ぎですでに引退していたジョン・アーバスノット・フィッシャー元提督を顧問として重用した、フィッシャーの提案を受け入れながら、海軍軍備増強を進めた。
13半インチ砲にかわって15インチ砲を導入し、クイーン・エリザベス級戦艦に搭載した。またフィッシャーは装甲よりスピード重視の軍艦製造を目指したため、燃料を石炭から重油に転換する必要性に迫られ、フィッシャーが委員長を務める王立委員会のもとにアングロ＝ペルシャン・オイル・カンパニーを創設し、19世紀以来イギリスが握っている中東の石油利権をより強力に掌握した。また海軍航空隊の創設と育成にもあたったためチャーチルを「イギリス空軍の父」とする主張もある。チャーチル本人によれば「フライト（flight）」や「シープレイン（sea plain）」などの航空用語を作ったのは彼なのだという。
一方首相アスキスは建艦競争の緩和を目指し、1912年1月に戦争大臣ホールデン子爵を使者としてドイツに派遣し、「ドイツはイギリス海軍の優位を認めるべき。ドイツがこれ以上海軍増強を行わないなら、代わりにイギリスはドイツが植民地拡大するのを邪魔しない」という交渉をヴィルヘルム2世にもちかけた（ホールデン使節）。このホールデン子爵訪独中の1912年2月9日、チャーチルが「イギリスにとって海軍は必需品、しかしドイツにとって海軍は贅沢品である。」という演説を行った。チャーチルとしてはホールデン子爵をサポートするつもりでこの演説を行ったのだが、かえってヴィルヘルム2世の心証を悪くし、ホールデン子爵の提案はドイツ海軍力を一方的に封じ込めようというイギリスの陰謀であるとして拒絶された。
チャーチルは、1912年春にポーランド沖で150隻の軍艦と王室ヨットを動員した観艦式を開催し、ドイツを威圧した。さらに王室船「エンチャントレス」号（HMS Enchantress）で地中海の視察旅行を行った。チャーチルは第一次世界大戦前の海相在任期間のうち実に4分の1をこの船の上で過ごしている。古代ギリシャ劇場跡を訪問した際にチャーチルはシチリア遠征を思い起こし、ドイツ軍はアテナイ軍と同じ運命をたどるだろうと思い込むようになったという。
海軍予算の面では1912年は巨額を要求したが、1913年は控えめだった。1913年3月26日には、英独両国の建艦競争を1年間休戦するという「海軍休日案」をドイツに提案しているが、相手にされなかった。そのため1914年1月には海軍予算の大幅増額を要求し、軍事費拡大に慎重な急進派閣僚ロイド・ジョージと対立を深めた。結局この論争はアスキス首相の決定によりチャーチルの言い分が認められた。3月の庶民院でチャーチルがこの海軍予算案を発表した際には、与党自由党からではなく、海軍増強を主張していた野党保守党から喝采されるという珍現象が発生した。

##### アイルランド問題
1912年から1914年にかけてアイルランド自治法をめぐって議会が紛糾する中、アイルランド北部アルスターのプロテスタントや保守党員たちは「アルスター義勇軍」を結成し、アイルランド自治にアルスターが含まれることに抵抗した。これに対抗してカトリックが大多数の南アイルランドもアイルランド義勇軍を結成した。この両軍が睨みあう状態となり、アイルランドは内戦寸前の状態に陥った。アイルランドにはカトリックが多く、カトリックはアイルランド自治を求める者が多いが、北部アイルランドのアルスターは複雑だった。アルスターは9つの州からなるが、プロテスタントが多数な州とカトリックが多数派な州、両方が混在している州があった。またアルスターはイングランド本国と経済的に結びつきが強く、アイルランドの中では唯一産業革命を経た地域であったため、アイルランド自治にあたってここを失うことはカトリック・アイルランド自治派にとってもプロテスタント・イギリス派にとっても耐えがたいことだった。
チャーチルは1914年3月19日に独断で艦隊をアラン島に出動させてアルスター義勇軍を牽制した。チャーチルの父ランドルフ卿はかつて「アルスターは戦うだろう。そしてアルスターは正しいだろう」と述べたことのある親アルスター派であり、チャーチルもそれに影響されており、そのため逆にチャーチルこそがアルスターを牽制する役にふさわしいと考えられたのである。
アイルランド自治法案は1914年5月26日に3度目の庶民院可決が成り、議会法に基づき、貴族院の賛否を問わず同法案は可決されることになった。しかし内乱誘発を恐れたアスキス首相は、アルスターを6年間自治の対象から除外する修正案も提出した。その修正案について各方面との交渉中に第一次世界大戦が勃発し、保守党党首アンドルー・ボナー・ローとの交渉の結果、アイルランド自治法案は棚上げすることになった。内乱の危機は世界大戦のおかげで回避されたのだった。

##### 第一次世界大戦
1914年6月のサラエボ事件を機に7月終わりから8月初めにかけてドイツ、オーストリア＝ハンガリー帝国対ロシア、フランスの第一次世界大戦が勃発した。イギリスはロシアともフランスとも正式な軍事同盟は結んでいなかったので参戦義務はなく、閣内でも参戦すべきか否か意見が分かれ、とりわけロイド＝ジョージが参戦に反対した。しかしチャーチルは、熱烈に参戦を希望し、ドイツがロシアに宣戦布告した8月1日には独断で海軍動員令を出した。自由党以外では保守党とアイルランド国民党が参戦を支持していた。チャーチルはもし戦争賛成・反対で内閣や自由党が分裂するなら、反戦派は容赦なく追放し、保守党と連立政権を作るべきことを主張した。
8月2日にドイツ軍がベルギーの中立を犯して同国に侵攻を計画していることが判明し、これを機にロイド＝ジョージも参戦派に転じたことで、アスキス内閣は対独参戦を決定した。参戦反対派のジョン・モーリー (初代ブラックバーン子爵)枢密院議長によればロイド＝ジョージの転向はチャーチルの影響であったという。8月4日にイギリス政府はドイツにベルギーからの撤退を求める最後通牒を発したが、午後11時までの期限になってもドイツからの返信はなく、同時刻から参戦を決定する閣議が首相官邸で開催されたが、アスキス首相夫人マーゴットによると、この時チャーチルは幸せそうな顔つきで大股で歩いて閣議室へ向かっていたという。この頃の妻への手紙の中でチャーチルは「全てが破滅と崩壊に向かっているが、私は興味津津で、調子がよく、幸せです。恐ろしいことかもしれないが、戦争の準備は私には魅力的です。それでも私は、平和を守るために最善を尽くすつもりです」と書いている。

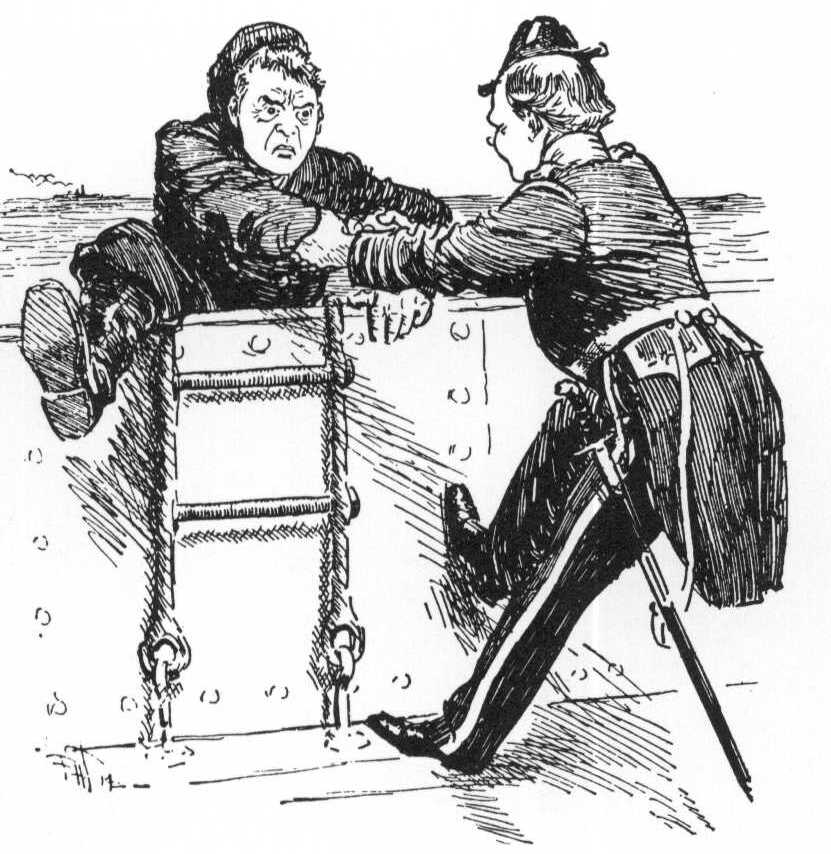
引退したジョン・アーバスノット・フィッシャー元提督を第一海軍卿に任じるチャーチル海相の風刺画（『パンチ』誌）

英独の最初の海戦は8月5日に王立海軍の軽巡洋艦「アンフィオン」がドイツ帝国海軍機雷敷設艦「ケーニギン・ルイゼ」を撃沈するも機雷に接触し、「アンフィオン」も沈没したという小規模戦闘だった。以降、このような小規模戦闘が繰り返されることになり、両国とも主力艦隊は軍港に温存して決戦を避けた。
チャーチルは艦隊を英仏海峡から北海へ移し、陸軍を安全に大陸へ輸送することに貢献した。また海兵部隊をダンケルクに送りこみ、ここに海軍航空部隊の基地を置き、ドイツ軍の爆撃飛行船ツェッペリンの英本土飛来を阻止しようとした。またこの飛行場を防衛するため、陸軍兵器の開発にも携わり、陸上戦艦委員会を創設して装甲自動車や無限軌道自動車の開発を行い、後に戦車を生み出した。
10月初めには予備水兵から成る師団をドイツ軍に包囲されるベルギーのアントワープ防衛に送り、かつ彼自身もアントワープに入り、防衛戦の直接指揮を執った。しかし結局アントワープ防衛には失敗し、イギリス軍のうち二個大隊がドイツ軍の捕虜となった。チャーチルは何の戦果もあげられずに、アントワープ陥落の4日前の10月6日にイギリス本国へ逃げ戻ってきた。これによりチャーチルはマスコミや保守党から「無駄な犠牲を出した愚かな作戦」「ヒーロー気取り」と激しい批判を受けた。チャーチルは、開戦以来マスコミの評判が悪かった第一海軍卿ルイス王子（ドイツ人の血をひいていた）にアントワープ事件の責任を取らせて辞職させ、その後任としてフィッシャーを第一海軍卿に任じた。
12月にはフォークランド沖海戦が勃発し、王立海軍が勝利した。チャーチルは勝利に浮かれ、更なる大規模海戦を希望したが、ドイツ海軍はますます軍港に閉じこもってしまい、以降チャーチルの海相在任中には大規模な海戦は起こらなかった。
ガリポリの戦い

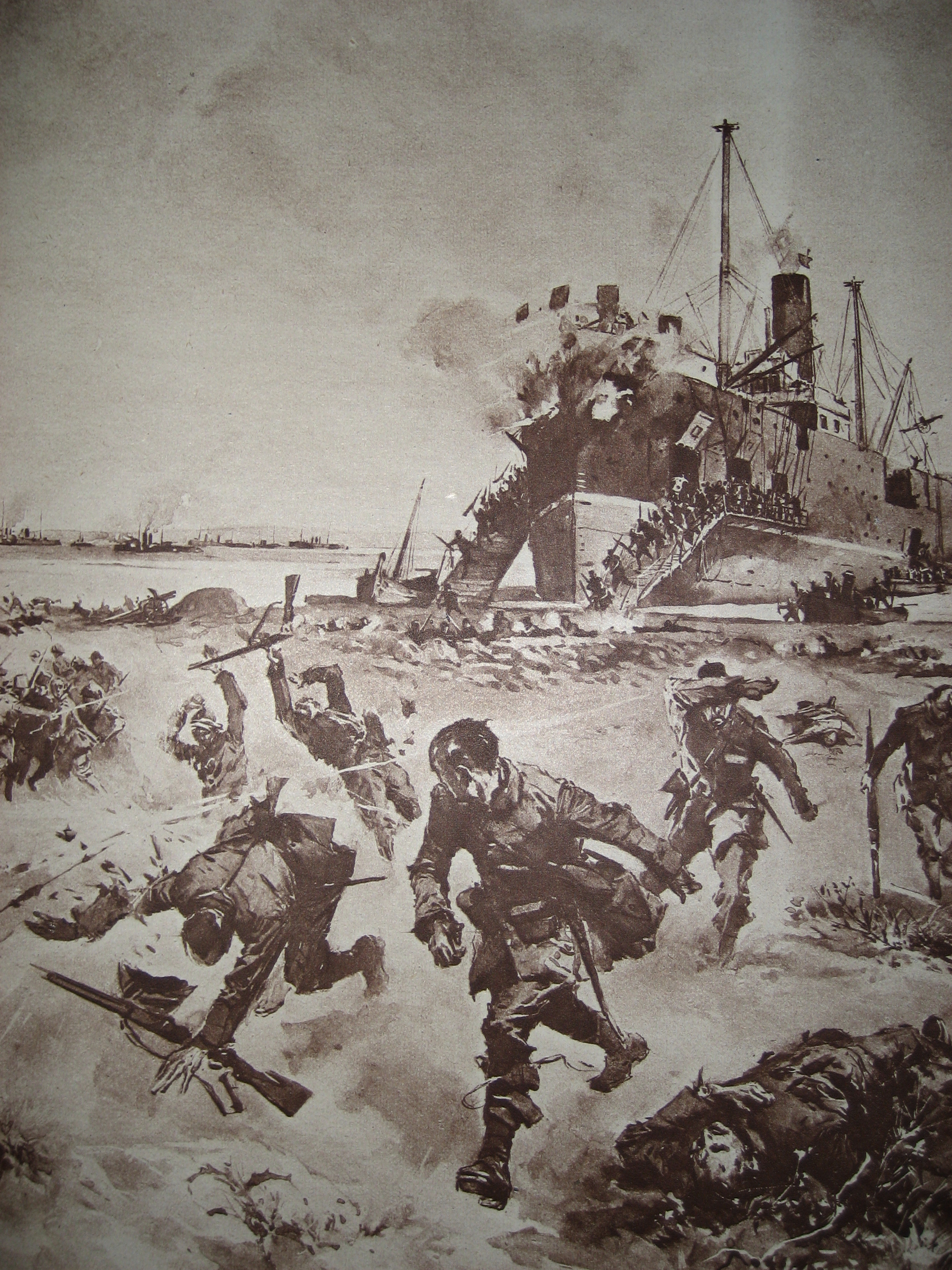
1915年、ガリポリの戦いのイラスト。

1914年10月には反露親独的なオスマン＝トルコ帝国がドイツ側で参戦しており、1915年1月にロシア帝国軍最高司令官ニコライ大公はイギリス政府に対してトルコを圧迫してほしいと要請した。閣内にはロシア軍との連携を重視する東方派とフランス軍との連携を重視する西方派の争いがあったが、このロシアからの要請を期に戦争大臣ホレイショ・キッチナーは東方派に転じた。チャーチルも東方派になり、王立海軍をダーダネルス海峡に送りこむことを閣議で主張するようになった。閣議の結果、膠着状態の西部戦線打開策としてこの作戦が承認され、海軍だけではなく陸軍兵力をガリポリ半島から上陸する作戦も決定された。この作戦は1915年3月18日に英仏連合軍で実施、合計18隻の英仏艦隊でもってダーダネルス海峡沖に攻めよせ、トルコ軍要塞を砲撃で壊滅させた。ところが戦闘中に英仏軍の戦艦3隻が機雷に接触し、2隻は沈没、もう1隻も大被害を受けたため、ジョン・ド・ロベック提督はエジプトからの増援の到着するまで作戦を延期すべしとの判断を下した。
報告を受けたチャーチルは激怒し、ただちに再攻撃を行い、ダーダネルス海峡を突破し、マルマラ海にいるトルコ艦隊を撃破すべしと主張したが、ド・ロベックの判断を支持するフィッシャーらが反対し、再攻撃を要求しつつも最終判断は提督に任せるという返信を送ることとなった。既に上陸を開始していた陸上部隊は海上からの援護なきまま戦う羽目となり、しかも一気に大軍を上陸させず、少しずつ上陸させたために、英仏海軍の攻撃から立ち直ったトルコ軍から攻撃を受けて大損害を被った。
チャーチルは後年までこの時に迅速な行動を起こさなかったことを後悔し、「もし英国艦隊がこの時にコンスタンティノープルに砲塔を向けられていれば、トルコは戦争から脱落し、バルカン半島諸国はすべて連合国側につき、1915年までには連合軍の勝利で終わり、ロシア革命が起こる事もなかったであろう」と推測している。

##### 罷免
5月半ば、もともとダーダネルス海峡での作戦に乗り気ではなかったフィッシャーが抗議の意味を込めて辞職した。チャーチルは慰留したが、拒否された。フィッシャーは保守党党首ボナー・ローに宛てて送った手紙の中で「海相が我々を破滅に導いています。あの男はドイツ人より危険です」と書いている。もともとチャーチルを激しく嫌っていた保守党は開戦以来、チャーチルを「素人海相」「専門家に対抗する策士」などとこき下ろして批判してきたが、そこにこのガリポリの戦いの失態とフィッシャー辞職が来たので、チャーチル批判の機運は最高潮に達した。
また保守党は膠着状態の西部戦線の弾薬不足も批判しており、その批判動議が議会で可決された。これによりアスキス内閣は総辞職を余儀なくされた。しかし戦時の政治危機を危惧したアスキスやロイド・ジョージ、保守党のボナー・ローらが交渉した結果、保守党内で目の敵にされているチャーチルを海軍大臣から外すことを条件として自由党と保守党が大連立政権を樹立することで合意した。チャーチルは5月17日にこれを知り、保守党党首に再考を願う手紙も書いたが、効果はなかった。「貴方のように素晴らしい才能を持った人が40歳やそこらで終わるわけはないですよ」と励ましてくれた者もいたが、それに対してチャーチルは「いや、私が望んでいた事は完全に失われたのだ。それは戦争を遂行し、ドイツを負かすことだ」と語った。

#### アスキス連立内閣ランカスター公領担当大臣
こうして挙国一致内閣としての第2次アスキス内閣が成立した。この政権には自由党と保守党のみならず、労働党からも戦争賛成派議員の一部が参加した。労働党は開戦以来、反戦派と「ドイツ軍国主義に対する戦い」として戦争を支持する戦争賛成派に分離していた。保守党前党首バルフォアがチャーチルに代わる海軍大臣に就任し、チャーチルは閑職のランカスター公領担当大臣に左遷された。ただ閣僚として戦争会議には残ることができ、チャーチルはこれが目的で閑職であっても閣僚職を引き受けた。
戦争会議はダーダネルス委員会と改称され、ダーダネルスでの作戦指導を専門とするようになった。チャーチルはダーダネルス作戦の続行を主張して受け入れられ、8月に改めてガリポリ上陸作戦が決行されたが、更なる犠牲者を出しただけに終わった。結局10月末にはガリポリ半島から撤退することが委員会で決定された。ダーダネルス作戦は25万人に及ぶ英仏軍将兵の死傷者を出しただけで何も得る物なく終わった。ダーダネルス委員会も解散することとなった。アスキス首相は少数の閣僚で構成する戦争委員会を新設したが、もはやチャーチルはそこには入れてもらえなかった。閣内に留まる意味がなくなったチャーチルは11月15日をもってランカスター公領担当大臣を辞し、内閣から離れた。

#### 西部戦線に従軍

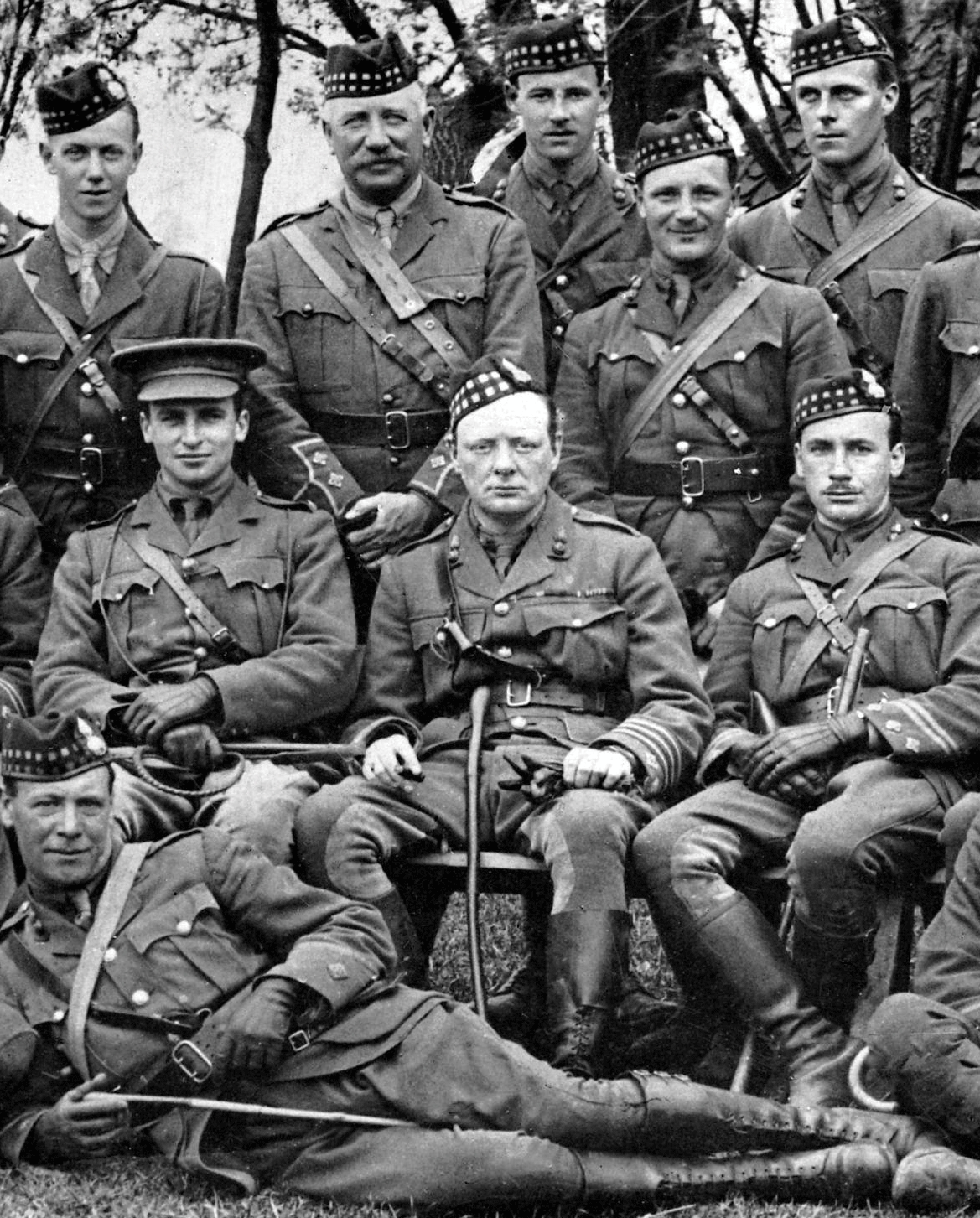
1916年、王立スコット・フュージリアーズ連隊所属のチャーチル少佐（中央）

とにかく行動をしていないと済まないチャーチルは、閣僚職を辞職してまもない1915年11月19日には西部戦線に従軍しようと、フランスへ向かった。イギリス海外派遣軍総司令官ジョン・フレンチ将軍は、チャーチルに陸軍少佐の階級と、王立スコット・フュージリアーズ連隊所属の第6大隊長の地位を与えた。
チャーチルは元騎兵中尉であり、オックスフォードシャー民兵では中佐の階級を持っていた。もっとも軍部内では「政治家崩れの軍人」と批判が強く、また本国議会でも保守党がチャーチルの行動を批判し、チャーチルの旅団長就任を妨害した。
チャーチルは着任早々、部隊のシラミに宣戦布告して、その駆除キャンペーンを実施した。さらにブリキの風呂を作らせて塹壕の中での生活の改善を図り、一日に三回は塹壕の状況の確認に回った。またなるべく早期に塹壕戦を終わらせねばならないと考え、塹壕を突破できる戦車の開発を急ぐべきと覚書の中で書いている。チャーチルの副官によればチャーチルは「戦争とは笑顔で楽しみながらやるゲームである」とよく語っていたという。
1916年4月、チャーチルの大隊は戦死者を多く出し過ぎたため、他の大隊と合併され、チャーチルも大隊指揮官から解任された。結局チャーチルは主要な会戦に参加することなく、5月にロンドンに帰国することとなった。

#### 再起を狙って

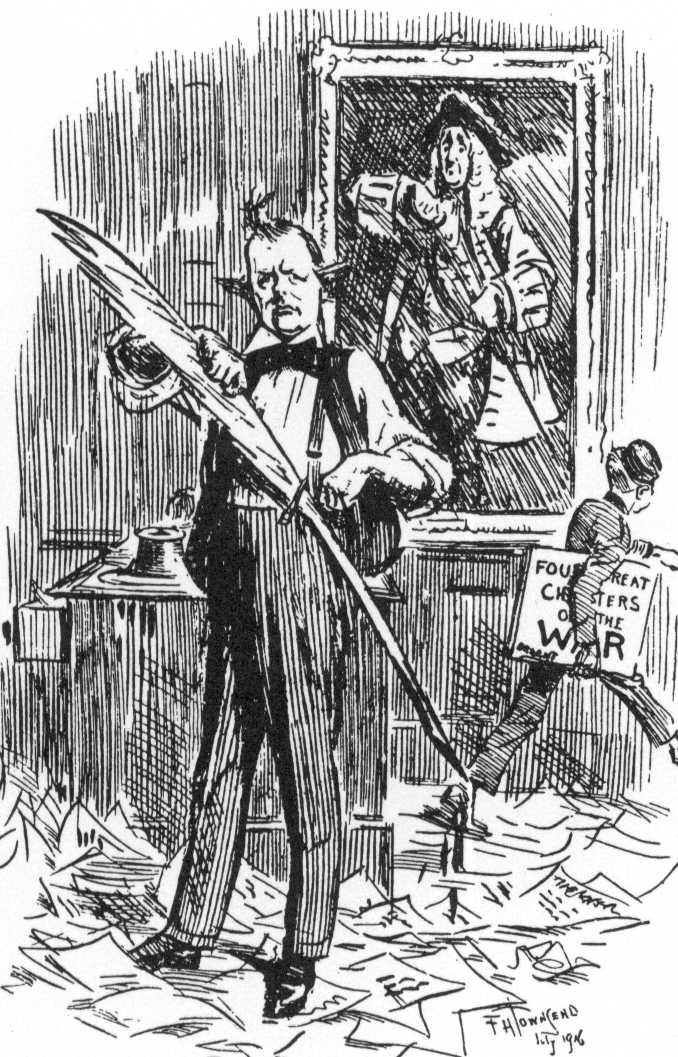
失脚して文筆で生計を立てるチャーチルの風刺画（1916年『パンチ』誌）

帰国したチャーチルは新聞に投書する文筆業で生計を立てるようになった。また政界では再起を狙って大連立に否定的な野党的議員と連携して政界再編を起こそうと尽力した。
1916年9月から「ダーダネルス調査委員会」が開催され、ダーダネルス作戦についての文書公開と調査が行われ、チャーチルも聴聞会に召喚された。チャーチルは自分が常に海軍の専門家から同意を得て作戦を実行したことを強調した。
同年12月にはより強力に総力戦体制を構築できる政府の樹立を求めていたロイド・ジョージが、保守党の支持も得て、「戦争委員会の再編成を行い、少数の閣僚のみで構成するようにし、その委員長は自分にすべき」と首相アスキスに要求した。アスキスは首相である自分を委員長にするよう要求したが、ロイド・ジョージは拒否し、名目上の首相になるのを嫌がったアスキスが辞職したことで、ロイド・ジョージ内閣が成立した。
チャーチルは再入閣を希望し、ロイド・ジョージもチャーチルを協力してくれたが、保守党党首ボナー・ローがチャーチルの入閣に強く反対し、ロイド・ジョージも当面はそれを受け入れざるを得なかった。チャーチルは諦めずに延々と入閣工作を進めた。
一方ロイド・ジョージ首相はダーダネルス調査委員会の報告でチャーチルの名誉が回復されるまで入閣を辛抱するようチャーチルを説得していた。この報告は1917年3月に発表され、ダーダネルス作戦の失敗の責任はチャーチル一人のせいにされるべきものではなく、アスキス元首相にも重大な責任があるとしていた。

#### ロイド・ジョージ内閣軍需大臣
1917年7月にチャーチルは軍需大臣としてロイド・ジョージ内閣に入閣した。ただし戦争内閣（戦争委員会）のメンバーには加えられず、必要に応じて召集され、意見を述べるだけとされた。保守党やマスコミのチャーチルへの憂慮は強く、ロイド・ジョージの回顧録によると彼はチャーチルを閣僚に任命した直後の数日間は保守党に離反されて政権が潰れることも覚悟しなければならなかったという。
この閣僚就任でチャーチルは再び議員辞職し、それに伴って行われたダンディー選挙区補欠選挙に出馬した。大連立の建前から保守党は対立候補を立てることを見送ったが、禁酒派のスクリムジャーが禁酒に加えて反戦も訴えて出馬し、労働者層の票はかなり彼に流れた。チャーチルが再選したものの、この選挙区におけるチャーチルの安泰にも陰りが見えてきた。
戦車の開発
1917年4月にはアメリカが連合国側で参戦していた。アメリカはそれ以前から金融や物資の面で英仏を支援していたが、アメリカ参戦以降はその支援が更に増加した。軍需大臣となったチャーチルはこれを全力で活用し、塹壕を突破するための新兵器「戦車」の開発を急いだ。11月のカンブレーの戦いでは400台近い戦車を投入し、その有用性を証明できた。これ以降ロイド・ジョージ首相も戦車開発の拡大を支持した。戦争末期には1万台もの戦車製造計画を立てている。このためチャーチルはしばしば「戦車の父」と呼ばれるようになり、彼自身もこのあだ名を好んでいた。チャーチルは後に「政府が1915年の段階で戦車の有用性を理解できていれば戦争は1917年に終わらせられた」と評している。

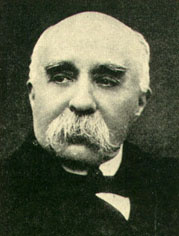
フランス首相・陸相ジョルジュ・クレマンソー

1917年3月、厭戦気分が高まるロシアで帝政が打倒され、混乱のすえにウラジーミル・レーニンのソビエト政権が樹立された。11月に革命ロシアはドイツとブレスト＝リトフスク条約を締結して戦争から離脱してしまった。フランスでも厭戦気分が高まり、反戦ストライキなどが多発するようになったが、1917年11月にフランス首相・陸相に就任したジョルジュ・クレマンソーは反戦ストライキを徹底的に弾圧することで、戦争遂行体制を維持した。ロイド・ジョージはフランスの状況が不安になり、チャーチルをフランスに派遣した。チャーチルはクレマンソーとともに英仏両軍の前線を視察して回り、両国の結束を将兵たちに示した。
戦争終結
1918年3月からドイツ軍の最後の攻勢（1918年春季攻勢）があり、英仏軍・ドイツ軍双方に多くの犠牲者が出たが、7月頃からアメリカ軍の本格参戦でドイツ軍が劣勢となっていった。9月終わりにはドイツ軍の実質的指導者エーリヒ・ルーデンドルフ大将も休戦を考えるようになり、ドイツ政府にアメリカ大統領ウッドロウ・ウィルソンとの交渉を開始させた。11月初めにはドイツ革命が勃発し、皇帝ヴィルヘルム2世がオランダへ亡命した。11月9日から宰相になっていたドイツ社会民主党党首フリードリヒ・エーベルトは休戦協定の締結を急ぎ、11月11日に連合国軍総司令官フェルディナン・フォッシュ元帥との間に講和条約を締結し、第一次世界大戦を終結させた。
ロンドンでは11月11日午前11時に終戦を告げるビッグ・ベンの鐘が鳴らされた。この音を聞いたチャーチルは妻とともに首相官邸へ向かったが、その際に勝利に喜びかえる群衆を見た。中にはチャーチルの車の上に乗ってきた者もあったという。チャーチルはこの時の光景を「何千人という群衆が喜びのあまり走りまわっていた。ドアというドアが開き、誰もが仕事を放り出した。国旗があちこちに掲げられた。鐘が鳴り終わらぬうちにロンドンは勝ち誇る落花狼藉の街となった。世界を縛る鎖は断たれたのだ。」と書いている。もっとも戦争に勝利しても、海外投資の縮小、軍需産業以外の産業の減退、アメリカと日本の台頭、ロシア革命やアイルランド民族運動の脅威などイギリスの受けた打撃・地位の低下は取り返しのつかないものがあった。
クーポン選挙
ロイド・ジョージ首相はこの戦勝気分が冷めぬうちに戦時中延期され続けていた総選挙を行うことを決意した。戦争終結翌月の12月に解散総選挙が実施され、大連立政権は「カイザーを縛り首にしよう」「ドイツ人から賠償金を取り立てよう」といったスローガンを掲げて国民の愛国心を煽る選挙戦を展開した。大連立政権支持の候補者にはロイド・ジョージと保守党党首ボナー・ローから推薦書（クーポン）が与えられた（このためクーポン選挙と呼ばれる）。チャーチルは引き続きダンディー選挙区から出馬し、「反戦派、敗北主義者、臆病者」を罵りつつ、今後は国際連盟創設によって平和を維持しようと訴えた。選挙の結果は大連立政権が大勝をおさめ、チャーチルも大差で再選を果たした。一方「敗北主義者」とされたアスキス元首相ら自由党アスキス派、ラムゼイ・マクドナルドら労働党反戦派などクーポンをもらえなかった議員たちは惨敗した。大連立の中でもとりわけ保守党が大勝し、今後の政局の主導権を握った。保守党はこの大勝後もしばらく自由党のロイド・ジョージを首相のままにして大連立政権を継続するが、これは戦争直後は挙国一致を続けるべきという空気が強かったためと言われている。

#### ロイド・ジョージ内閣戦争大臣

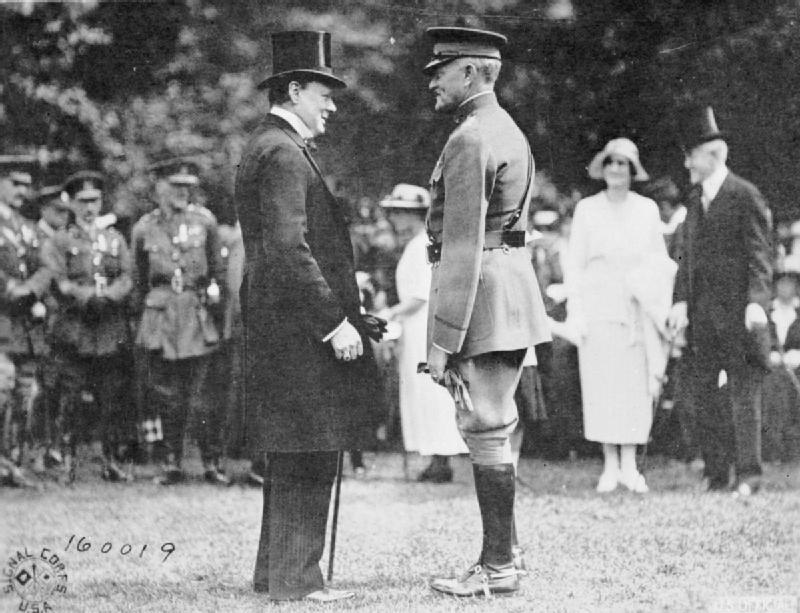
1919年7月19日、ロンドンで行われた戦勝パレードでアメリカ軍のジョン・パーシング大将と会見するチャーチル戦争大臣

チャーチルは1919年1月から戦争大臣兼航空大臣（空軍大臣）に任じられた。チャーチルが「戦争終結後に戦争大臣になってもな」と愚痴ると、保守党党首ボナー・ローから「戦時中にお前を戦争大臣に任命する変わり者はいないよ」と皮肉られたという。

#### 動員解除
チャーチルの戦争大臣としての最初の仕事は動員の解除であった。兵士たちは一日も早く動員解除されて帰国することを希望していたが、後述する干渉戦争の影響もあって動員解除はゆっくりと行われ、しかも雇用者から重要労働者と認められた者から順番に動員解除するという方針をとったため、兵士たちの間に不満が高まった。
1919年1月3日、港町フォークストンでフランスに向かわされるのを嫌がった兵士3000人から4000人が乗船命令を拒否して、動員解除を求める集会を開く事件が発生した。こうした動員解除に関する運動はイギリス各地、各部隊に急速に広がっていった。それでなくても長引く戦争でイギリス国内は貧困化しており、ストライキと暴動と扇動が多発し、赤旗があちこちに掲げられている状況だった。動員解除を適切に行わねば大変な事態に進展する可能性があった。チャーチルは重要労働者から動員解除という評判の悪かった方針を変更し、入隊が早い者から順に動員解除という反発が少ない方式に切り変えた。これによって動員解除に関する蜂起は沈静化していった。
他方、労働運動系のストライキは高まっていく一方で2月にはグラスゴーでゼネストがあり、市役所が労働者に乗っ取られ、赤旗が立てられる事件が発生した。チャーチルは軍隊と戦車を派遣してこれを鎮圧した。7月に発生した炭鉱ストライキは首相ロイド・ジョージが「イギリスにもソビエト政権誕生か」と恐怖したほど拡大した。この時もチャーチルはラインに駐留している4個師団を呼び戻し、ストライキ参加者を徹底的に掃討することを主張したが、この時はロイド・ジョージ首相により却下された（もし4個師団を呼び戻していたとしてもその4個師団がストライキに参加して余計に目も当てられない状況になる可能性の方が高かった）。

##### 反ソ干渉戦争

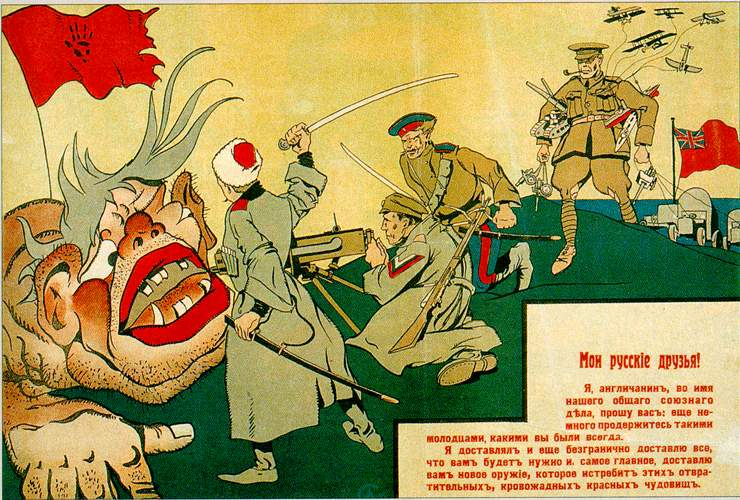
「赤の化け物」との戦いを支援することをロシア人に訴えるイギリスのポスター

ソビエト・ロシアに対しては大戦中の1917年末頃からイギリス、フランス、日本、アメリカなどの連合国が干渉戦争を仕掛けて、共産革命の阻止を図ろうとしていた。イギリスは北ロシアに駐留する部隊を通じてアントーン・デニーキン、アレクサンドル・コルチャークら帝政派ロシア軍人から成る白軍を支援していた。ロイド・ジョージ首相は反ソ干渉戦争から撤退することを希望し、アメリカのウィルソン大統領とも協力して関係主要国及びロシア各勢力を招いた講和会議を提唱したが、白軍の反対により流産となった。イギリス国内でもチャーチルや保守党がボルシェヴィキとの妥協に反対し、干渉戦争の続行を主張した。
戦争大臣チャーチルは各部隊司令官に対して兵士たちがロシア出兵可能な状況かどうかを問う秘密質問状を送ったが、各司令官とも否定的な返答をした。そのためイギリスの干渉戦争はロシア国内の反ソ勢力の支援継続以外には不可能であった。ロイド・ジョージがパリ講和会議出席のためにイギリス不在の間、チャーチルはこれに全精力を注いだ。チャーチルが白軍に行った支援は1億ポンドにも及ぶ。さらにアメリカ大統領ウィルソンから「各国が出兵するなら干渉戦争に反対しない」との言質を取ったチャーチルは、連合国ロシア委員会を設置し、連合国各国に反ソ行動を求めた。
こうしたチャーチルの反共姿勢に労働者階級や労働党、動員解除を求める軍人たちの反発は強まった。労働党はチャーチルがイギリス軍撤退の無期限延期と新たな兵士を送り込むことを議会に諮る事もなく独断で白軍に約束したとして彼の逮捕を要求する決議さえ出そうとした。こうした声に押されて、チャーチルも1919年秋までには英軍を撤退させざるをえなくなり、1920年春までにはロシア内戦はソビエトの勝利で事実上終了した。また同年7月頃にはポーランド・ソビエト戦争の戦況もソビエト有利に傾いていった。ソビエト軍によるポーランド侵攻が開始されるようになると、チャーチルはポーランド側で参戦することさえ計画したが、労働者がゼネストを起こして抵抗したため、物資支援に留まらざるを得なかった。チャーチルは軍需品をダンツィヒ経由で大量にポーランド軍に送り、ついにソビエト軍はワルシャワ攻略に失敗してロシア本国に敗走していった。ロシアの赤化は阻止できなかったが、他のヨーロッパ諸国への赤化の拡大を食い止めることには成功し、チャーチルも干渉戦争に一定の成果があったと評価したようである。
しかしロイド・ジョージは干渉戦争や反共闘争に否定的であり、チャーチルを植民地大臣に転任させることでこの問題から引き離し、同年3月16日にはソビエトと通商協定を締結することで世界に先駆けてソビエトの存在を容認した。一方チャーチルはロイド・ジョージがドイツに苛酷すぎるヴェルサイユ条約を課したことでドイツを「反共の防波堤」にすることに失敗したと批判的に見ていた。チャーチルは「ボルシェヴィキが強くならないうちに倒しておかなかったことを、いつか諸列強は後悔する時が来るだろう」と予言している。
この干渉戦争以降、チャーチルは保守党から好意的な目で見られるようになっていった

#### ロイド・ジョージ内閣植民地大臣

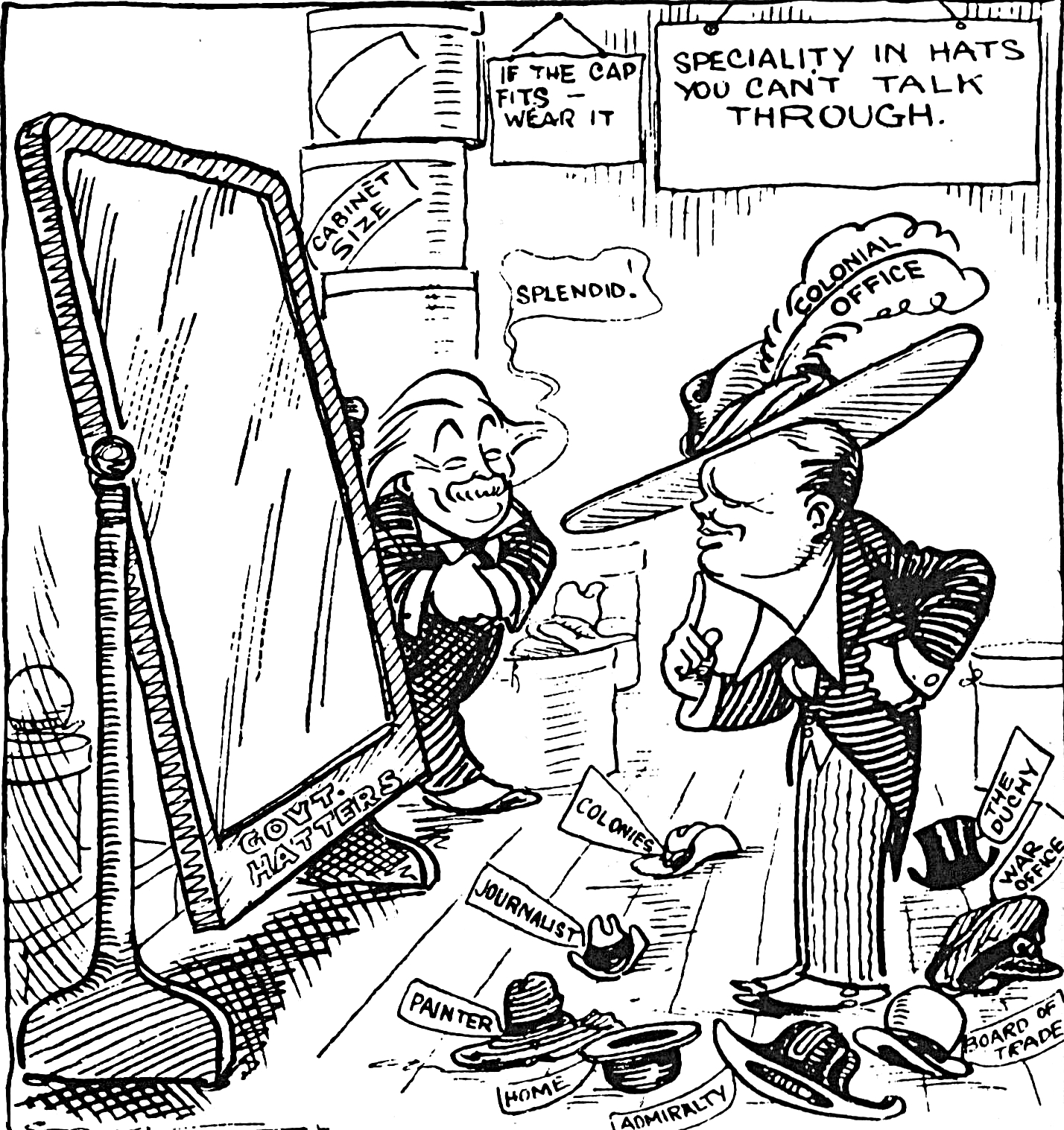
ロイド・ジョージから色々な役職を与えられるチャーチルの風刺画。今は植民地大臣の帽子をかぶっている（『パンチ』誌）

1921年1月にチャーチルは植民地大臣に転任した。
第一次世界大戦に勝利したイギリスは敗戦国のドイツやトルコの植民地や領土を国際連盟からの委任統治領という形で獲得したため、大英帝国は過去最大の領土を領有するに至った。しかしそれに伴い問題も多く抱えることになった。

##### 中東の委任統治領をめぐる問題
イギリスは大戦時、アラブ人にトルコに対する反乱（アラブ反乱）を起こさせるため、彼らに戦後の独立を約束していた（フサイン＝マクマホン協定）。これによりハーシム家のファイサル王子らアラブ勢力は『アラビアのロレンス』として知られるイギリス軍人トーマス・エドワード・ロレンスらとともにトルコと戦った。一方でイギリスは大戦中にユダヤ人の協力を引き出すため、パレスチナにユダヤ人国家建設も認めており（バルフォア宣言）、さらに他方でフランスとの間に「肥沃な三日月地帯」を英仏で分割統治するというサイクス・ピコ協定も結んでいた（三枚舌外交）。戦後にはサイクス・ピコ協定が最優先され、パレスチナ（イギリス委任統治領パレスチナ）とイラク（イギリス委任統治領メソポタミア）はイギリス委任統治領、シリア（フランス委任統治領シリア）とレバノン（フランス委任統治領レバノン）はフランス委任統治領になったから、ファイサル王子の立てていた大アラブ帝国構想は粉々になり、アラブ人の間に不満が起こり、イラクやシリアで暴動が発生するようになった。

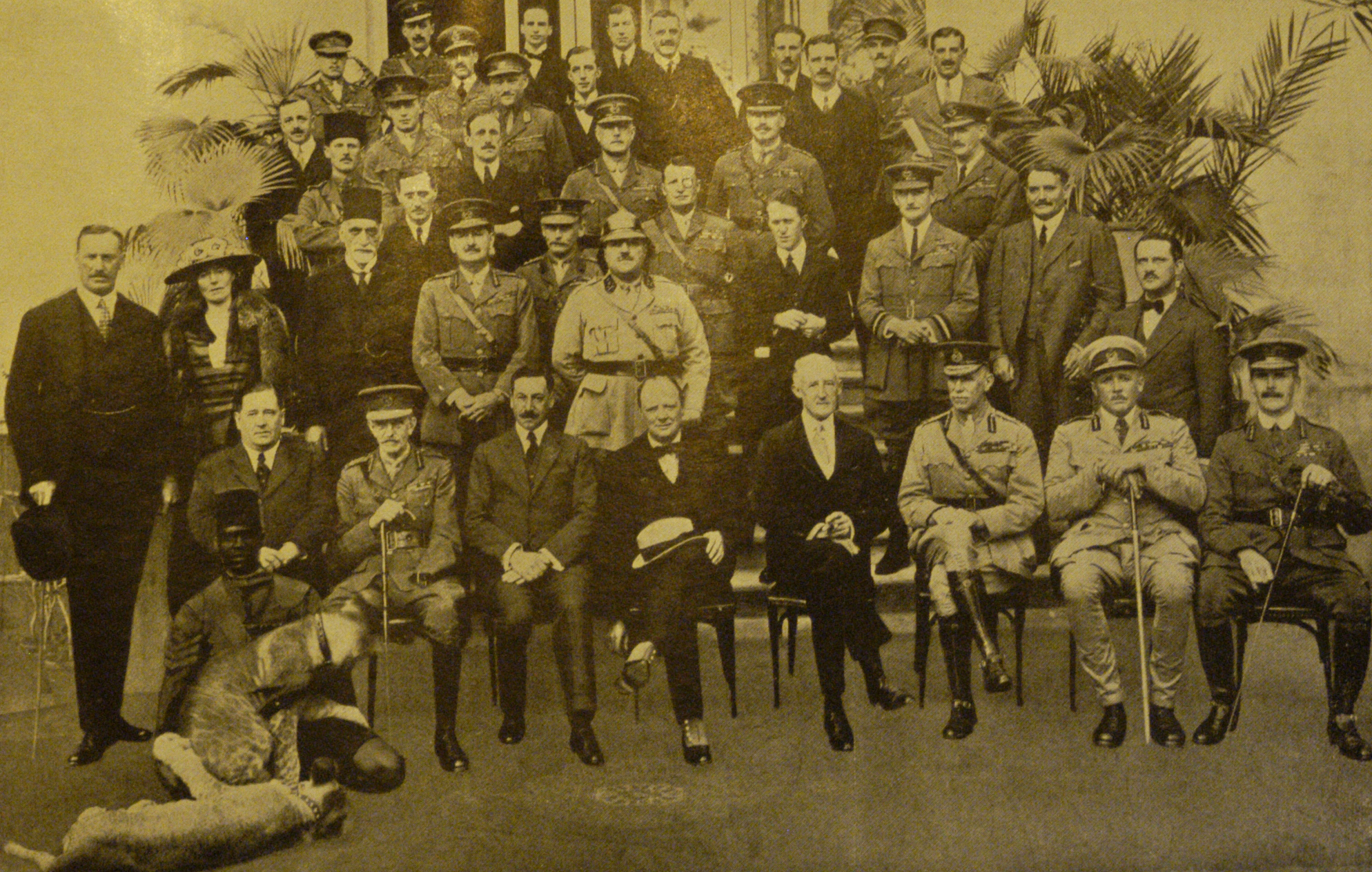
1921年5月18日のカイロ会議。中央に座っている人物がチャーチル植民地大臣

これを鎮静化すべくチャーチルはロレンスを補佐役とし、1921年にカイロ会議を主宰した。この会議によりファイサルはファイサル1世としてイラク王に即位することとなり、またその兄アブドゥッラー1世もパレスチナから切り離したトランスヨルダン王に即位することが取り決められた。パレスチナ、トランスヨルダン、イラクの実質的支配権、またイランとの通商、エジプトのスエズ運河はイギリスががっちりと握りつつ、ハーシム家の顔も立てた形であった。またイラクに駐留するイギリス陸軍を撤退させ、変わって空軍が秩序維持にあたった。
一方ユダヤ人もバルフォア宣言でパレスチナ移住が認められており、国際連盟がイギリスにパレスチナ統治を委任した規約の第6条では「パレスチナの統治機構は、この地域の他の住民の権利と地位が侵害されないことを保証しながら、適切な条件下でユダヤ人の移住を促進する」と定められた。この条項には様々な解釈があったが、チャーチルは「この地域の経済力を超えない範囲、パレスチナ人の職が奪われない範囲内でのユダヤ人の移住促進」という意味だと解釈し、以降これがイギリス植民地省の基本スタンスとなった。これにより裕福なユダヤ人が無制限に入国・移民できる一方、貧しいユダヤ人は移住に様々な制限がかけられることが多いという不平等が生じた。以降イスラエル独立までに50万人のユダヤ人がイギリス植民地省の監督のもとにパレスチナへ移民し、パレスチナの総人口の30%を占めるようになった。

##### アイルランド自由国
大戦中の1916年4月にダブリンでアイルランド民族主義者が蜂起を起こすも鎮圧され、その指導者が即決の軍事裁判で処刑されるという事件があった（イースター蜂起）。この事件を機にアイルランド民族主義が燃え上がり、1918年の総選挙でもアイルランド国民党に代わって急進的なアイルランド独立政党シン・フェイン党が躍進した。
シン・フェイン党はロンドンの議会に入ることを拒否し、ダブリンに独自の国民議会を形成した。アイルランド義勇軍の武装抵抗も激化し、まもなくシン・フェイン党の政治的抵抗と合流した。ロイド・ジョージ政権はこうした運動を白色テロで厳しく弾圧し、シン・フェイン党も禁止処分とした。だがシン・フェイン党は屈さず、ゲリラ戦を続行し、イギリス人官吏に攻撃を加えていった。
国王ジョージ5世の北アイルランド訪問で対立関係が一時的に緩和して休戦が成り、その間の1921年10月からロイド・ジョージやチャーチルらイギリス政府とアーサー・グリフィスやマイケル・コリンズらシン・フェイン党代表者の交渉の場が設けられた。この交渉の際、コリンズはイギリス政府が自分に5000ポンドの懸賞金をかけたことを批判したが、それに対してチャーチルは「5000ポンドもの価値をつけられれば十分ではないかね。私は25ポンドだぞ。」と述べ、ボーア戦争で捕虜収容所から脱走した際に付けられた自分の懸賞金の額を引き合いに出したという。
この交渉の結果、アルスターのうち統一派が多い6州にはイギリスに残るかアイルランドに加わるかの選択権を残しつつ、それ以外のアイルランドは大英帝国自治領アイルランド自由国として独立することで妥協に達した（英愛条約）。その後この条約の是非をめぐってアイルランド内でアイルランド内戦が勃発するも条約支持派が勝利している。
チャーチルは庶民院でアイルランド自由国法案の説明を行い、その中で「半世紀にわたるイギリス政治の苦しみであり、対外的にはアメリカや自治領諸国との関係悪化の原因だったアイルランド問題がこれで消滅する。」と宣言した。だが保守党のうち60名ほどの議員はこの法案に反対した。未来の保守党党首であるスタンリー・ボールドウィンは、この法案は自由党ロイド・ジョージ派と保守党内法案賛成派を統合して新たな党を作ろうというロイド・ジョージの布石ではと疑いを持つようになった。

##### チャナク事件

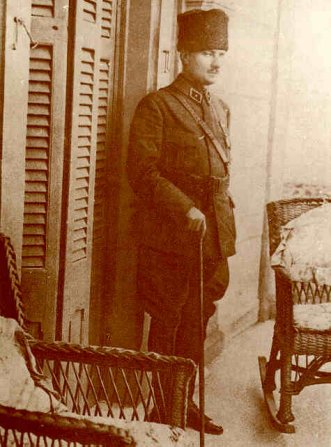
1922年のムスタファ・ケマル・パシャ

敗戦国トルコはセーヴル条約によりギリシャに領土の一部を引き渡すことになったが、トルコ国民軍を率いるムスタファ・ケマル・パシャはこれを無視してギリシャ占領軍に攻撃を仕掛けて駆逐した（希土戦争）。のみならずケマル軍は1922年9月にダーダネルス海峡（第一次世界大戦後、中立化されていた）付近まで侵攻してきて、チャナクに駐屯するイギリス軍を攻撃する構えを見せた（チャナク危機）。
ロイド・ジョージ首相は熱烈にギリシャを支持し、現地イギリス軍に持ち場の死守を命じた。チャーチルははじめトルコに同情的だったがケマルの恫喝的な態度を見て、ロイド・ジョージの方針を支持した。チャーチルの主導で大英帝国自治領にも対トルコ開戦のときには出兵することを求める政府決議が出された。さらにロイド・ジョージはトルコが侵略を辞めない場合にはイギリス地中海艦隊を派遣することを決定し、ギリシャにも支援を約束し、ケマルに最後通牒を突きつけた。イギリスの強硬な態度を恐れたケマルはギリシャとの休戦に同意し、希土戦争を終結させた。

##### 政権崩壊
しかし、戦争に飽きた世論は政府の好戦的な態度を批判し、1921年3月に病で引退していた元保守党党首ボナー・ローは「イギリスは世界の警察官ではない」と述べた。大連立相手の保守党も連立政権離脱を決議し、ロイド・ジョージは辞職し、議会を解散した。ただし、ボナー・ロー退任後の保守党党首オースティン・チェンバレン（ジョゼフ・チェンバレンの長男）は大連立維持派だった。チェンバレンは1922年9月の閣議でのロイド・ジョージ首相の早期解散方針にも賛同を与え、保守党内でひんしゅくを買った。10月19日、保守党社交界カールトン・クラブで開催された保守党庶民院議員会合で一議員にすぎなかったスタンリー・ボールドウィンが大連立解消の動議を提出したところ、185対88で可決されるに至った。前党首ボナー・ローも連立解消に賛成していた。これを受けてチェンバレンは保守党首職を辞し、首相ロイド・ジョージも辞職した。
ボナー・ローが組閣の大命を受諾した。ボールドウィンら保守党内の反大連立派はロイド・ジョージとチャーチルはキリストVSイスラムの戦争を起こして解散総選挙することで自分たちに有利な議会状況を作ろうとしているのでは、という疑いを持っていた。チャナク事件はきっかけに過ぎず、自由党と保守党の大連立はすでにガタが来ていた。保守党議員たちはロイド・ジョージのワンマン政治にうんざりしていたし、アイルランド自由国に承服しかねる思いの者も多くいた。このまま大連立を組んでいたら保守党は次の総選挙で惨敗し、党が分裂すると考えている者もいた。

#### 議員失職
首相となったボナー・ローは1922年11月にも解散総選挙に打って出た。
チャーチルはこの頃、盲腸の手術のために入院中だったが、これまで通りダンディー選挙区から出馬した。しかし今回は自由党候補がもう一人出馬していた。また労働党候補として出馬したエドモンド・モレルとは連携が成らず、彼は対立候補として出馬した。結党されたばかりのイギリス共産党も対立候補を送りこんできた。禁酒主義者のスクリムジャーも再び対立候補として出馬した。チャーチルは病室から「私は自由党員、自由貿易主義者として出馬するが、有権者におかれては進歩的で理性的な保守党員とは協力していただきたい」という選挙区民に向けてのメッセージを出した。このメッセージの効果もあり保守党は対立候補を立てなかった。
チャーチルは投票日直前に椅子ごと運ばれて選挙区入りし、自由貿易擁護や反共の演説を行ったが、「好戦派閣僚」との噂が尾を引き、選挙区民からの評判は悪かった。また若い共産党員たちが民謡を詠って演説を妨害するとチャーチルは「この年端もいかぬ爬虫類ども」と怒鳴ると、若者たちは「赤旗」を歌ったり、「アイルランド共和国万歳」と叫んだ。選挙の結果、スクリムジャーとモレルが当選し、チャーチルは4位で落選した。これについてチャーチルは「私は一瞬にして、官職、議席、党、おまけに盲腸を失ったのである」と回顧している。
選挙全体の結果は保守党が345議席、労働党が142議席、自由党ロイド・ジョージ派が62議席、自由党アスキス派が54議席を獲得し、保守党の大勝に終わった。
チャートウェル邸購入

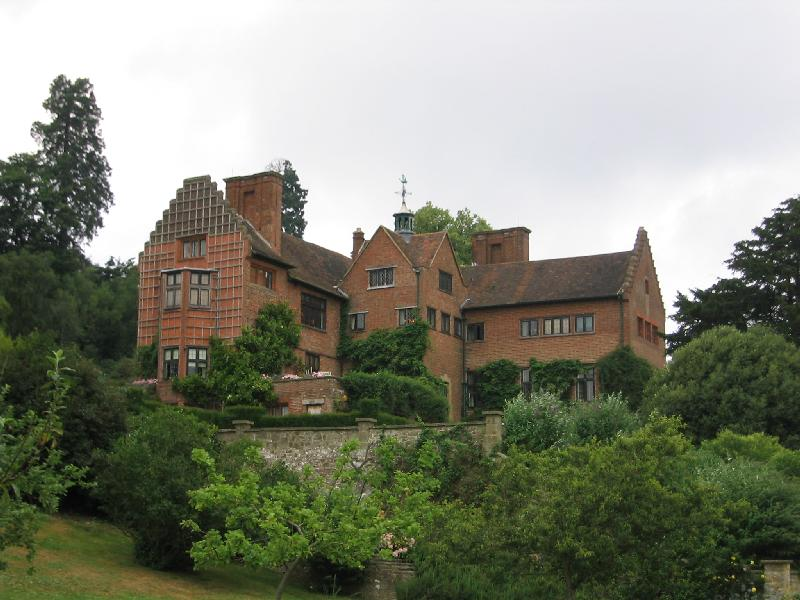
チャーチルが購入したチャートウェル邸

落選後、南フランスのカンヌへ移住し、第一次世界大戦に関する著作『世界の危機（The World Crisis）』の口述筆記と絵を描くことに精を出した。この著作は「世界史を装ったチャーチルの自伝」「ダーダネルス作戦自己弁明の書」などの批判もあったものの、チャーチルにかなりの印税をもたらし、これによってケント州のチャートウェル邸と広大な土地を購入することができた。以降チャーチルは週末にはこのチャートウェル邸で過ごすようになった。子供たちもこの屋敷が気に入った。

#### 再落選、自由党離党

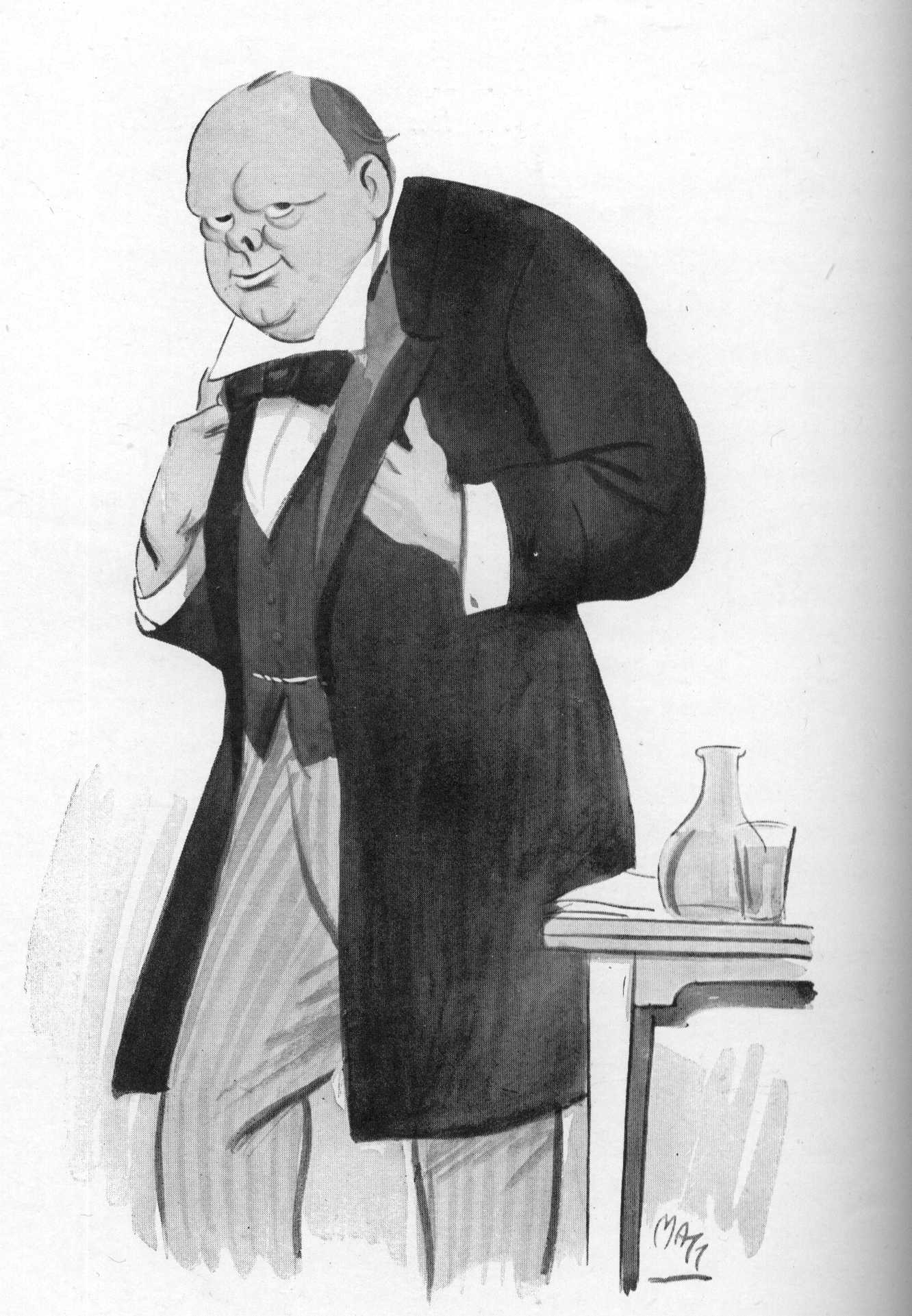
1923年に描かれたチャーチルのイラスト

1923年5月にボナー・ローが喉頭癌で首相を退任した。後任の候補としてボールドウィンかカーゾン・オヴ・ケドルストン侯爵の二人が考えられたが、国王ジョージ5世は、庶民院を優先してボールドウィンに大命を与えた。しかし同年11月、党を固めきれていなかったボールドウィンは、党をまとめる効果を狙って、また世論も保護貿易に傾いてきたと判断して、関税改革を掲げた解散総選挙に打って出た。
チャーチルはこの選挙にレスター・ウェスト選挙区の自由党候補として出馬した。チャーチルは保守党が対立候補を立てるのを控えてくれるのでは、という期待を抱いていたが、保守党は対立候補を立ててきた。労働党からの攻撃も激しく、とりわけダーダネルス作戦に関する『世界の危機』第2巻が出版された直後であったため、ダーダネルス作戦を批判する野次が盛んに飛んだという。結局、労働党候補が勝利し、チャーチルは再び落選した。
この総選挙では自由党ロイド・ジョージ派とアスキス派が自由貿易擁護で共闘していた。選挙戦で保守党は食料には関税をかけないと約束していたが、自由党と労働党が煽った結果、結局「高いパンか安いパンか」が争点になっていった。その結果、保守党は87議席も落として257議席となり、労働党は191議席、自由党は151議席を獲得し、どこも単独では政権を作れない状態となった。
自由党の指導者に復帰していたアスキスは、労働党政権を誕生させる意向であった。チャーチルは「社会主義政権など誕生させたら重大な国家危機が生じる」としてこれに強く反対し、保守党・自由党連携による反社会主義政権の樹立を求めたが、受け入れられなかった。ここに至ってチャーチルは反社会主義の信条を失わぬため、自由党を離党する決意を固めた。

### 保守党の政治家として

#### 復党と再選まで
1924年1月に労働党議員提出の内閣不信任案が自由党の賛成を得て可決され、ボールドウィンは辞職し、かわって労働党のラムゼイ・マクドナルドが大命を受け、史上初の労働党政権が誕生した。一方総選挙に敗れたボールドウィンは同年2月に関税改革を保守党の方針から取り下げた。これにより自由貿易主義者のチャーチルも保守党へ戻りやすくなった。
3月のウェストミンスター寺院選挙区で行われた補欠選挙に「無所属の反社会主義候補」として出馬した。ここは保守党のニコルソン家の地盤であった。チャーチルは「私は保守党と争うつもりはない。それどころか私は保守党こそが反社会主義者の集合場所になるべきだと考えている」と演説した。保守党内では正式な保守党候補がいる選挙区にチャーチルが出馬したことへの怒りの声も多かったが、チャーチルの反社会主義姿勢を評価する声もあり、複数の保守党議員から選挙協力を受けた。オースティン・チェンバレンやバルフォアのような保守党大物政治家もチャーチルに推薦書を書いてくれた。だが選挙は僅差でニコルソン家の者の当選となり、チャーチルは三度目の落選を喫した。
チャーチルは保守党に接近を続け、食料以外の関税導入にも前向きになっていった。1924年9月、エッピング選挙区の保守党候補に指名された。ただしチャーチルが正式に保守党員になったのは1925年であり、選挙区への立候補届け出では党派として「立憲派」という保守党組織がよく使用する名称を使っている。
マクドナルド労働党政権のソ連との国交正常化やキャンベル起訴撤回問題など労働党左派に配慮した政策に保守党や自由党は批判を強め、10月8日に自由党のアスキスが親ソ政策批判動議が提出され、保守党が賛成し可決され、マクドナルド内閣は解散総選挙に打って出た。
この選挙でもチャーチルは激しい社会主義攻撃を展開し、「社会主義者がブリタニアに着せようとしているドイツ製、ロシア製のふざけたボロ切れを脱ぎ捨てろ。彼女の盾は汚らしい赤旗ではなく、ユニオン・ジャックの旗でなければならない」と演説した。エッピング選挙区は反共主義の機運が強く、チャーチルの反共演説も選挙区民を熱狂させ、圧勝した。投票日直前にジノヴィエフ書簡問題が発生して有権者の社会主義への恐怖が高まっていたことで全国的にも反共を掲げる保守党が圧勝している（保守党412議席、労働党151議席、自由党40議席）。

#### 第2次ボールドウィン内閣大蔵大臣
1924年11月4日にボールドウィンに大命があり、第2次ボールドウィン内閣が発足した。
ボールドウィンはチャーチルがロイド・ジョージと組んで保守党と自由党の中道派による「中央党」を結成する事態をかねてから恐れていた。そのためチャーチルを閣内に取り込んでおこうと考え、大蔵大臣という重要閣僚職を彼に提示した。チャーチルはそれほど高い地位の閣僚職に任命されるとは思っていなかったから、ボールドウィンから「チャンセラー（Chancellor）にならないか？」と聞かれた時、はじめランカスター公領担当大臣（Chancellor of the Duchy of Lancaster）のことかと思ったという。そのため、チャーチルは「ランカスターですか？」と聞き返したと言う。だが大蔵大臣（Chancellor of the Exchequer）のことだと聞かされた時、感動のあまり、チャーチルの目から涙が溢れたという。この閣僚職は父ランドルフ卿が務めていた地位であり、次期首相最有力候補の閣僚職であった。
金本位制復帰

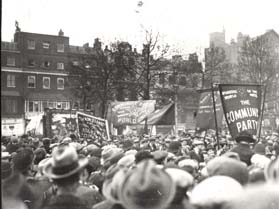
1926年のゼネストの際のハイド・パークでの集会

大蔵大臣チャーチルの事績として最も知られているのが第一次世界大戦の勃発で中断されていた金本位制への復帰である。大戦後、イギリスの輸出産業は新興国アメリカや日本に押されて弱体化を続けていた。またイギリスの海外投資の多くも戦争で手放すこととなり、イギリスの国際収支を支えてきた貿易外収入は大きく減少していた。当時イギリスの海外投資の多くはアメリカによって買い取られており、世界金融の中心はイギリスのシティからアメリカのウォール街に移ろうとしていた。ドルはポンドに先んじて大戦終結直後に金本位制に復帰し、世界通貨の地位を確立していった。国際的地位の低下に焦っていたシティの金融業界はイギリスの国際投資と国際貿易の再興を狙って戦前レート（1ポンド＝4.86ドル）での金本位制復帰を主張するようになった。1918年の膨大な政府支出のために戦後直後のイギリスはインフレ的な国内信用拡大が起こっていた。しかし1920年以降はデフレになり、需要は低下し、物価は下がり、失業率は高まった。ポンド高も進み、1922年末には1ポンド＝4.63ドル、1924年総選挙後には1ポンド＝4.79ドルとなった。戦前レートでの金本位制復活を行っても大きな混乱なく実施できそうな相場であり、いい機会に見えた。
チャーチルは国際投資より国内信用の拡大を志向してインフレ政策を希望していたが、大蔵官僚やイングランド銀行総裁モンタギュー・ノーマン (初代ノーマン男爵)の説得を受けて、戦前の輝かしい地位にイギリスを戻したいという願望が強まり、ほとんど何の準備もなく、1925年4月に金本位制復活を宣言した。これに対し経済学者のジョン・メイナード・ケインズは経済の混乱をもたらすだけだとして批判し、論争が生じた（金本位制復帰論争）。
ゼネスト弾圧
戦前レートでの金本位制復帰はポンドの過大評価であったので、イギリスの輸出競争力は低下し、輸出産業、とりわけ石炭産業が打撃を受けた。その結果、イギリスの炭坑資本家は経営の合理化を図る必要に迫られ、1925年6月30日と7月1日に坑夫の労働組合である坑夫連盟に対して従来の最低賃金と7時間労働制を破棄するとともに、13%から48%までの幅のある賃金切り下げを行うことを通告した。これに対抗して坑夫連盟や労働組合会議はゼネストを表明した。
このゼネストに対してボールドウィン首相は、王立委員会による調査が終わるまで賃金切り下げ分の補助金を政府が出すことを約束して懐柔した。しかし王立委員会は1926年3月に多少の労働環境の緩和を盛り込みながらも、賃金切り下げと補助金打ち切りを求める報告書を提出したため、再びゼネスト突入の危機が高まった。労働組合会議幹部の間には交渉を求める声が多かったが、政府は『デイリー・メール』紙の植字工が政府のゼネスト批判の文を掲載しなかったことを理由として交渉を拒否、労働組合会議の総評議会は1926年5月3日からゼネストに突入した。
王立委員会の設置はスト破りなどゼネストを骨抜きにする体制を整えるための政府の時間稼ぎで、態勢が整うや政府は挑発してゼネストを起こさせたという批判がある。そしてその立場からは挑発を行わせた閣僚はチャーチルだという見方が多かったが、定かではない。ボールドウィン首相は非常事態法を制定して労働運動弾圧を開始した。そしてその弾圧を最も強力に支持したのは労働運動の背後に常に共産主義者の陰謀を見ているチャーチルであった。チャーチルは政府機関紙『ブリティッシュ・ガゼット』を創刊し、ゼネストが違法であることを訴えた。こうした政府の攻撃は奏功し、ゼネストは大衆の支持を得なかった。
政府と資本家による労働運動切り崩し工作も成功し、労働組合会議は若干の賃金切り下げを認めるに至り、5月11日にはゼネスト中止を宣言した。鉱山労働組合のみ従おうとせず、単独での労働争議を続けたが、彼らも11月までに資本家の要求をすべて受け入れる無条件降伏に追い込まれてストは終結した。

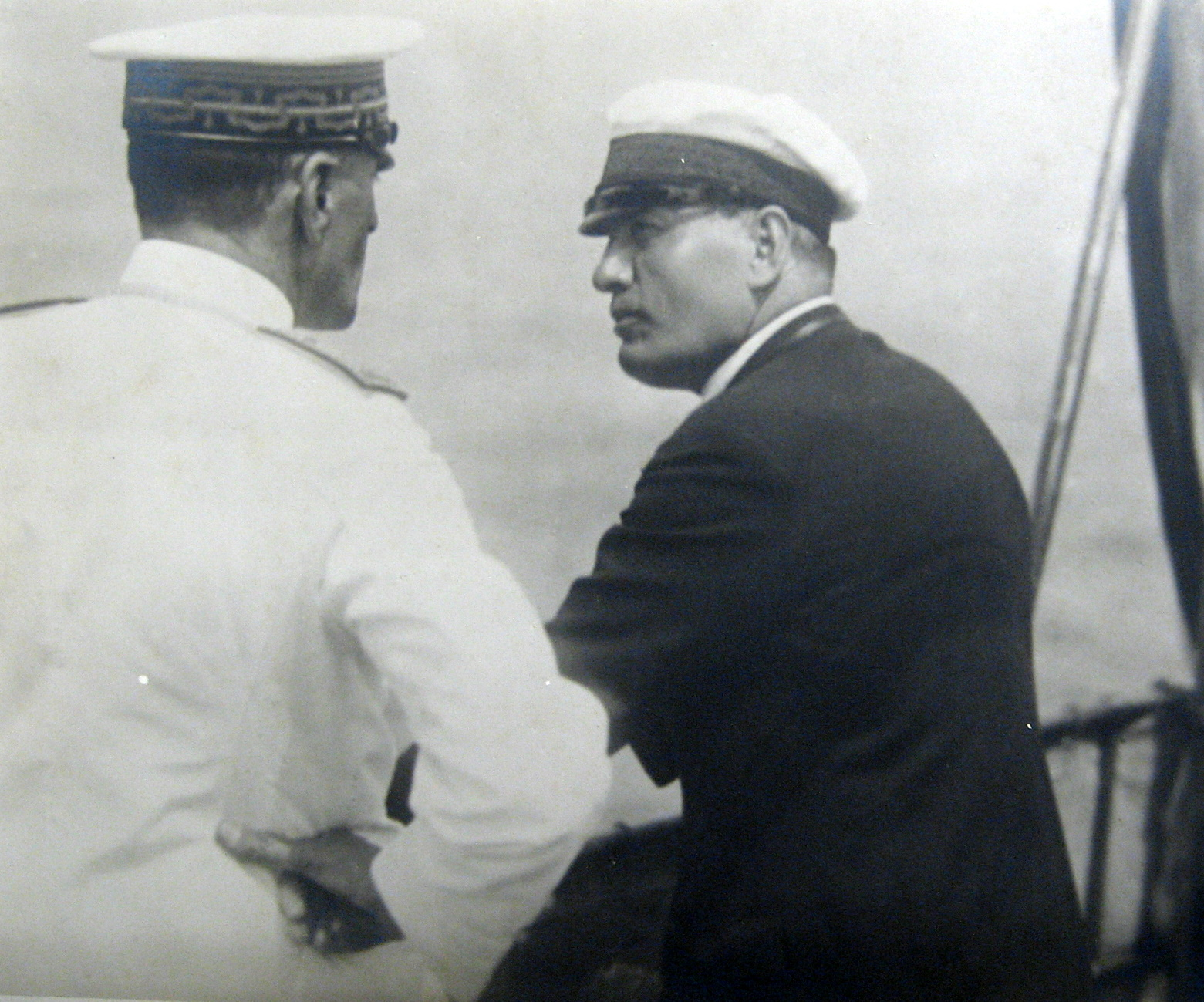
1928年のイタリア首相ムッソリーニ

イギリスの半植民地エジプト訪問の帰路の1927年1月にイタリアを訪問し、1922年以来政権を掌握していたファシスト党党首で首相のベニート・ムッソリーニと会見した。イタリアを離れる際、イタリアの新聞記者たちに対してチャーチルは、「もし私がイタリア人だったら、レーニン主義の獣欲と狂気に対抗する貴方達の戦いを支持し、行動をともにしただろう。だが、イギリスにおいては死闘を演じる必要がなく、我々には我々流の物事の進め方がある。しかし最終的には我々が共産主義と戦い、その息の根を止めることに成功すると確信している。」と語った。さらに「ファシズムの国際的価値」として「破壊的な勢力に対抗して、文明社会の名誉と安定を守ろうという大衆の意思を正しく導く方法を世界に示した」ことを指摘し、「ロシア革命の毒に対する最も有効な解毒剤」であると評価した。
チャーチルは1929年の4月の予算演説にて政府の借入金による公共事業では失業率を下げることは出来ないと宣言した。

##### 空白の10年
1929年5月の総選挙でチャーチルはエッピング選挙で再選を果たすも、選挙全体の結果は失業対策を訴えた労働党が289議席を獲得して第一党に躍進した。保守党は260議席、自由党は59議席しか獲得できず、保守党政権は崩壊、チャーチルも大蔵大臣を退任。代わって自由党の協力を受ける労働党政権、第2次マクドナルド内閣が発足した。
もっともこの選挙に保守党が勝利していたとしてもチャーチルは大蔵大臣から罷免されていたといわれる。というのもボールドウィン首相が選挙戦中に「チャーチルは再入閣させない」と周囲に漏らしているからである。チャーチルはこの段階でも自由党と保守党の連合構想を持っており、自由貿易を捨てきれないでいた。そのため党内保護貿易主義者から不満を買っており、孤立しつつあったのである。また個人的にもボールドウィン首相は大蔵省の管轄外のことにまで口を出して閣議の和を乱しがちなチャーチルを嫌っていた。以降チャーチルは10年にわたって閣僚職に就くことができなかった。

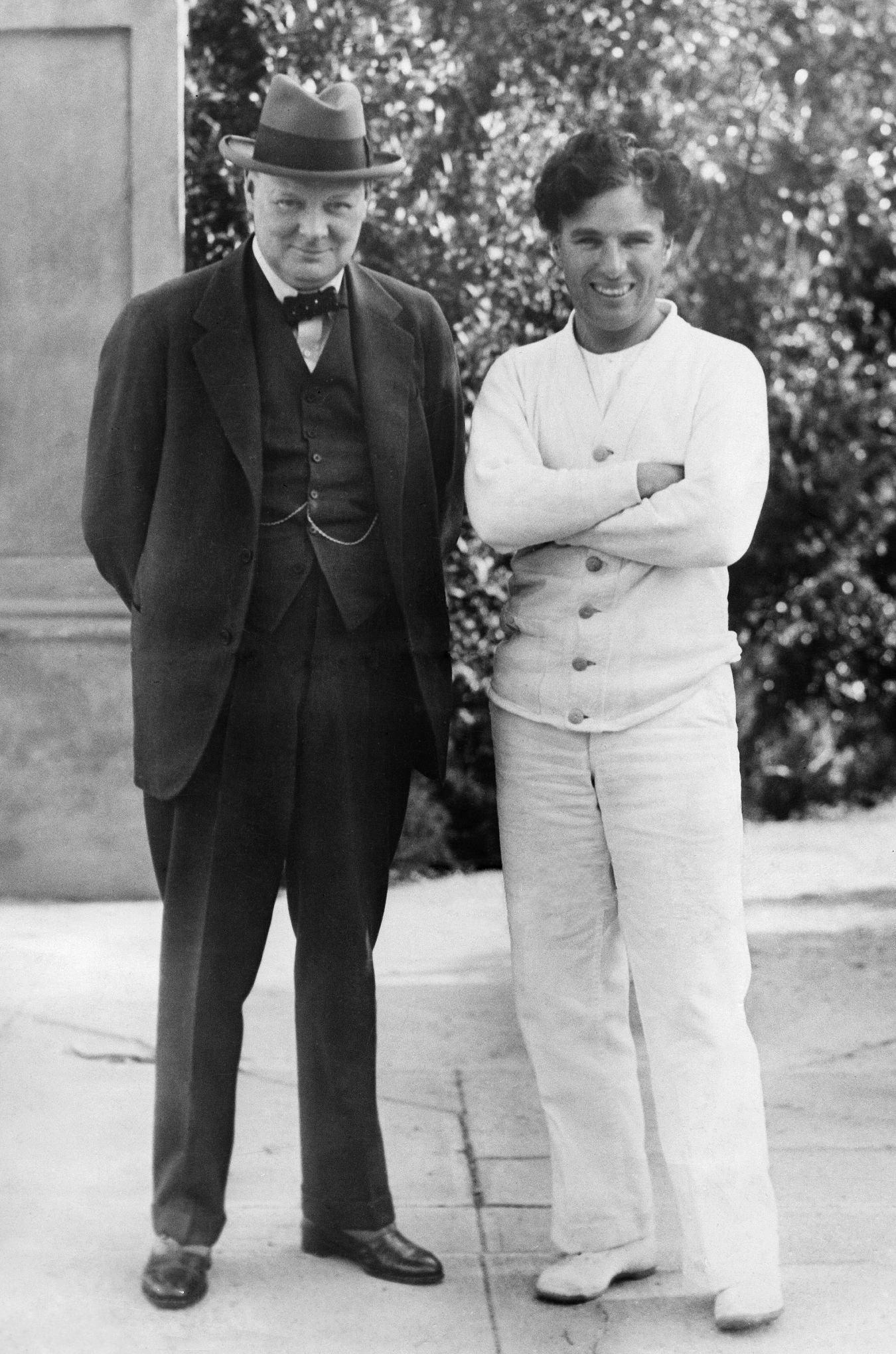
1929年、チャーチルとチャップリン

1929年秋のアメリカ・ウォール街の大暴落に端を発する世界大恐慌はイギリスも襲い、1929年5月に115万人だったイギリスの失業者数が1930年12月には250万人に倍増した。失業手当が膨大となる中、労働党政権は失業手当削減案をめぐって閣内が分裂し、1931年8月に総辞職。困難な時局に対応できる強力な政府が求められた結果、マクドナルドを首相のままとした保守党、自由党、労働党大連立派（労働党は大連立反対派が主流であり、マクドナルドらは事実上除名された形であった）の3党の大連立による挙国一致内閣が成立した。しかしチャーチルは入閣できなかった。
挙国一致内閣はチャーチルが再導入した金本位制を停止し、大英帝国を排他的なブロック経済圏にする保護貿易を推し進めた。これはイギリスが1世紀近く前に自由貿易に移行して以来の歴史的な保護貿易への回帰だった。
チャーチルは自由貿易主義者だったが、あまりの失業者数の増大に彼の信念も揺らぎ、新聞社経営者初代ビーヴァーブルック男爵マックス・エイトケンらが唱える「帝国自由貿易」という自由貿易の名を借りた帝国特恵関税制度を支持するようになった。
1930年には『My Early Life』を出版し、庶民院議員となるまでの自分の人生を振り返った。冒険活劇調であり、インド人を「蛮族」呼ばわりし、「蛮族」が自分の活躍でばたばたと倒されていった事を自慢げに書いている。1931年からは先祖である初代マールバラ公爵の伝記『マールバラ公 その生涯と時代』の執筆を開始し、マールバラ公を「貪欲で道徳とは無縁の人物」とするマコーレーの評価に反駁したものだった。

#### インド自治に反対
第一次世界大戦中にロイド・ジョージ内閣はインド人から積極的な戦争協力を得るために、戦後のインド自治を約束していた。しかし戦争が終わっても自治の見通しは立たず、ガンジーの非暴力抵抗運動が盛り上がりを見せていた。これを懐柔すべく、インド総督アーウィン卿（後のハリファックス卿）は、1929年にインドの大英帝国自治領化が最終目標であり、そのためのロンドンの円卓会議にインド人代表団が参加できるようにすることを宣言した。首相マクドナルドや保守党党首ボールドウィンは、アーウィン卿の宣言を支持したが、熱心な帝国主義者であるチャーチルは反対した。インド人には自治は尚早であること、インドの支配層はインドの民を代表しているとはとても言えない者たちであること、大英帝国の繁栄の根源であるインドに自治を与えることは自分で自分の手足を切り捨てているも同然であること、一度でもインド・ナショナリズムに譲歩したら、なし崩し的に独立まで突き進んでしまうであろうことなどを指摘した。
ガンジーは、はじめアーウィン卿の宣言に対して歩み寄ろうとしなかったので1930年5月に投獄されたが、1931年1月には釈放されて交渉に応じた。しかしガンジーを嫌悪するチャーチルは、交渉に応じるアーウィン卿を批判した。またインド自治の危険性を感じ取ろうとしない大衆にも怒りを感じており、「彼らは失業と増税の心配ばかりしている。あるいはスポーツと犯罪報道に夢中だ。今、自分たちが乗っている大型客船が静かに沈みつつあるというのが分からないのか。」と憂慮した。しかしチャーチルの強硬な反対論は党首ボールドウィンに嫌われた。1931年1月にボールドウィンが「インド政治指導層の支持を得たインド政策ならば支持する」と宣言したことがきっかけでチャーチルはボールドウィンと完全に袂を分かち、「影の内閣」からも離脱した。
1933年3月17日にマクドナルド挙国一致内閣は、後のインド統治法の叩き台となる白書を発表した。そこにはインド各州に自治権を付与すること、インド人が参加する連邦政府を創設し、インド総督の権限の一部を連邦政府に移すこと、またインド総督が責任を負う立法議会を設置することなどが盛り込まれていた。チャーチルはこの白書に反対し、1933年4月には自らを副総裁としたインド防衛連盟を結成した。その創設大会でチャーチルは「ガンジー主義の粉砕」を訴える演説を行ってイギリスでもインドでも注目された。インド防衛連盟は加入者数こそ少なかったが、父が創設したプリムローズ・リーグと同様、保守党議会外大衆組織に大きな影響を及ぼしていた。1933年6月の保守党協会全国同盟会合では参加者の3分の1からインド自治反対の票を獲得し、1934年秋の保守党大会ではインド自治賛成543票に対して、インド自治反対派520票と僅差に持ち込んだ。
しかし1935年1月にマクドナルド挙国一致内閣がインド統治法を提出するとチャーチル派の情勢は悪くなった。チャーチルが1935年1月30日にBBCのラジオ放送で行ったインド自治反対の演説は評判が悪く、また同年2月には長男ランドルフがインド統治法反対を公約に掲げて保守党公認候補に対抗してウェイヴァトリー選挙区の補欠選挙に出馬するも落選した。インド統治法案の庶民院での審議においても第三読会までのどの投票でもチャーチル派は90票以上の票を集められなかった。最終的には1935年6月5日の庶民院の採決で264票差の大差をつけられて、チャーチルは敗北し、インド統治法が可決されることとなった。
しかし結局インド統治法に定められた「インド連邦」は藩王国が反発して加盟を拒否したため、施行されなかった。またヨーロッパ情勢が緊迫化している中、チャーチルもこれ以上この件で保守党執行部と対立を深めるのは好ましくないと判断し、自分の選挙区に宛てて闘争終了宣言を出した。その中で元首相ソールズベリー侯爵が1867年に選挙法改正をめぐって敗れた際の「政治的敗北を受け入れることは、あらゆるイギリス人や政党の義務だ」という言葉を引用した。

#### 対ヒトラー

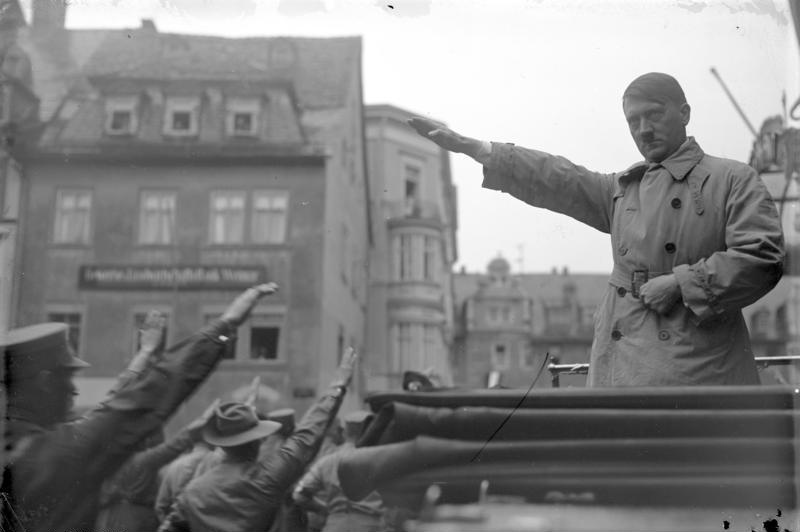
選挙中のアドルフ・ヒトラー

チャーチルは1932年夏に初代マールバラ公の古戦場めぐりの旅に出た際、ドイツ・バイエルン州・ミュンヘンに立ち寄ったことがあった。その時期ドイツでは国会議員選挙が行われ、国家社会主義ドイツ労働者党が第一党となり、その党首アドルフ・ヒトラーが近いうちにパウル・フォン・ヒンデンブルク大統領より首相に任命される可能性が高まっていた。チャーチルは、ミュンヘンでナチ党幹部エルンスト・ハンフシュテングルと知り合い、ヒトラーとの会談を勧められ承諾した。しかし、チャーチルはシオニズムを支持している政治家だったためハンフシュテングルに「なぜヒトラーはユダヤ人を、しかもユダヤ人であるという理由だけで迫害するのか」という質問をぶつけ、この質問がヒトラーの耳に入って機嫌を損ねたらしく、会見はヒトラーから拒否された。
後世にチャーチルは「こうしてヒトラーは私と会見するただ一度のチャンスを逃したのだった。ヒトラーが政権を握ってから、何度か会談オファーがあったが、私は口実を作って断った。」と回顧している。半年後の1933年1月に首相に任じられたヒトラーは独裁体制を整え、1935年3月には念願のヴェルサイユ条約ドイツ軍備制限条項の破棄を宣言して再軍備を開始した。
イギリスでは一般に保守党の政治家はナチ党に同情的だった。彼らは、ヴェルサイユ条約のようなものを押し付けられては、その撤廃を主張するのは無理からぬことだとし、ナチ党を無理に政権の座から引き下ろせばドイツが共産化すると主張した。そのためヒトラーの再軍備計画を徹底的に抑えつけるより、ある程度の国力回復を許し、対ソ防波堤にするのがよいと考える対独宥和派が多かった。保守党党首ボールドウィンやその後任の党首となるネヴィル・チェンバレンも同様であった。
ところがチャーチルはこうした立場に立たず、対独強硬論者となった。ドイツに再軍備を許せばドイツは帝政時代並みの国力を備えようとするだろうし、反ソ防波堤のメリットより、大英帝国の世界支配体制をドイツが再び脅かすというリスクの方が大きそうに思えた。また1930年代のチャーチルは干されていたことから、あえて保守党主流と一線を画す対独強硬論に立つことで、ドイツ脅威論が盛り上がってきたところを保守党中枢に返り咲こうという政治的狙いだった可能性もある。チャーチルはドイツの再軍備要求は断固拒否し、イギリスは軍備増強を行うべきであると主張した。また次の戦争では海軍ではなく空軍が決定的役割を果たすと見ていたチャーチルは、とりわけドイツ空軍の増強に警鐘を鳴らした。
1936年3月にヒトラーはヴェルサイユ条約で非武装地帯と定められていたラインラントにドイツ軍を進駐させた。フランス政府は対独開戦すべきかどうか判断に迷い、イギリス政府に伺いを立てたが、ボールドウィン首相（マクドナルドは1935年6月に退任し、保守党党首ボールドウィンが再び首相となった）は宥和政策に基づき、放置すべしとした。イギリス国内の世論も「ドイツの領土にドイツ軍が入っていっただけ」という宥和的空気が強かった。だがチャーチルは一人激怒し、「クレマンソーだったらボールドウィンごときに諮ることなく、ただちに戦争を開始しただろう」と述べ、フランスの人材不足を嘆いた。
一方でチャーチルはヒトラー以外のファシズム指導者に好意的であり、1935年にムッソリーニのエチオピア侵攻について帝国主義者の立場から「エチオピア人はインド人と同類であり、支配されるべき原始的人種」として熱烈に支持した。1936年のスペインのフランコ将軍による左派勢力との戦い（スペイン内戦）も反共主義者としての立場から共感を持ち、労働党が反ファシズムの立場から左派政府を支持したのに対して、チャーチルはボールドウィン内閣の不干渉方針を支持した。なおチャーチルはヒトラー率いるナチスを攻撃していたとは言え「ナチス政体を嫌う人でも、ヒトラーの愛国的偉業には嘆賞を惜しまないであろう」「我が国にもそうした強い指導者が現れて、我々を列強の地位に連れ戻してほしいものだ」と述べたことがある。この言動から考えて、ナチスドイツの存在がイギリスに脅威を及ぼしているのでチャーチルは反独的態度を取っているのであり、ナチスドイツがイギリスにとって脅威でないのなら、チャーチルは反ナチズムの立場を取っていなかったのではとする見方もある。
他党の動向について、野党労働党は反ファシズムを掲げていた。しかし労働党は、ファシズムに対抗するための自国の軍備拡張にも反対していた。1931年に労働党党首に就任したジョージ・ランズベリーは平和主義者で、常備軍の存在が戦争を誘発すると考え、イギリス軍を解体したいと発言したこともあったほか、無抵抗の非戦論も主張していた。これに対し労働党右派のアーネスト・ベヴィンは「無抵抗主義がかえって侵略を招く」として、党首ランズベリーを激しく攻撃し、彼を党首辞任に追い込んだ。新党首のクレメント・アトリーは反ファシズムのための軍拡容認に舵を切った。

#### エドワード8世の退位

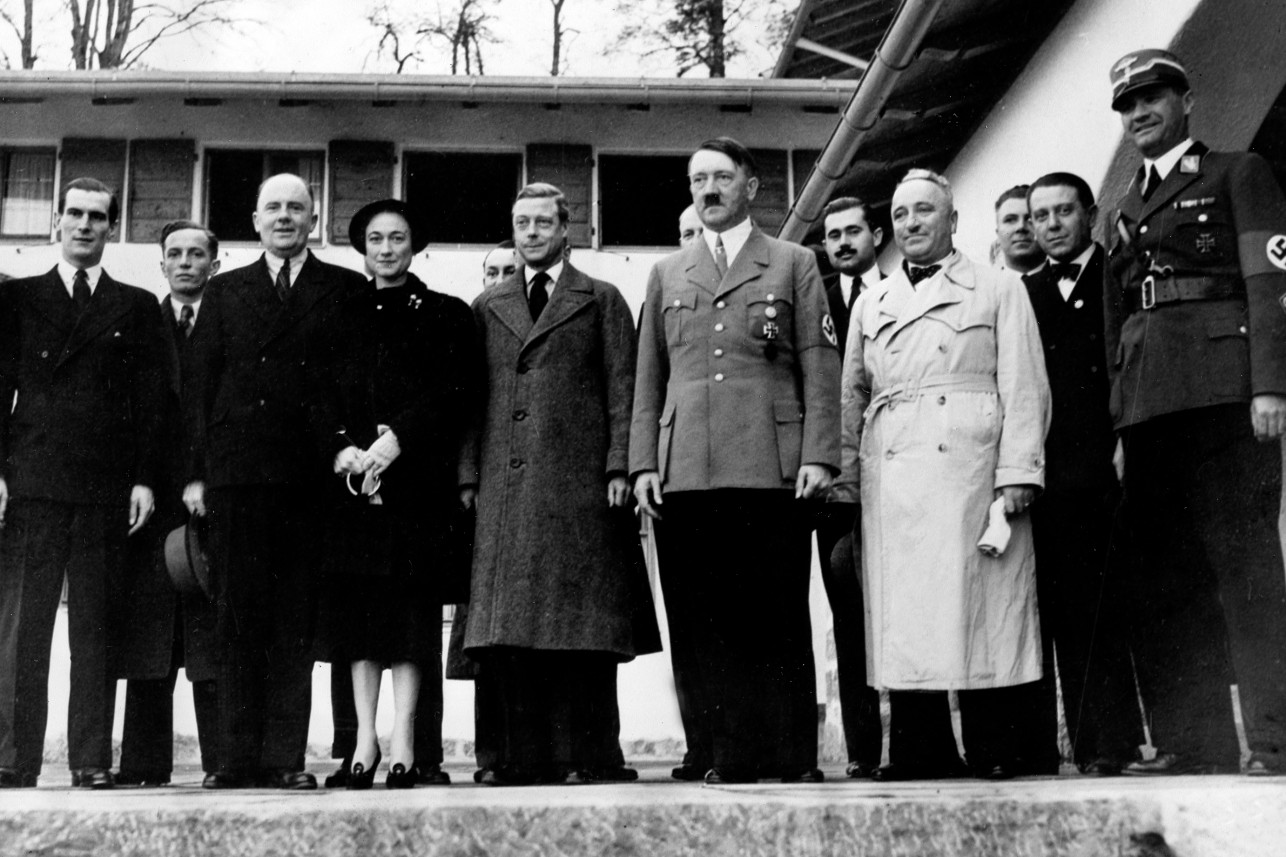
退位後にヒトラーと会談するエドワード8世とウォリス・シンプソン（1937年）

1936年1月に国王ジョージ5世が崩御し、皇太子エドワードがエドワード8世として即位した。エドワード8世は即位時すでに40過ぎだったが、妃がいなかった。皇太子時代からアーネスト・シンプソンの夫人のアメリカ人女性ウォリス・シンプソンと付き合っていた。1936年10月27日にシンプソン夫妻の離婚が法的に決まると、エドワード8世は結婚の意思をボールドウィン首相に伝えた。だが伝統を重んじるボールドウィン以下保守党の政治家たちには、二度も離婚歴があり、さらにヨアヒム・フォン・リッベントロップ駐英ドイツ大使との交際歴もあるアメリカ人女性との結婚には反対の声が根強かった。
またエドワード8世は外交への介入が目立つ王であり、ラインラント問題の際にも、親独派としてドイツの邪魔をしないようイギリス政府をけん制してきた。ボールドウィン首相としては自己主張の強い王より、気の弱い王弟ヨーク公アルバートの方がイギリスの王位に向いていると考えるようになり、エドワード8世に結婚するなら退位するよう迫った。チャーチルは、王室への忠誠心、またボールドウィンへの敵意もあってエドワード8世の擁護に回った。
エドワード8世も11月16日にボールドウィン首相を引見した際には退位の意思を伝えていたが、11月25日になって保守党議員の一部が主張していた貴賎相婚（シンプソン夫人を正式な王妃としてではなく、コーンウォール公夫人としてエドワード8世に嫁がせる）を可能とする法整備を要求するようになった。これを聞いたボールドウィンは自分を辞職させてチャーチルを首相にする陰謀と確信し、「退位されないつもりなら辞職させていただきます。その場合『国王対政府』の戦いがはじまり、イギリスは未曽有の危機に陥るでしょう」と奏上した。
これに対してチャーチルは「王が臣下の助言を拒否したら、退陣すべきは臣下であって王ではない。臣下が王に圧力をかける権利などない」と君主主義の立場からボールドウィン批判を展開した。チャーチルは自分を支持する議員たちをかき集めたが、40人程度しか糾合できなかった。
12月2日にボールドウィン首相はエドワード8世に最後通牒を付きつけた。世論も自治領政府もボールドウィンを支持しているとのことだった。それでもエドワード8世はチャーチルと相談してから決断したいと即断は避けた。12月4日にエドワード8世の引見を受けたチャーチルは、退位を思いとどまるよう説得にあたったが、もうエドワード8世にはチャーチルとともに王党派を率いて政府と戦う意思はなくなっていた。結局エドワード8世はこの二日後の12月6日に弟ヨーク公に譲位することを国民に発表し、12月9日には正式に退位文書に署名した。
チャーチルの立場はなくなり、12月7日のチャーチルの庶民院での演説は批判の野次で轟々となった。激怒したチャーチルは、ボールドウィン首相に向かって「貴方は陛下を叩きのめさなければ気が済まないのですか」と叫んだ。

#### 対独宥和政策への反対

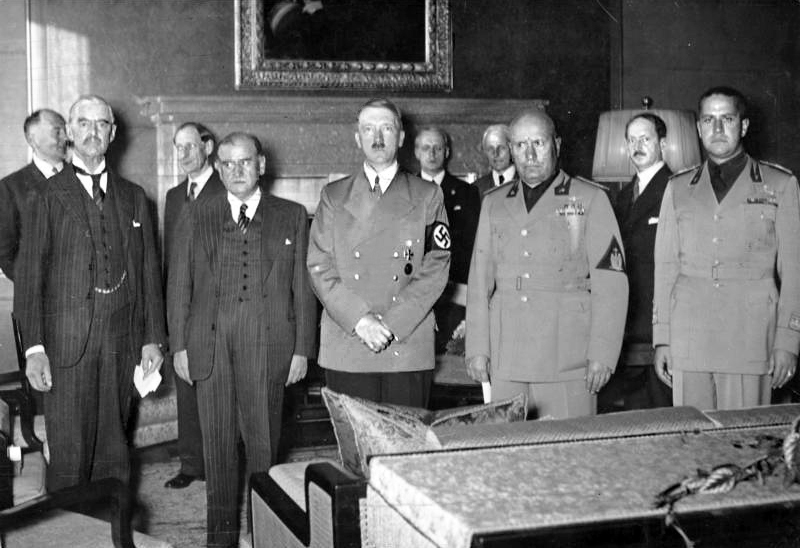
1938年9月のミュンヘン会談。左から英首相チェンバレン、仏首相ダラディエ、独総統ヒトラー、伊首相ムッソリーニ、伊外相チアーノ。

1937年5月にボールドウィン首相は政界引退し、代わってネヴィル・チェンバレンが保守党党首・首相に就任した。チェンバレンもボールドウィンと同様「閣議の和を乱す危険分子」チャーチルを入閣させる意思はなかった。
1937年中、チャーチルは駐英ドイツ大使ヨアヒム・フォン・リッベントロップと会見し、東ヨーロッパに対する領有権主張を聞いて、ドイツの領土的野心が強まっているとの確信を強めた。実際この頃からヒトラーはかつてドイツ帝国、オーストリア＝ハンガリー帝国が領有していた領土のうちドイツ系住民が多数派の地域の割譲を要求するようになっていた。1938年3月にはドイツ民族国家のオーストリアがドイツに併合された。チェンバレンは許容範囲内と判断し無視したが、チャーチルはヒトラーのオーストリア併合計画を批判する演説を行った。
つづいてヒトラーは旧オーストリア＝ハンガリー帝国領ズデーテン地方（当時はチェコスロバキア領）のドイツへの割譲を要求した。チャーチルは、反ファシズムを掲げていた野党労働党の党首クレメント・アトリーと電話で会談し、アトリーは「あなた（チャーチル）が政府に造反するのであれば、あなたを支持する」と述べた。首相チェンバレンは1938年9月15日にドイツ・バイエルン州・ベルヒテスガーデンのヒトラーの別荘を訪問し、ヒトラーを直に説得しようとしたが、ヒトラーはズデーテンのドイツ人がいかにチェコスロバキア政府によって酷い弾圧を受けているかをとうとうと語り、逆にチェンバレンを口説き落とした。結局チェンバレンはフランスを説き伏せて、9月29日に英仏独伊の四国首脳によるミュンヘン会談を行い、正式にズデーテンのドイツ領有を認めた。イギリス世論は平和が守られたとして歓喜に包まれており、チャーチルやアトリーら宥和政策批判論者が、チェンバレン内閣の倒閣を企図できるような雰囲気ではなかった。チャーチルは「我々は敗北した」、「これが大英帝国の終焉に繋がらなければよいが」と語ったという。チャーチルとチャーチル派の議員30名ほどはミュンヘン協定に抗議すべくその批准決議に欠席した。アトリーは、ズデーテン割譲要求の容認について「これはイギリスとフランス が被った最悪の外交的敗北である」「民主的なチェコスロバキア国民は裏切られ、無慈悲な専制支配者に手渡された」と庶民院で述べた。
しかしミュンヘン協定もむなしく、1939年3月にはチェコスロバキアの内紛でチェコとスロバキアが分離したのを利用してドイツはチェコを保護領とした（チェコ併合）。これにより政界も世論も宥和政策は失敗だったとの認識が強まった。ここに至って労働党は英仏ソ同盟を主張、反共主義者のチャーチルも勢力均衡論から賛成した。
だがチェンバレン首相はソ連との同盟には否定的だった。彼はソ連をイデオロギー的に嫌っていたし、ソ連は英仏とドイツを潰し合わせようとしているという疑念を強く持っていた。それにソ連共産党の軍隊である赤軍はスターリンの大粛清によってトゥハチェフスキー元帥をはじめとする高級将校のほとんどが抹殺されていたため、同盟を結んだところでまともな戦力として勘定できないと考えられた。
一方スターリンも独ソを反目させようという英仏の陰謀を警戒しており、ドイツと協定を結んでおく必要性を感じていた。ヒトラーもビスマルク以来のドイツの二正面作戦回避戦略であるロシアとの接近を考えていた。こうして利害が一致したスターリンとヒトラーは、1939年8月23日に独ソ不可侵条約を締結した。この条約の秘密協定において東ヨーロッパを独ソ両国で分割支配することが取り決められた。イデオロギー上相いれないはずの両国の握手に世界は驚いたが、チャーチルはスターリン支配下のソ連はレーニン時代に比べて、共産主義がお題目化しており、他の列強と大差がなくなってきていると考えていたため、さほど驚かなかったという。それよりみすみすソ連をドイツにくれてやったチェンバレンの外交センスの無さに批判的だった。

#### チェンバレン内閣海軍大臣

##### 第二次世界大戦開戦と海相就任
英仏とソ連の挟撃の危機を回避したドイツ軍は1939年9月1日にポーランドへ侵攻を開始した。閣僚からも対独開戦を要求されたチェンバレンは、9月2日にドイツに宣戦布告した。イギリスに引きずられてフランスも対独参戦し、第二次世界大戦が開戦した。
開戦した以上、チェンバレンとしても対独強硬派の代表格チャーチルを登用しないわけにはいかず、チャーチルを海軍大臣に任じた。チャーチルは24年ぶりに海軍省大臣執務室に復帰した。全艦隊に「ウィンストン帰る」と書いた電報を送っている。チャーチルは長らく政権から離れていたとはいえ、コネを使って政府の軍事情報を収集するのを怠らなかったし、1935年からは帝国防衛委員会付属の防空研究委員会に所属していたので航空機の最新知識もそれなりに持っており、役職をこなすうえで難はなかった。
チェンバレン首相は開戦後も早期の平和実現を願っており、今度の戦争は第一次世界大戦のような徹底抗戦ではなく、経済圧力を主眼にしようと考えていた。ドイツをやせ細らせて、領土拡大が「割に合わない」ことをヒトラーに思い知らせ次第、早期講和に持ち込む考えである。だがチャーチルは第一次世界大戦の時と同様イギリスかドイツ、どちらかが倒れるまで徹底的に戦うつもりだった。これについて閣僚の一人サミュエル・ホアは「奴は100年でも戦うつもりでいる」とチャーチルを批判している。
海戦の状況は一進一退だった。開戦間もない1939年10月13日から14日にかけてドイツ海軍の潜水艦Uボートによって戦艦ロイヤル・オークが沈められた。

しかし12月には逆にイギリス巡洋艦がドイツ海軍の装甲艦アドミラル・グラーフ・シュペーを自沈に追い込んだ。

##### 北欧での戦い

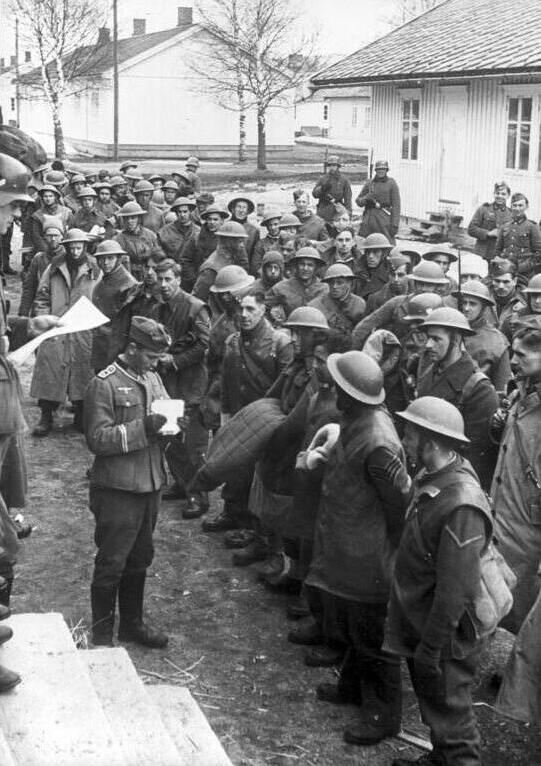
北欧戦でドイツ軍の捕虜になったイギリス将兵

一方陸戦の方では、ポーランドが開戦からわずか4週間にしてドイツ軍とソ連赤軍によって蹂躙され、独ソ分割占領をうけていた。しかし英仏軍とドイツ軍の間に本格的な戦闘は発生していなかった（まやかし戦争）。沈黙を破ったのはソ連だった。1939年11月から赤軍がフィンランド侵攻を開始した。西欧を主戦場にするのを嫌がっていた英仏首脳は、フィンランドに遠征軍を送り、ここを独ソとの主戦場にすることを考えた。チャーチルもそれに賛成しつつ、フィンランド遠征の途中にノルウェー北端のナルヴィク港を占領し、またドイツの鉄供給地であるスウェーデンの鉄鉱山を破壊するという計画を立案した。しかし結局フィンランドがソ連と講和して一時休戦したため、この作戦は流産した。チャーチルは冬戦争が起こる前からノルウェーの港の占領を目論んでおり、この計画はヒトラーにも察知されていた。ドイツ軍はイギリスの先手を打つ形で1940年4月9日から北欧侵攻を開始した。デンマークを一日で陥落させたドイツ軍は、ノルウェーの港に次々と上陸してきた。チャーチルも対抗して英仏軍をノルウェーに上陸させたものの、チャーチルの作戦は全て裏目に出て、精強なドイツ軍によって散々に粉砕されてしまった。チャーチルは「我々の最も優れた部隊でさえ、活力と冒険心に溢れ、優秀な訓練を受けたヒトラーの若い兵士たちにとっては物の数ではなかった」と回顧している。

##### チェンバレンの首相退任をめぐって
ガリポリの戦い以来の惨敗にチャーチルも海相失脚を覚悟したが、5月7日から8日にかけて庶民院で行われたノルウェー作戦についての討議では、その批判はチャーチルではなく、首相チェンバレンに向かった。チャーチルは「ノルウェー戦の敗北は自分の責任だ」と主張してチェンバレンを擁護しようとしたが、自由党党首ロイド・ジョージは「防空壕になるのはやめろ」とチャーチルを止めた。与党議員からも続々と造反者が出る中、チェンバレンは、労働党との大連立による挙国一致内閣で政権延命を模索するようになった。だが労働党の議員たちはチェンバレンよりチャーチルを首相とする大連立を希望する者が多かった。彼らはかつてチャーチルが行った労働運動弾圧の恨みを忘れていなかったが、反ファシズムの観点からヒトラーとの戦いを徹底的に遂行する者を希望していたのである。チェンバレンは、野党労働党党首のアトリーに協力を要請したが、反ファシズムを掲げていたアトリーはこれを拒絶し、チェンバレンは退陣に追い込まれた。
次の首相について、世論はチャーチルの首相就任を支持する者が多かった。チャーチルはクリミア戦争時のパーマストン子爵、あるいは一次大戦時のロイド・ジョージのような立ち位置にあり、首相にふさわしい人物であった。だが、もう一人、首相候補として各方面からの反発が比較的少ない外相ハリファックス子爵（インド総督だったアーウィン卿）もいた。5月9日にチェンバレンはチャーチルとハリファックス子爵の両方を召集した。チェンバレンはハリファックス子爵を首相にしたがっており、チャーチルに「ハリファックス卿の内閣で働く意思はあるか」と聞いたが、チャーチルは沈黙していた。そこへハリファックス子爵が「貴族院議員の私が首相になるのは望ましくないでしょう」と述べたことでチャーチルの首相就任が決まった。

### 首相・保守党党首として

#### 第1次チャーチル内閣

1940年、チャーチルと第一次チャーチル内閣の閣僚たち

1940年5月10日午後6時にバッキンガム宮殿で国王ジョージ6世より組閣の大命を受けたチャーチルは、第1次チャーチル内閣を発足させた。労働党も参加を了承した挙国一致内閣であった戦時内閣は5人で構成したが、2人は労働党の議員であり、そのうちの1人が後の首相アトリーだった。
5月13日に首相として庶民院へ入り、「我々の目的が何かと言えば、一言で答えられる。勝利だ。どれだけ犠牲を出そうとも、どんな苦労があろうと、そこに至る道がいかに長く困難であろうとも勝利のみである」と演説し、保守党はチャーチルを歓迎しない者が多かったが、労働党はチャーチルに拍手を送った。首相就任時、チャーチルは65歳、対するヒトラーは51歳だった。

##### 言論弾圧の強化
チャーチルは就任早々「内務大臣は、外国に従属している、または指導者が敵国政府指導者と関係を持っている、あるいは敵国政府のシステムに共感をもっていると認められる組織のメンバーを誰であろうとも裁判なしで無期限に投獄できるものとする」という防衛規則18Bの修正規則18(1a)を制定してイギリスを言論弾圧国家に変貌させ、ファシスト、共産主義者、敵性外国人を次々と逮捕した。イギリスファシスト連合指導者サー・オズワルド・モズレー准男爵が「マグナカルタ以来保障された人権を侵している」と同規則を批判したが、チャーチルは取り合わず、これを逮捕させた。他にもアーチボルト・ラムゼイ（反ユダヤ主義者の保守党庶民院議員）やタイラー・ケント（モンロー主義者の駐英アメリカ大使館員）らを逮捕した。親族といえども容赦せず、ミットフォード姉妹の三女でモズレーの妻であるダイアナも逮捕させ、夫と同じ牢獄に送った。

##### フランス敗北

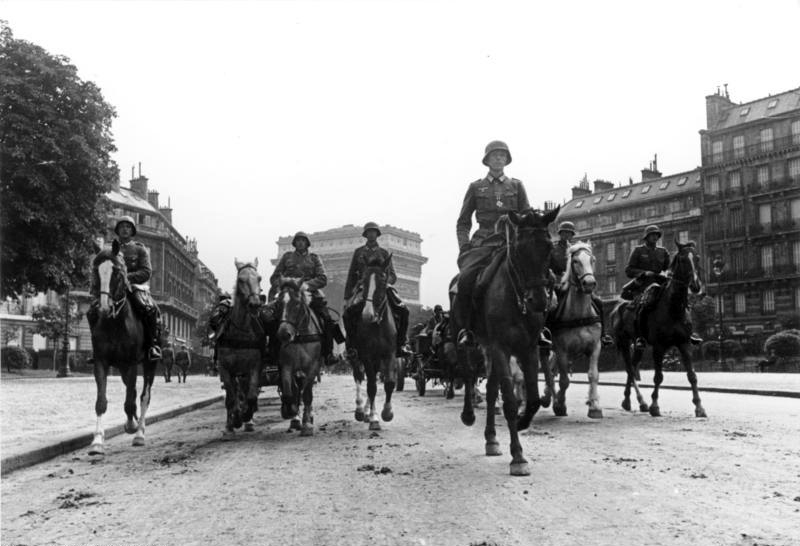
1940年6月、パリで戦勝パレードを行うドイツ軍騎兵

チャーチルが首相に就任した5月10日はちょうど「まやかし戦争」が終わった日だった。同日早朝、フランスを陥落させるべくドイツ軍がベルギーとオランダへ侵攻を開始し、「西方電撃戦」がはじまった。英陸軍は1939年9月以来、海外派遣軍22万5000人をフランスに上陸させ、フランス・ベルギー北部に展開させていたが、ヒトラーはこの軍の包囲を狙ってエーリヒ・フォン・マンシュタイン中将立案の作戦に基づく攻勢をかけさせた。ハインツ・グデーリアン装甲大将が率いるドイツ軍装甲部隊はフランス軍の盲点になっていたアルデンヌを通過して、ディナンとセダンからマース川渡河に成功し英仏海峡めがけて進軍した。王立空軍は出撃するも、半数近くが撃墜された。
慧眼なヒトラーは、今は歩兵攻撃の時代ではなく、戦車や車両が最前線を突き進んでいく電撃戦の時代であることを見抜いていたが、チャーチルは第一次大戦の観念を捨てきれていなかった。戦後チャーチルは「猛スピードで進軍する重装甲部隊の侵略が、どれほど先の大戦の大革新であったか私は全く理解できていなかった」と回顧録の中で述べている。
5月15日朝7時頃にチャーチルはフランス首相ポール・レノーからの電話で「我が国は敗北しました。」と聞いた。寝ぼけていたチャーチルには意味がよく分からず、黙っていたが、レノーは「我々は敗北しました」を繰り返した。チャーチルはレノーを落ち着かせようとしたが、彼はパニック状態だった。チャーチルはとにかく明日にもパリを訪問することを約束した。5月16日午後にパリに到着したチャーチルは、レノーの言ってることが大げさでも何でもなかったことに気付かされた。連合国最高司令官モーリス・ガムラン仏参謀総長は真っ蒼な顔で小刻みに震えていたという。チャーチルは「フランス軍の本隊と予備隊はどこにいるんです」と聞いたが、ガムランは「そんなものはもうありません。」と答え、ただちに王立空軍10個飛行中隊を増援に送ることを要求した。チャーチルはフランス脱落を恐れてやむなく了承したが、恐らくドイツ軍の電撃戦を空から阻止することはできないだろうと見抜いていたという。また、この増援によりイギリス本土に残る飛行中隊は25個だけになった。これはギリギリの線だった。これ以上出せばイギリス本土の制空権がドイツ空軍に脅かされる可能性が高かった。

##### ダンケルクの撤退
一方、海外派遣軍は英仏海峡に到達したドイツ軍によって南フランスのフランス軍主力と切り離されて、ダンケルクに追い込まれた。チャーチルは彼らの全滅も覚悟したが、なぜかヒトラーはグデーリアンらドイツ軍装甲部隊指揮官たちに追撃を許さなかったため、海外派遣軍とフランス軍部隊の一部を加えた33万8000人は5月29日から5日間にわたって行われたイギリス本土への撤退作戦に成功した（ダンケルクの撤退）。この謎の奇跡にイギリス国内はまるで勝利したかのように喜びに湧きあがった
ダンケルクの撤退成功で決定的破滅を免れたとはいえ、撤退は勝利ではなく、イギリスが追い込まれている状況に変わりはなかった。さすがのチャーチルにも弱気が覗いてきた。5月28日には親ナチ派のロイド・ジョージに入閣を要請しているが、これはドイツに和平交渉を提案しなければならなくなった場合に備えてのことともいわれる（この入閣要請はロイド・ジョージの方から拒否された）。ダンケルクの撤退成功後の6月4日の庶民院での演説では「万が一イギリス本土が占領されたとしても我々は戦いをやめないであろう。海の彼方にも広がる我が帝国は、新世界から海軍を使って旧世界の救援と解放を目指す。」と語り、アメリカの支援の期待と大英帝国植民地にイギリス政府を移す可能性を示唆している。
ドイツ軍の南フランスへの進軍が開始される中、フランス政界では和平派の声がますます強まっていった。チャーチルはフランスが降伏してフランス海軍力がドイツに接収されるのを恐れるあまり、「フランス艦隊を全てイギリスの港に送れ」だの、英仏を「英仏連邦」という名の一つの国家にしよう（＝フランスの全船舶をイギリスが共同所有）だの身勝手な要求を行い、フランス人から顰蹙を買った。イギリスの敗戦も時間の問題と考えられていたので「死体（イギリス）と結合するくらいならナチスの占領下に入った方がマシ」というのがフランスの政治家・軍人の主流意見となった。
6月16日にフランス首相となったフィリップ・ペタン元帥はヒトラーに和平交渉の意思を伝え、6月22日にも独仏休戦協定の締結に応じた。こうして、シャルル・ド・ゴールなど一部の亡命軍人を除き、フランスはドイツとの戦いから離脱した。

##### バトル・オブ・ブリテン

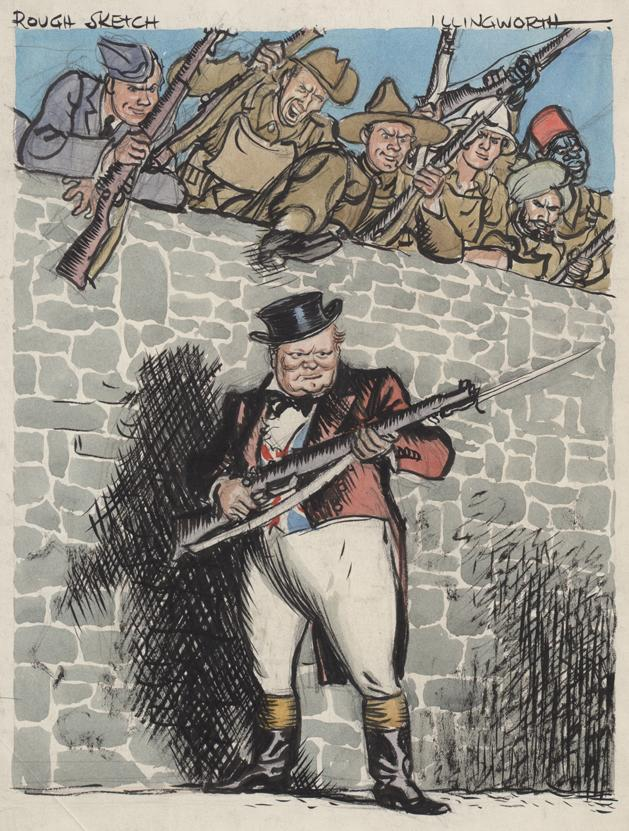
政府の戦意高揚プロパガンダ・ポスター。追い詰められながらも大英帝国の壁を守るチャーチルの図

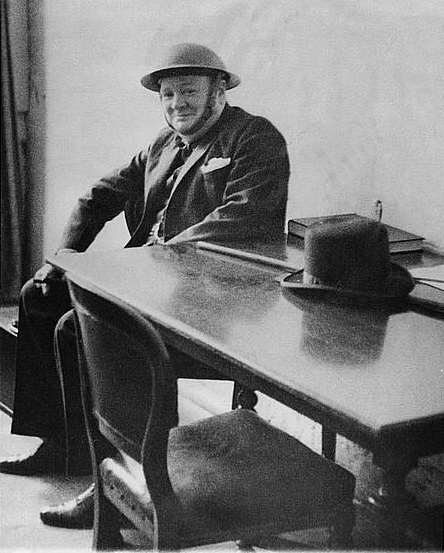
1940年、空襲警報でヘルメットをかぶるチャーチル

1940年夏のイギリスは破滅の一歩手前だった。西欧諸国や北欧諸国はほとんどがドイツに占領されるか、その衛星国家になっていた。東欧も独ソに分割占領され、またドイツは日本やイタリアと同盟関係を結んでいた。アメリカ参戦だけがイギリスの唯一の希望という状態だったが、アメリカの国民世論はモンロー主義が根強く、大統領フランクリン・ルーズベルトも大統領選挙を前にしてチャーチルの誘いには簡単には乗ってこなかった。イギリスは独力でブリテン島の守りを固め、ドイツ軍の攻撃を待つしかなかった。チャーチルはこの時の状況を後に「イギリスの最後の審判の時が刻まれたと全世界が思いこんでも何の不思議があろうか。」と評した。
フランスに勝利したのち、ヒトラーはイギリスに和平を提唱したものの、チャーチルは強硬路線を曲げず、拒絶した。ドイツ軍はイギリス上陸作戦「アシカ作戦」の立案を開始したが、これを成功させるためにはイギリス本土の制空権を握る必要があった。チャーチルもまず襲来してくるのはドイツ空軍と予期しており、イギリス本土を攻撃させておいて、敵の空軍力を粉砕するという方針を取った。ドイツ空軍の空襲は8月10日から開始された。ドイツ空軍ははじめ港や基地、飛行場など軍事施設を中心に空襲をかけてきた。イギリス軍機がこれを迎え撃つべく出撃し、バトル・オブ・ブリテンと呼ばれるイギリス本土上空での激闘が始まった。最初の二週間はドイツ軍機が次々と撃墜されてイギリス優勢であったが、8月24日を境にイギリス軍機の撃墜も目立つようになり、消耗戦の様相を呈してきた。それでも王立空軍は最後までドイツ空軍に制空権を渡すことはなかった。
またこの間にチャーチルは1000機の爆撃機をもって最初のベルリン空襲を敢行したが、戦果は乏しかった。ヒトラーはこの復讐で、まだ制空権を握れていないにもかかわらず、9月7日からドイツ空軍爆撃機にロンドン空襲を開始させた。だが、これはドイツ側の重大な判断ミスとなった。これによってイギリス軍機に撃ち落とされるドイツ軍機の数が急増したのである。チャーチルも「戦闘機部隊司令官はドイツ空軍の攻撃目標がロンドンになったことに安堵していた」と書いている。チャーチルは爆撃を受けた町を視察して回り、そこで葉巻をくわえながら勝利のVictoryを意味したVサインをして見せた。これはやがて彼のトレードマークとなった。この一連の視察でチャーチルの国民的人気は大いに高まり、独裁的地位を確立するに至った。チャーチルはなおも議会を重んじるかのような発言はしていたが、反対派の声はこのチャーチル人気の前に圧殺されるようになった。
バトル・オブ・ブリテンで失われたパイロットと航空機の損失にヒトラーも動揺し、9月17日にはアシカ作戦の中止を決定した。
1940年11月に行われたアメリカ大統領選挙でルーズベルトが三選し、アメリカ政府が平和を求める国民世論を無視してモンロー主義を放棄するようになり始めており、チャーチルにとって事態の好転の兆候があった。ルーズベルトは1940年12月末のラジオ放送で「イギリスが敗れれば、全ヨーロッパ、全世界がドイツに征服され、人類の自由と幸福は失われるだろう」などと演説し、公然とドイツを批判、イギリス支持の主張を行った。そして1941年3月にはモンロー主義者の反対を押し切って武器貸与法を制定し、イギリスに武器や兵器を戦後払いで提供し始めた。

##### 北アフリカ戦線

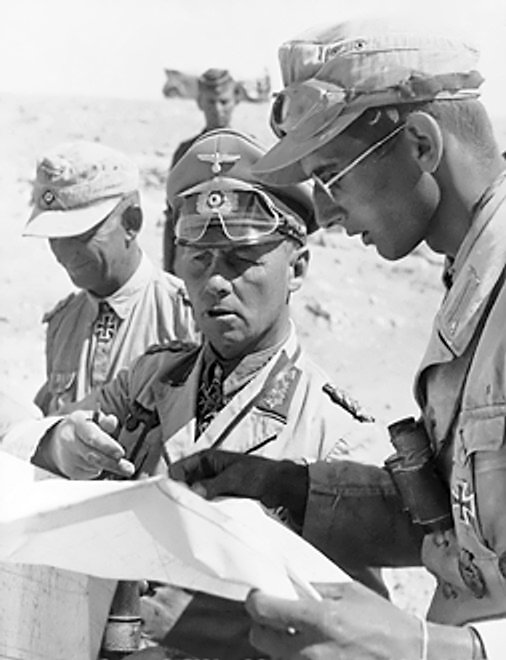
北アフリカのドイツ軍を指揮したエルヴィン・ロンメル。チャーチルは敵であっても彼には敬意を表していた。

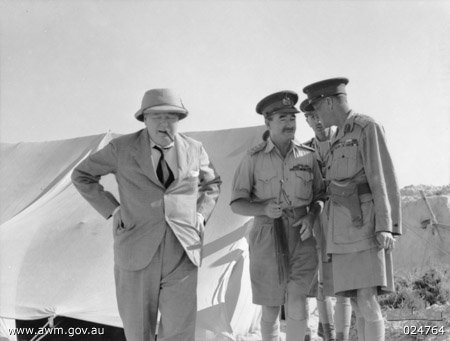
1942年8月5日、エジプト駐留イギリス軍を視察するチャーチル

イタリアのムッソリーニは大戦初期には中立を保っていたが、フランス戦のドイツの勝利が確実となった1940年6月になってドイツ側で参戦した。しかしイタリア軍は貧弱でフランスのアルプス山脈防衛部隊に返り討ちにされてしまった。続くバトル・オブ・ブリテンにはイタリア空軍も一部参加していたが、やはりその働きは杜撰を極めた。だがムッソリーニは、地中海の覇権を目指し、ヒトラーの援助の申し出も拒否して独断でエジプト王国（名目上独立国家だったが、実質的にはイギリスの軍事支配下にあった）とギリシャに侵攻を開始した。チャーチルは乏しいイギリスの物資と戦力をこの地中海の戦いに注ぎこんだ。アメリカの参戦を促すためにイギリスの勝利が必要であったが、簡単に戦勝を上げられそうなのは目下この戦域だけだったからである。この目論見は奏功し、1940年12月にエジプト駐留イギリス軍はイタリア軍を返り討ちにし、逆にイタリア植民地リビアへ侵攻し、イタリア軍をトリポリまで追い詰めた。イタリア軍を北アフリカから駆逐できればイギリスは地中海を自由に動けるようになり、物資確保の面で有利であった。またギリシャ戦線でもイタリア軍は敗北し、イギリスはここに空軍基地を設置してドイツの重要な資源地であるルーマニアの油田への空襲も狙えるようになった。
ヒトラーも看過できなくなり、地中海にドイツ軍派遣を決定した。1940年12月にはギリシャのイタリア軍救出のためのマリータ作戦を発動し、ついで1941年1月にはゾネンブルーメ作戦を発動してドイツアフリカ軍団がトリポリへ送られるようになり、2月にはその指揮官としてエルヴィン・ロンメル中将が派遣された。
一方チャーチルは中東軍司令官アーチボルド・ウェーヴェルの訴えを無視して北アフリカの兵力を強引にギリシャに割いたが、ドイツ軍に蹴散らされた。
ロンメル指揮下の北アフリカ・ドイツ軍もこれに乗じて1941年3月末からイギリス軍に対する攻勢を開始し、リビアのほとんどの地域からイギリス軍は駆逐された。トブルクだけはオーストラリア軍の勇戦でなんとか持ちこたえたが、そこも包囲された。チャーチルは6月にもトブルク包囲を解こうとイギリス中東軍司令官ウェーヴェル大将に命じてバトルアクス作戦を開始させたが、ドイツ軍に蹴散らされた。チャーチルはウェーヴェルを解任し、クロード・オーキンレック大将を後任とすると、11月にもクルセーダー作戦を開始させ、ドイツ軍を後退させた。しかし1942年5月からドイツ軍の反攻があり、6月までにリビアからイギリス軍は駆逐された（ガザラの戦い）。チャーチルはトブルク陥落を恐れ、守備軍に死守命令を下したが、司令官が独断で降伏してしまった。
トブルク陥落は、この数か月前のシンガポール陥落と相まって、イギリス国内に強い衝撃を与え、戦時中のチャーチル批判は1942年7月に最も強まった。議会では内閣不信任案が提出された。挙国一致内閣のオール与党だったため、不信任案自体は大差で否決されたものの、戦時の挙国一致内閣で内閣不信任案が提出されること自体が異例であった。このようなことは一次大戦時にも起きたことはなく、チャーチルはこれを「深刻な挑戦状」と捉えたという。19世紀以来続いているイギリスのエジプト占領体制も揺らぎ始めた。エジプト駐留イギリス軍は書類を焼き始め、パレスチナへの撤退準備を開始していた。これを見たエジプト民族主義者たちの間にはロンメルがイギリスの圧政から解放してくれるという期待感が広がっていた。エジプト王ファールーク1世も独立のチャンスが来たと見て反英内閣の組閣を計画したが、エジプトの実質的支配者であるイギリス大使ミレス・ランプソン (初代キラーン男爵)がエジプト王の宮殿を包囲し、「イギリスに逆らうつもりなら拉致する」と無法な脅迫をしたことでこの計画は水泡に帰した。もしエジプトをドイツ軍に突破された場合、失われるのはエジプト支配権だけではなかった。北アフリカのドイツ軍がコーカサスに進軍している東部戦線のドイツ軍と合流することになり、イギリスの「インドの道」は閉ざされ、大英帝国アジア支配体制のすべてが崩壊する恐れがあった。
だが、ロンメルの快進撃はここまでだった。ドイツ軍が勢いに乗って開始したエジプトへの進軍は7月中に停滞した。チャーチルは8月3日にもエジプト首都カイロに入り、チュニジアに上陸予定の英米軍支援のための攻勢に出ることを拒否したオーキンレックを解任し、第8軍司令官にバーナード・モントゴメリーを任じて新体制を整えた。10月から11月にかけてのエル・アラメインの戦いでモントゴメリー率いるイギリス軍はロンメルのドイツ軍を撃破し、さらに11月にモロッコとアルジェリアに英米軍の上陸が成功した。1943年3月にはロンメルは戦線を離脱し、北アフリカのドイツ軍は5月までに降伏した。

##### 独ソ戦勃発

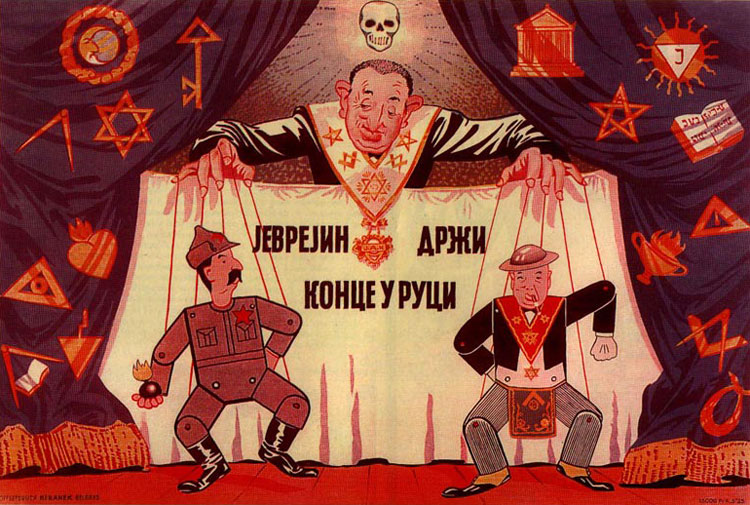
セルビア救国政府の陰謀論系のプロパガンダ・ポスター。フリーメイソンのユダヤ人に操られるスターリンとチャーチルの図

北アフリカ戦中の1941年6月22日にヒトラーはバルバロッサ作戦を発動し、東ヨーロッパのソ連占領地域にドイツ軍が侵攻を開始した。これを見てチャーチルはその日のうちにスターリンに無条件の協力を約束する電報を送った。この時チャーチルは秘書に「ヒトラーが地獄へ攻めいれば、私は地獄の大王を支援するのだ」と語ったという。
1941年8月にもイギリスとソ連は共同でイランへ侵攻し、同国の石油資源を確保しつつ、ソ連支援ルートを作った。当面イギリスがソ連に対して行える支援はこのルートを使っての物資支援に限られていた。スターリンはチャーチルにフランスへ上陸して「第二戦線」（西部戦線）を開くよう再三要求し、イギリス国内でも左翼が「即刻、第二戦線を」と街の壁のあちこちに落書きして歩くようになった。だがチャーチルはこれを拒否し続けた。一度、駐英ソ連大使が「第二戦線を開け」とあまりにしつこかった時には、つい最近までの独ソの近しい関係を引き合いに出し、「貴方がたに何か要求される筋合いはない」と突っぱねた。アメリカ参戦後にはアメリカのルーズベルトが第二戦線論に乗り気だったが、チャーチルはルーズベルトに直談判して中止させ、北アフリカのアルジェリア・モロッコへの上陸作戦に変更させた。結局、1944年6月のノルマンディー上陸作戦まで本格的な「第二戦線」が開かれることはなかった。労働党党首のアトリーは、「第二戦線」を直ぐに開くべきでないとするチャーチルの方針を擁護した。

##### 大西洋憲章

1941年8月、戦艦プリンス・オブ・ウェールズ上のチャーチルとアメリカ大統領ルーズベルト

1941年8月にはイギリス自治領カナダ・ニューファンドランド島沖に停泊中の戦艦プリンス・オブ・ウェールズ上でアメリカ大統領ルーズベルトと会談した。ここで両首脳は「大西洋憲章」を締結した。これは第一次世界大戦時にウィルソンが発表した14カ条を真似たもので領土不拡大や民族自決を盛り込んでいた。後に国際連合憲章の原型になった米英の共同文書として知られている。
だがチャーチルはこの憲章の適用範囲はドイツ支配下のヨーロッパ諸国のみであり、大英帝国が広がるアジアやアフリカは除外されるべきと主張した。そのことを憲章の民族自決に関する条項にも盛り込ませようとしたが、アメリカはかねてから大英帝国の破壊を目論んでいたため、拒否された。ルーズベルトが「永久平和の手段」として世界自由貿易を提案したのに対して、チャーチルは「帝国内関税特恵制度を変更するつもりはない」と拒絶した。だがルーズベルトはなおも食い下がり、「ファシスト奴隷制と闘いながら、同時に自分たちの18世紀的植民地支配体制から全世界を解放する気はないというのはいかがなものか」などとイギリス批判をはじめた。これを聞いたチャーチルは激昂のあまり卒倒しかけた。しかしアメリカがなんと言おうとチャーチルはアジアとアフリカは憲章の適用外という解釈を取り続け、憲章締結後も植民地の民族運動家に対する弾圧をやめなかった。また憲章のうち領土不拡大という理念もやがて英米ソの三国が領土分割を約束し合うようになったことで、完全に無視されるに至った。
またこの会談の際、ドイツの同盟国であり、南西太平洋地域のフランス植民地に進駐した日本に対して戦争も辞さない強硬な姿勢をとるべきことがチャーチルの発案により米英両国で確認された。これに基づいてか、アメリカは11月に日本に対して「中国から撤兵せよ。満洲事変以前の状態に戻せ」というこれまでにない強硬要求を突き付けた。日本を戦争に追い込むための挑発だったという説もある。

##### 日本との開戦とアメリカの参戦
1941年12月7日未明の大日本帝国陸軍によるマレー作戦で日英間が開戦した。日英が交戦状態となったことを知らせる駐英日本大使への通知はやけに丁重で、「閣下の忠実なる僕、ウィンストン・S・チャーチル」という署名で結んでいた。チャーチルによれば「これから殺す相手にはできるだけ丁重にした方がいい」のだという。チャーチルはその翌日に日本に宣戦布告した。
マレー作戦の直後に行われた真珠湾攻撃で日米も開戦した。日米開戦の報告を聞いたチャーチルは大喜びし、早速ルーズベルトに電話した。ルーズベルトは「その通りだ。日本は真珠湾を攻撃した。これで我々は同じ船に乗ったわけだ」とチャーチルに語ったという。チャーチルの回顧録は「その日の夜、興奮と感動で疲れ果てていたが、私は救われた人間、感謝の気持ちに溢れた人間として眠りに付くことができた」と書いている。
さらに日本の同盟国のドイツとイタリアも11日にアメリカに宣戦布告した。これもチャーチルにとっては願ってもないことだった。回顧録の中でチャーチルはこの時に勝利を確信したと主張している。「ついにアメリカがその死に至るまで戦争に突入したのだ。これで我々は戦争に勝った。イギリスと大英帝国は滅亡を免れたのだ。ヒトラーの運命は決まった。ムッソリーニの運命も決まった。日本人にいたっては粉微塵に粉砕されるだろう」と書いている。1941年末に訪米したチャーチルは、アメリカ議会で「一体日本人は我々をどういう国民だと思っているのか！我々がそんなに簡単に屈する国民だと思っているのか！」と演説をした。
なお数年前から日本と交戦状態にある中華民国総統蔣介石の政府とも連携関係に入ったが、チャーチルは蔣介石に「ドイツとの戦線が最優先であり、日本との戦線は二義的意味しかない」と通達している。蔣介石政府はすでにアメリカから大量の支援を受けていたにもかかわらず、その多くを自らの私財として貯め込むような腐敗政権であり、このような政府を支援してもまともな戦いは期待できなかった。同盟国というよりも「お荷物に近い存在」だったことを知っていたためともいわれる。

##### 対日戦
マレー作戦

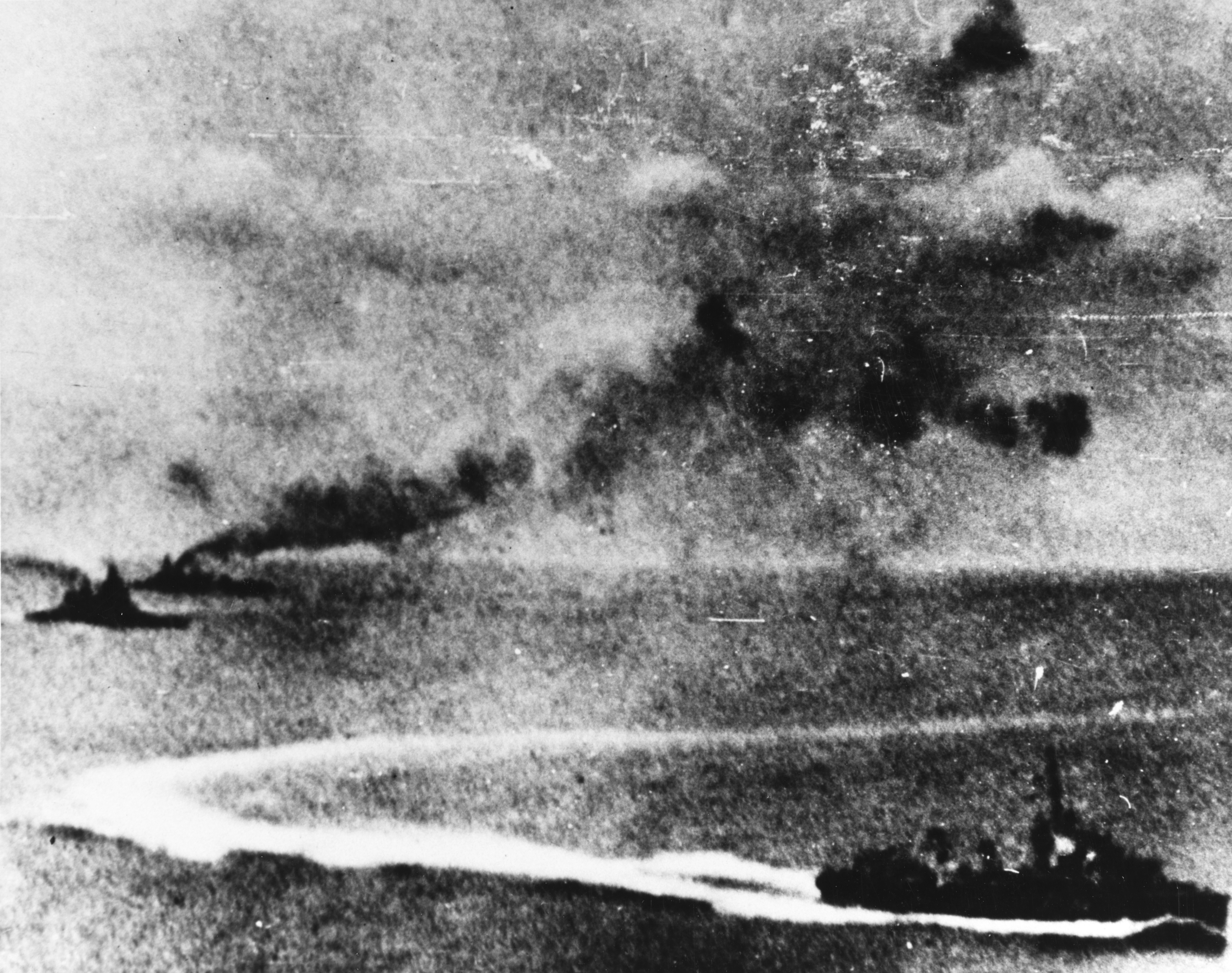
マレー沖海戦におけるプリンス・オブ・ウェールズとレパルス

北部マレー半島で日本軍は数的にはわずかに優勢であるにすぎなかったが、制空権、戦車戦、歩兵戦術、戦闘経験において優越していた。日本軍は瞬く間にマレー半島のイギリス軍を屈服させ南下を続けた。さらにイギリス領シンガポール沖ではイギリスの戦艦プリンス・オブ・ウェールズと巡洋戦艦レパルスが日本軍の爆撃機によって沈められた。チャーチルは「あの艦が」と絶句し、「戦争全体で（その報告以外）私に直接的な衝撃を与えたことはなかった」「私は、ベッドの中で、身もだえした。もう、アジアは、日本のものになった」と後に回顧録の中に記している。
香港陥落
イギリスが阿片戦争で獲得した永久領土である香港島を含む香港は、1941年12月8日の日本軍の侵攻開始よりわずか18日間の戦いで日本軍の手に落ちた。
シンガポール陥落

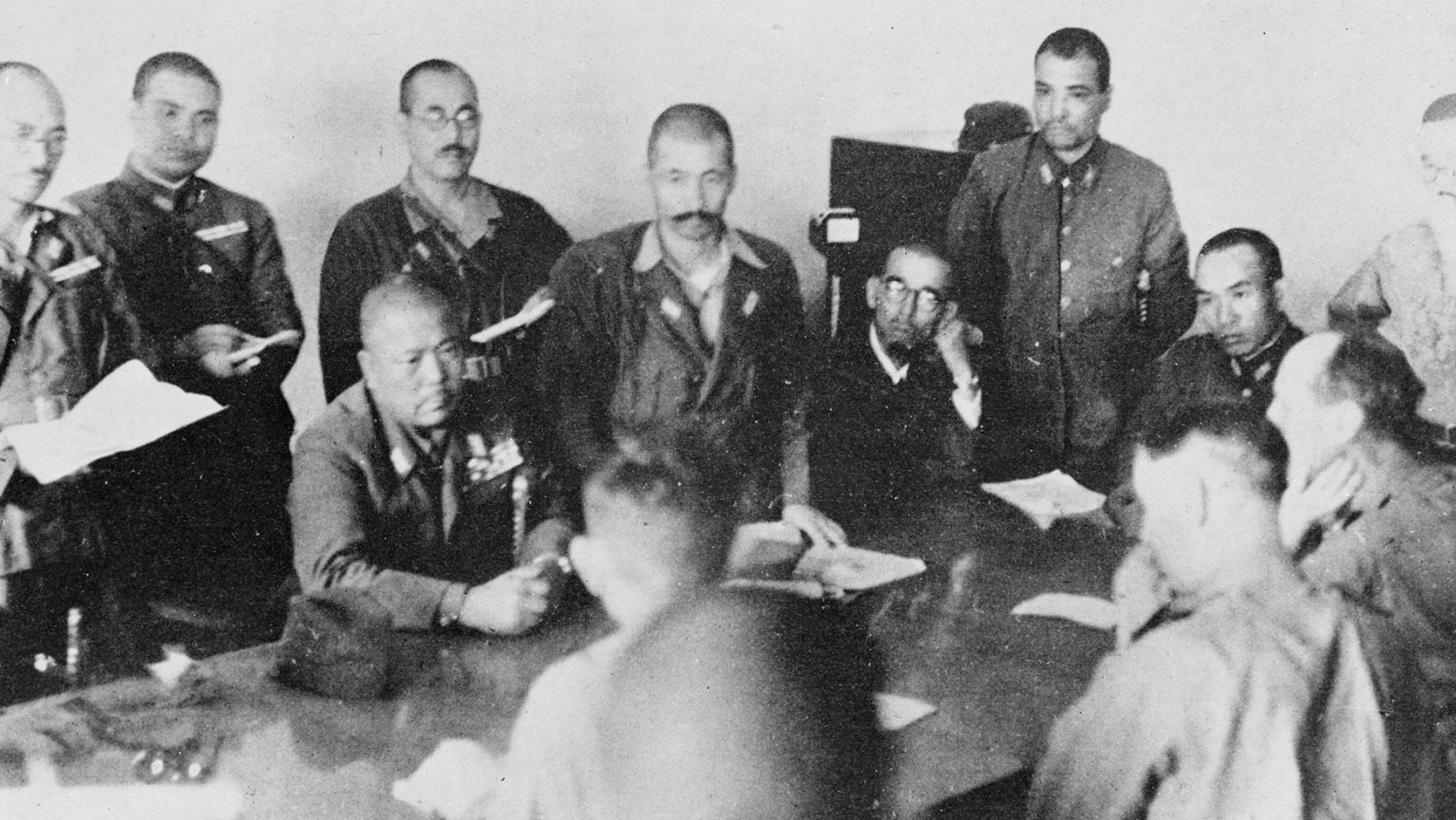
1942年2月15日、シンガポール。山下奉文中将と降伏交渉を行うパーシバル中将

1942年1月終わりからシンガポールは日本軍に包囲されたが、チャーチルは同市のイギリス軍に死守命令を下し、降伏を許さなかった。また「アジア人に対するイギリスの威信が弱まる恐れがある」として「包囲」という言葉の使用を禁じた。だが日本軍による猛攻を受けて、現地司令官アーサー・パーシバル中将は独断で包囲軍司令官山下奉文中将に降伏を申し出、シンガポールは陥落、イギリス軍、オーストラリア軍などからなる連合国軍12万人から13万人が捕虜となった。
シンガポールはイギリスがほぼゼロから作り上げ、世界第4位の港にまで育て上げた大英帝国繁栄の象徴であっただけに、それが陥落した衝撃は大きかった。  「シンガポールは難攻不落」と豪語していたチャーチルは、先の2隻の戦艦の撃沈に続き、マレー半島全域の喪失とシンガポール陥落とそれに伴う多くの戦死者、捕虜を出したことで国会において野党の労働党からの厳しい追及を受け、ショックのあまり寝込んでしまったという。
またチャーチルは自書で「英国軍の歴史上最悪の惨事であり、最大の降伏」と評している。一時は心労のあまり首相辞任を考えるほどであった。
ビルマ、インド
日本軍は更にイギリス領インド帝国に隣接する植民地であるビルマにも進軍を開始した。こうした中でインドの全インド会議派委員会は独立のチャンスが来たと見て1942年8月より反英闘争「インド退去運動(Quit India Movement)」を開始し、イギリス当局は徹底的に弾圧した。ガンジーやネルー、全インド会議派委員会幹部が次々と逮捕・投獄されていった。
この直後、またしてもアメリカから「インドに大西洋憲章を適用せよ」との横やりが入ったが、チャーチルは拒絶した。この後もアメリカはしつこくイギリスのインド支配破壊を画策し続け、我慢の限界に達したインド総督リンリスゴー侯爵は、1943年に本国インド担当省に対して「善意の干渉家がアメリカから流出してくるのを防いでほしい」と要請している。
インド洋、セイロン
日本海軍は、1942年4月に行われたセイロン沖海戦などでイギリス海軍を駆逐し、これまでは「イギリスの海」であったインド洋の制海権を手にした。この為にイギリスやインドとオーストラリア間の海上貿易や軍用品の供給は止まることを余儀なくされた。さらにシンガポールやペナンの日本海軍基地にドイツ海軍やイタリア海軍の潜水艦が常駐し、インド洋で通商破壊戦を行う有様であった。さらに日本海軍はアフリカ大陸沿岸のマダガスカルに上陸し、同地でイギリス軍との間に陸戦を展開した。
オーストラリア
南下した日本軍はオーストラリアへの攻撃を開始し、1942年初頭から1943年暮れにかけてオーストラリア本土への空襲を実施した。
これらのアジア太平洋の戦局の方は、1943年中盤以降はアメリカのダグラス・マッカーサー大将が率いる「飛び石作戦」の導入により、オーストラリア軍やニュージーランド軍の協力を受けて日本への反撃の主戦地を太平洋諸島に移しており、イギリスの出る幕はなくなっていった。この状況についてイギリスの外交文書も「マッカーサー将軍の一人遊び」、「マッカーサー将軍の独裁」という表現をよく使用するようになる。

##### イタリア半島上陸
北アフリカ戦線に勝利した米英軍は、イタリア侵攻が可能となった。1943年7月にシチリアへ上陸作戦を決行して成功。連合国の激しい空襲でイタリア人の戦意は衰え、ストライキや暴動が多発し、ムッソリーニは失脚。後任の首相ピエトロ・バドリオは9月にも連合国と講和し、イタリアは戦争から脱落した。この後イタリアはドイツ軍によって占領されたため、結局戦場になった。米英軍は1943年9月9日にナポリの南方サレルノへの上陸に成功したが、アルベルト・ケッセルリンク元帥率いるドイツ軍の勇戦で米英軍は散々に蹴散らされてほとんど侵攻できなかった。最終的にはノルマンディー上陸作戦に呼応した1944年5月の攻勢でようやくドイツ軍を押し込むことに成功し、1944年6月4日にローマを陥落させた。

##### カイロ会談とテヘラン会談

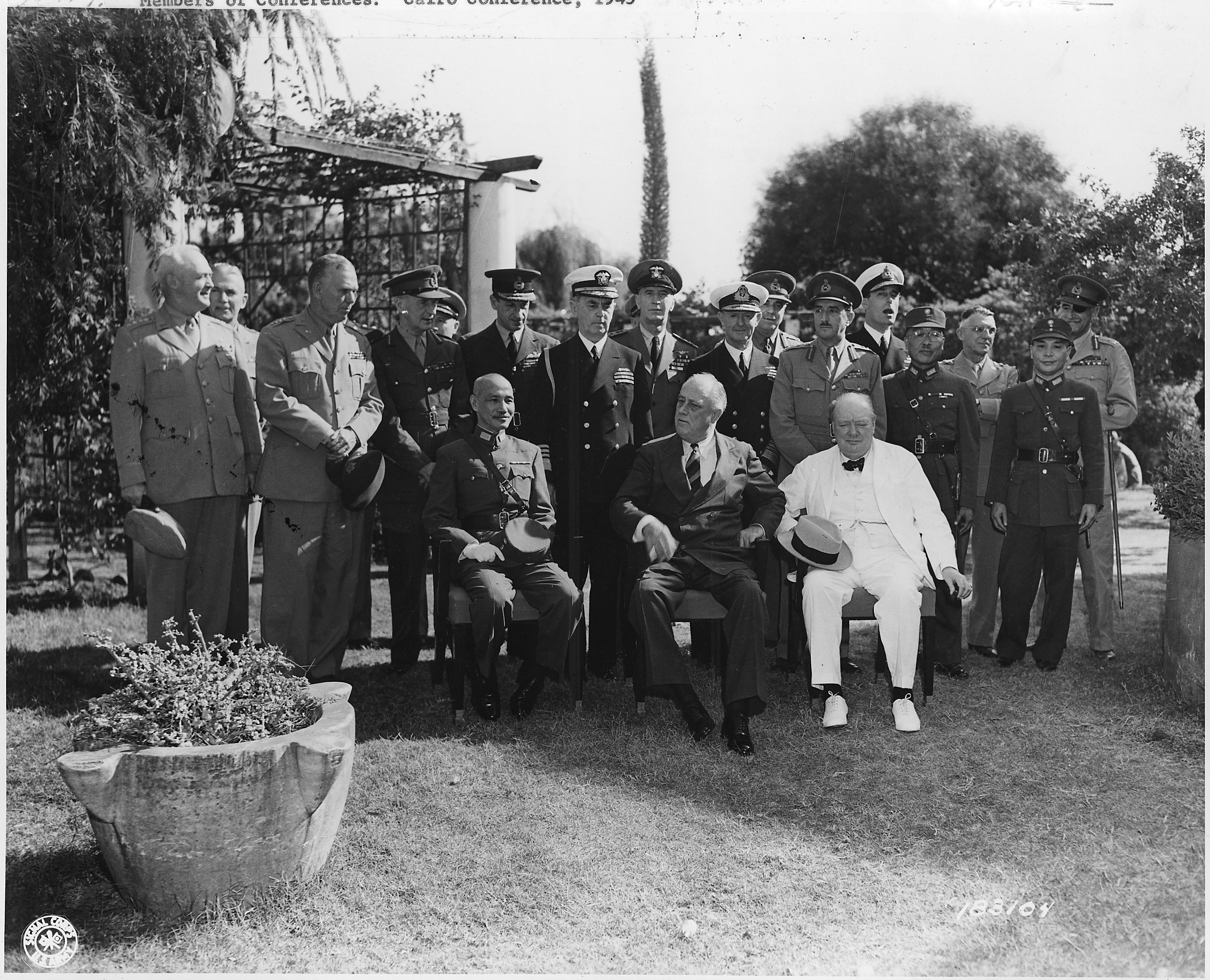
カイロ会談の際の蔣介石、ルーズベルト、チャーチル

1943年11月、エジプト・カイロでルーズベルト、蔣介石と会談を行い、対日問題を協議した（カイロ会談）。ルーズベルトは蔣介石と仲が良く、以前から香港を日本から奪還したらイギリスではなく蔣介石に渡そうと目論んでいた（香港奪還後イギリス軍がただちに香港総督府にイギリス国旗を立てて植民地統治を再開したのでこの企みは阻止できた）。さらに戦後には中華民国を第四の大国にしようなどという構想さえ思い描いていた。チャーチルは中華民国など全く興味がなかったし、蔣介石とも話はしたが、何の感銘も受けなかった。こんな国を第四の大国にしようなどというアメリカの考えには到底賛成できなかった。
続けて、11月から12月にかけて英ソ占領下のイラン・テヘランでルーズベルトとスターリン、チャーチルの初めての会談を行った（テヘラン会談）。ちょうどこの会議中にチャーチルは69歳の誕生日を迎えたため、3人はバースデーケーキの前で会談した。この会議で翌年5月にも米英軍が北フランスと南フランスに上陸作戦を決行することと、それに呼応してソ連軍が攻勢に出ることが約束された。またチャーチルは地中海のイギリスの覇権を確保しようとエーゲ海方面での作戦を提案したが、ルーズベルトに阻止された。会議ではスターリンの高圧的な態度が目に付いた。だがルーズベルトは「スターリンはチャーチルと違い帝国主義者ではない」と思っており、スターリンに好感を持っていた。何百万人も殺戮してきたスターリンに好感を抱くルーズベルトとは感覚が違い過ぎることを痛感させられる場面もあった。戦後のドイツ軍将校たちの処分について三巨頭の間でこのような会話があったという。
- スターリン「5万人は銃殺すべきだな。特に参謀将校は全員銃殺だ。」
- チャーチル「そんな大量処刑は英国議会も国民も黙ってはいない。そんな非道を許して私と我が国の名誉を汚すぐらいなら、私は今この場で庭に引きずり出されて銃殺された方がマシだ。」
- ルーズベルト「では、こう言う中間策でいこうではないか。4万9000人を銃殺だ」

##### ノルマンディー上陸作戦と共産化阻止

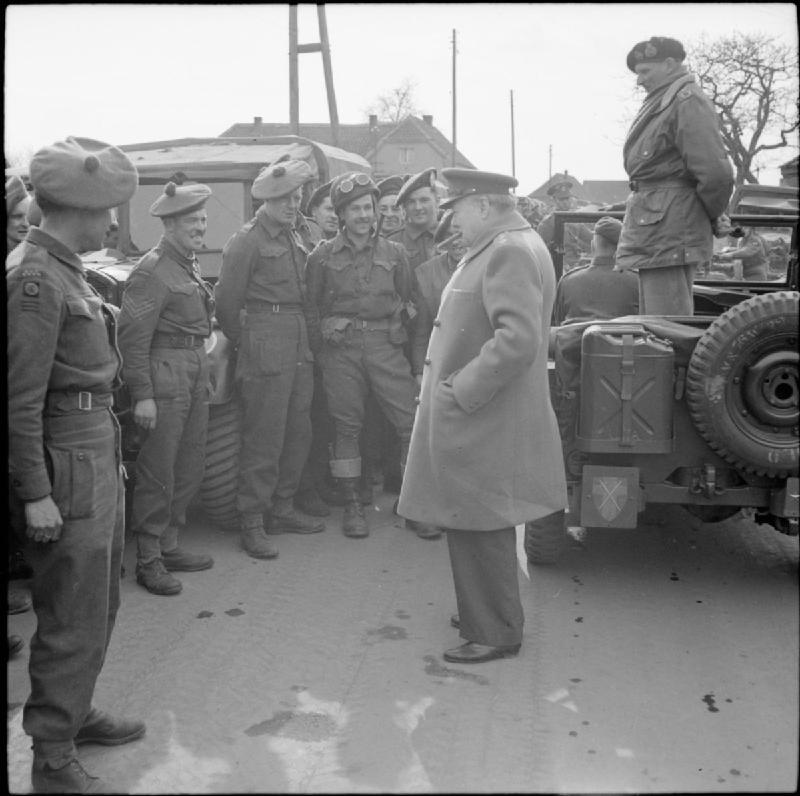
ドイツへ侵攻するイギリス軍部隊を視察するチャーチルとモントゴメリー

1944年6月6日にはドワイト・アイゼンハワー元帥率いる連合国軍がノルマンディー上陸作戦に成功し、ドイツにとっての西部戦線が形成された。これに呼応してイタリア半島戦線の英米軍や東部戦線の赤軍も攻勢(バグラチオン作戦)を開始した。ドイツは1943年から本格化した連合国軍の空襲に苦しめられ燃料やベテラン兵員の不足によりこのような大規模な一斉攻勢を抑える力はもはやなかった。8月24日にはパリが陥落、1944年末までにはフランス全土からドイツ軍は駆逐された。11月11日にチャーチルはパリを訪問し、臨時政府大統領となったシャルル・ド・ゴールとともに無名戦士の墓に花をささげた。
一方、チャーチルの懸念はもはやドイツではなく、戦後のソ連の脅威であった。ゲリラが多いバルカン半島は戦後共産化してソ連に呑み込まれる可能性が高かった。チャーチルは、これを阻止すべく1944年8月にもユーゴスラビアのチトーと会見し、ユーゴを共産化しないとの言質を得ている。10月にはモスクワを訪問し、スターリンとの間にバルカン半島諸国の英米ソの勢力割合を話し合った。
同じ月にイギリス軍はギリシャへ上陸して同国を占領したが、12月には共産主義勢力ギリシャ人民解放軍が反乱を起こす。チャーチルはこれを徹底的に鎮圧させた。これには「イギリス人はドイツと戦ってきたギリシャの愛国者たちをアメリカの武器で殺している」としてアメリカやイギリス国内から批判が起こったが、この時のチャーチルの処置のおかげでバルカン半島の中でギリシャだけは共産化を免れた。チャーチルは回顧録の中で「ナチズムとファシズム亡き今、文明が直面しなければならない危険は共産主義であることを私は見抜いていた」と書いている。

##### ヤルタ会談

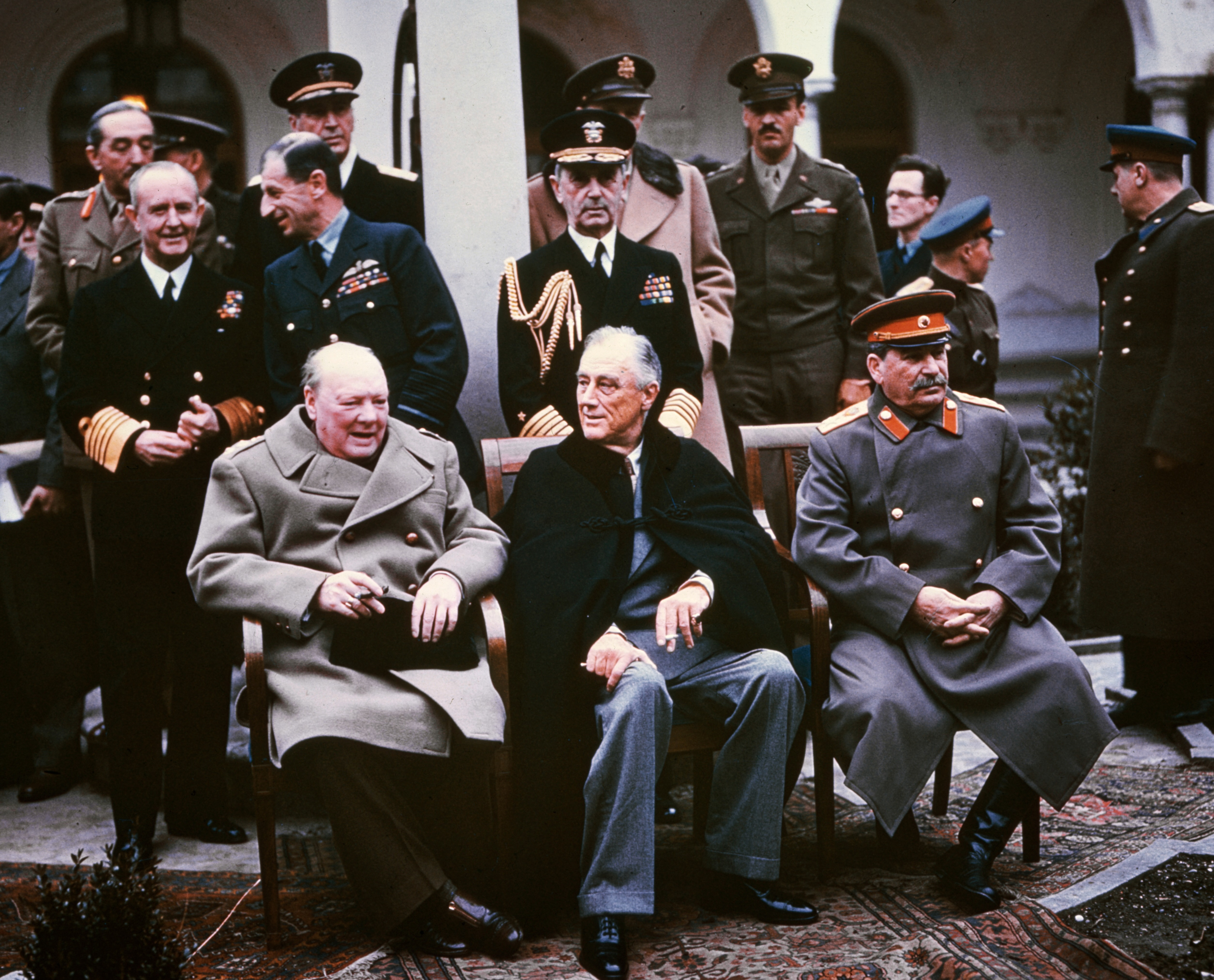
ヤルタ会談の三巨頭。左からチャーチル、ルーズベルト、スターリン

1945年2月、ソ連領クリミア半島のヤルタでスターリン、ルーズベルト、チャーチルの三巨頭によるヤルタ会談が行われた。ドイツを無条件降伏させ、その後、英米ソ仏で分割占領することがこの会談で取り決められた。当初、ルーズベルトとスターリンは英米ソの三国だけで分割占領するつもりだったが、チャーチルの説得でフランスも入れられることになった。この会談で日本と中立条約を結ぶソ連が対日参戦する密約も結ばれた。
この会談で一番揉めたのはポーランド問題だったが、これは結局ソ連優位で妥協する形となり、ソ連が送る「民主的指導者」がポーランドを統治することが取り決められた。チャーチルは回顧録の中で「これが米英ソの同盟関係を破綻に導く最初の大きな原因となった」と書いている。
また国際連合に関する構想もヤルタ会談で本格的に具体化された。大国の拒否権制度もこの時に決まった。チャーチルも「我が国の帝国主義的利益を守るためには必要不可欠」として拒否権制度に賛成した。ちなみに国際連合はヤルタ会談で開催が決められた1945年5月のアメリカ・サンフランシスコでの連合国会議において正式に創設されている。

##### V-Eデー

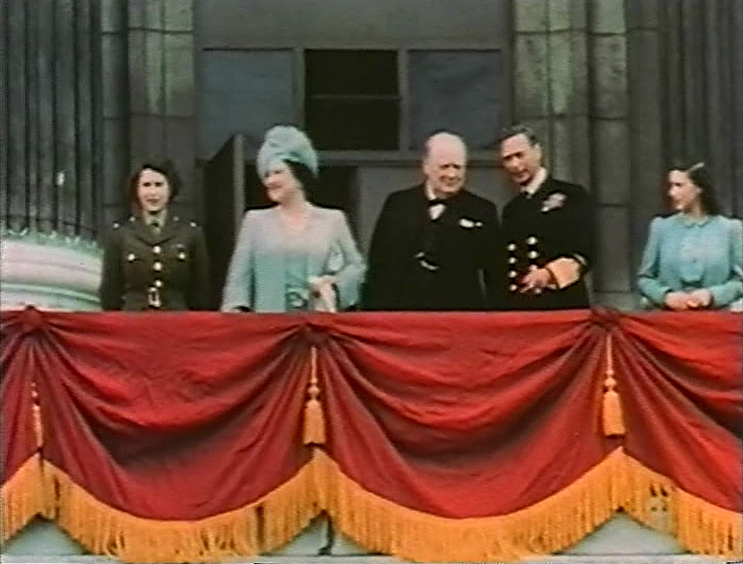
ジョージ6世らとともにバッキンガム宮殿のバルコニーに立つチャーチル（1945年5月8日）

保健省のバルコニーから群衆に演説するチャーチル（1945年5月8日）

1945年春に英米軍と赤軍は東西からドイツ領へ侵攻を開始し、1945年4月30日にヒトラーは赤軍が迫り来るベルリン内の総統地下壕内で自殺に追い込まれた。ヒトラーの遺書の指名でドイツ大統領となったカール・デーニッツ提督は5月8日に無条件降伏し、ヨーロッパ戦争は終結した。
「V-Eデー」と呼ばれたこの日は、1918年の第一次世界大戦終結時のようにビッグ・ベンが鳴り、人々は街に繰り出してお祭り騒ぎとなった。庶民院議員たちはみんなでウェストミンスター寺院に参拝し、神に感謝を捧げた。チャーチルはジョージ6世ら王室メンバーとともにバッキンガム宮殿のバルコニーから観衆に手を振った後、保健省のバルコニーから群衆に「これは諸君の勝利である」と宣言し、皆で愛国歌「ブリタニアよ、支配せよ」を熱唱した。

##### アジアにおける勝利と大英帝国の没落
「V-Eデー」によりアジアを除く戦前の大英帝国は全て戻り、新たに北アフリカ全域、レヴァント地方、イランがイギリス軍の占領下に置かれていた。地中海の支配権も戦前以上に強力にイギリスが握っていた。さらにイギリス軍はドイツとイタリアとオーストリアを分割占領していた。チャーチルはそれをもって大英帝国衰退論を否定し、「大英帝国はそのロマンティックな歴史上、いつの時代よりも強力になっている」と宣言した。
しかしそれは幻想だった。ビルマにおける日本軍との戦いは終わりに近づいていたものの、未だにマレー半島やシンガポール、香港などの旧植民地は日本軍の占領下にあった上に、これらのアジアの植民地におけるイギリスの権威は完全に失墜していた。さらにもはやイギリスには大英帝国を維持する力もなくなっており、実際にこの後10年程度の間に、インドやセイロン、マレー半島やパレスチナ、スーダンなど帝国の多くの地域が独立した。
さらにイギリスの海外投資は戦前の4分の1に激減し（ケインズの試算によると、日本軍による攻撃以外に本土に対する攻撃を受けなかったアメリカの損失の35倍とされる）、イギリスの産業・貿易は衰退、国民生活は困窮した。武器貸与法は失効し、米英借款協定(Anglo-American_loan)によって物資をローンで購入したせいで80億ポンドの負債を抱えることになったうえ、イギリスの工業産業は事実上兵器産業だけになってしまい、もはや世界の覇権国の地位をアメリカに奪われるのを防ぐ手段はなかった。
勇ましい言葉で自国の力を誇示しながら、チャーチル自身も大戦中から自国の没落を肌で感じ取っていた。テヘラン会談の際に「我々が小国に堕ちたことを思い知らされた。会談にはロシアの大熊、アメリカの大牛、そしてその間にイギリスの哀れなロバが座っていた」と秘書に漏らしている。
自国の没落に加えてチャーチルが不安だったのは、スターリンの台頭であった。1945年4月に、スターリンと仲よしのルーズベルトの死でアメリカ政府もようやく共産主義を危険視するようになったものの、すでに手遅れな感があり、東ヨーロッパの大半はスターリンの支配下に堕ちていた。チャーチルは回顧録の中で「第二次世界大戦の長い苦悩と努力の末に実現されたことは、一人の独裁者（ヒトラー）が、他の独裁者（スターリン）に代わっただけであった」と書いている。

##### 退陣

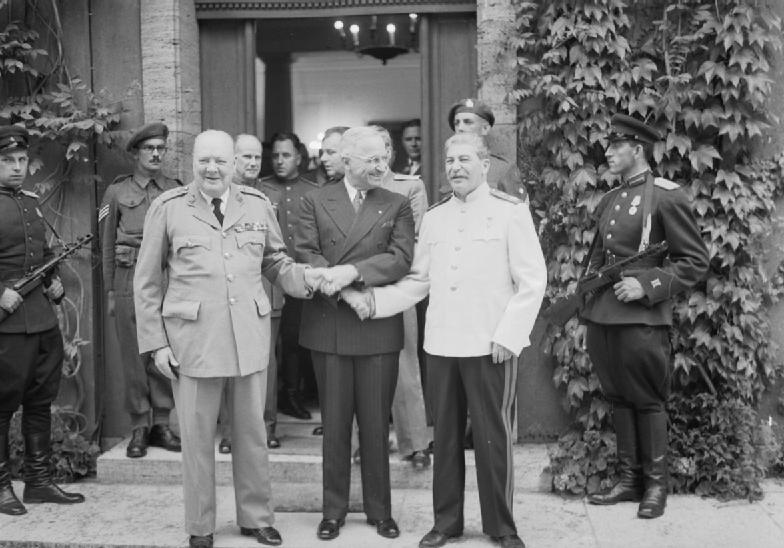
ポツダム会談の際のチャーチル、アメリカ大統領トルーマン、スターリン。チャーチルは選挙戦中、この会議に出席したが、開票が近付くと帰国し、選挙に惨敗して再び出席することはなかった

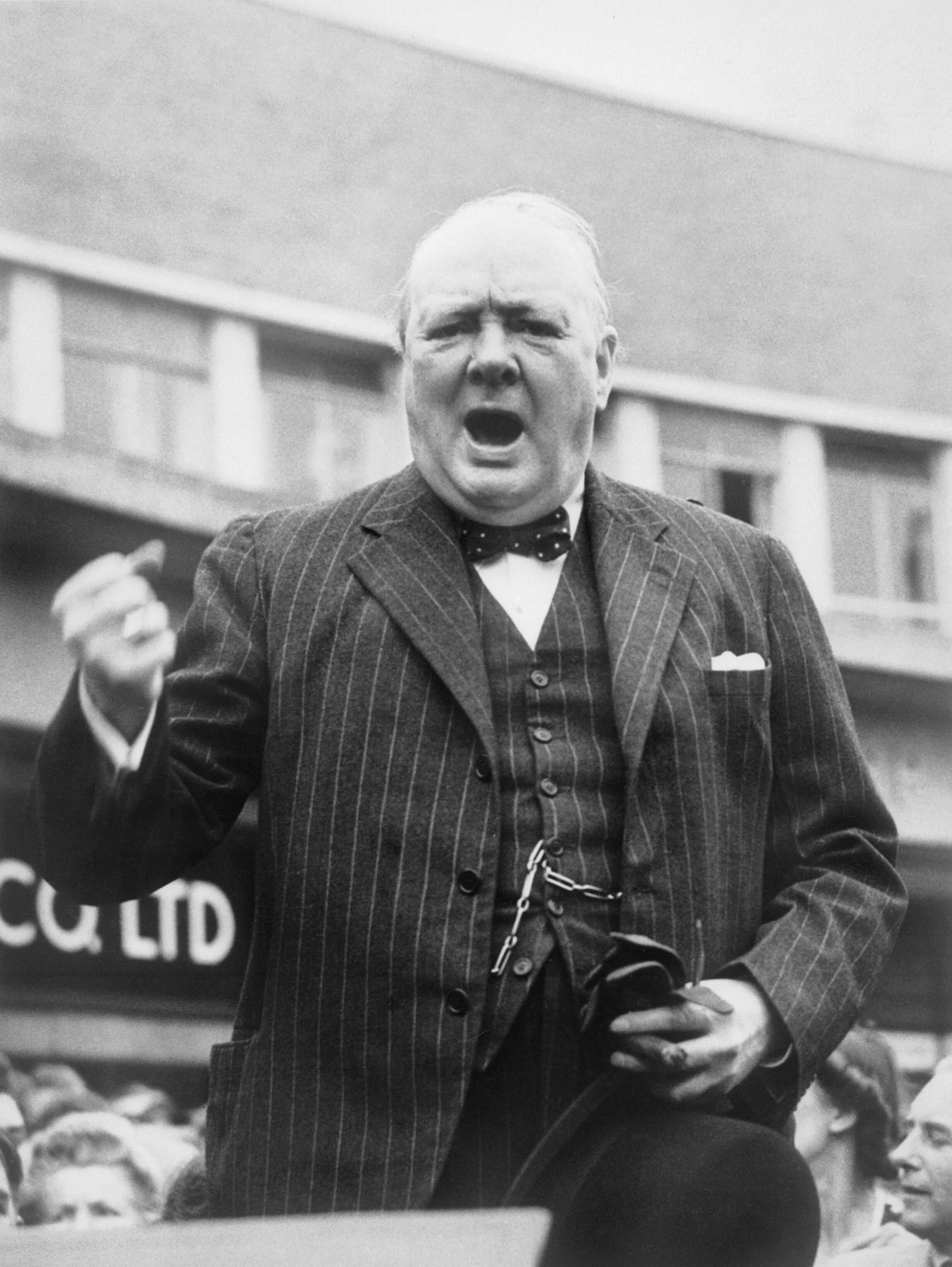
1945年イギリス総選挙に向けて演説をするチャーチル

1935年以来、イギリスでは選挙が行われていなかった。チャーチルは1944年10月にドイツとの戦争が終結次第、解散総選挙を行うと宣言していた。労働党も1944年の党大会で戦争終結後の総選挙では、挙国一致内閣を解消して野党として戦うことを決定していた。
ドイツ降伏で労働党から解散総選挙すべきとの声が強まった。チャーチルは「日本の降伏までは挙国一致内閣を続けるべきである」と主張したが、労働党はそれを拒否した。保守党内でもチャーチルが英雄視されている今のうちに総選挙に打って出た方が保守党に有利とする意見が多かった。
チャーチルは1945年6月15日に庶民院を解散し、7月5日に総選挙が行われた。結果は労働党394議席、保守党213議席、自由党12議席となり労働党が圧勝した。労働党は「未来に目を向けよう」をスローガンに社会保障政策やイングランド銀行、燃料・動力産業、鉄鋼業の国有化など社会改良主義政策を主張した。対するチャーチル率いる保守党も社会保障政策を公約に掲げていたが、その訴えはチャーチルの戦功を誇示し、また労働党と社会主義政策を批判することを中心としていた。チャーチルはラジオ演説で労働党やアトリーが主張する政策は「社会主義である」として批判し、「社会主義は全体主義や卑屈な国家崇拝と不可分の存在」「教条主義的社会主義者は自由な議会を敵視する」「社会主義のたどり着く先はゲシュタポの弾圧政治」と国民に訴えたが、つい先日まで彼の内閣の閣僚だったアトリーをゲシュタポ扱いする罵倒は評判が悪かった。またチャーチルは、保守党、労働党のどちらが政権を握ってもイギリスの外交上の一貫性が保たれるよう、ソ連占領下ドイツ・ポツダムで開催予定の米英ソ三国首脳によるポツダム会談にアトリーも連れていこうと考えていたが、これに対して労働党全国執行委員会のハロルド・ラスキ委員長は強く反対し、アトリーに行かないよう指示を出した。アトリーは議会内労働党の党首だが、労働党の党規約では全国執行委員会が党内での地位が最も高く、議会内労働党もその指示に従わねばならなかった。チャーチル率いる保守党はこれを労働党の「党指導部絶対」「議会政治軽視」の体質と批判した。保守党は「ナチス総統ラスキ」などという表現を使って批判運動を行ったため、逆に保守党の方が批判を招く結果となった。
この選挙結果については様々な説があるが、前述の個人攻撃についての不評よりも、慢性的な保守党の人気の凋落が原因と考えられる。ギャラップの世論調査によれば、チャーチルの人気は高かったものの、労働党は1942年以降順調に支持率を上げており、それに勝てなかっただけということのようである。また労働党の大勝は小選挙区制度の賜物でもあり、得票数で見れば実は労働党は過半数も獲得していない。
ともかくこの議席差ではチャーチルは退任せざるを得ず、7月26日に国王ジョージ6世に辞表を提出した。国王からの慣例の次期首相の下問に対してアトリーを推挙した。またこの際に国王からガーター勲章を授与するとの叡慮があったが、「選挙に敗れた首相が、どうして陛下からガーター勲章を頂けますでしょうか」と述べ、拝辞した。国王はアトリーを首相に任じ、労働党単独のアトリー内閣が発足した。

#### 野党党首として

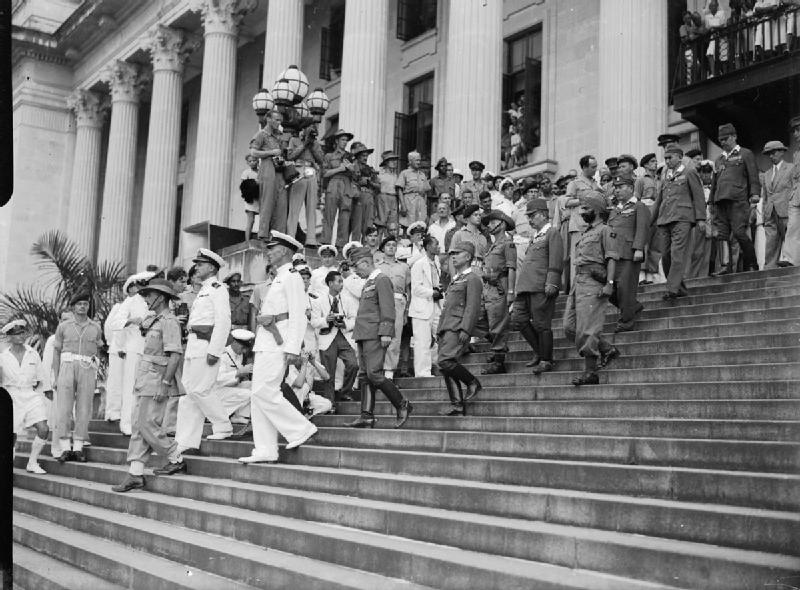
シンガポールでイギリス軍に降伏する日本軍

下野したチャーチルは70歳になっていたが、引退する気はなく、引き続き保守党党首に留まった。1945年8月に日本が連合国に対して降伏し、第二次世界大戦が終結したことを受けて、この後に『第二次世界大戦』を全6巻で著し、1948年から1年ごとに1巻ずつ出版されていった。
チャーチルの口述方式で著され、チャーチルの自画自賛や、反ファシズムを主導していたアトリーら労働党政治家の過小評価が目立つが、陸海軍将官や歴史学者などを総動員した大著となった。この本はベストセラーとなり、チャーチルに莫大な富をもたらし、首相在任中の1953年にはノーベル文学賞の受賞にも至っている。しかしチャーチルはノーベル平和賞を欲しがっていたので、文学賞の受賞には失望したという。

##### 反共闘争

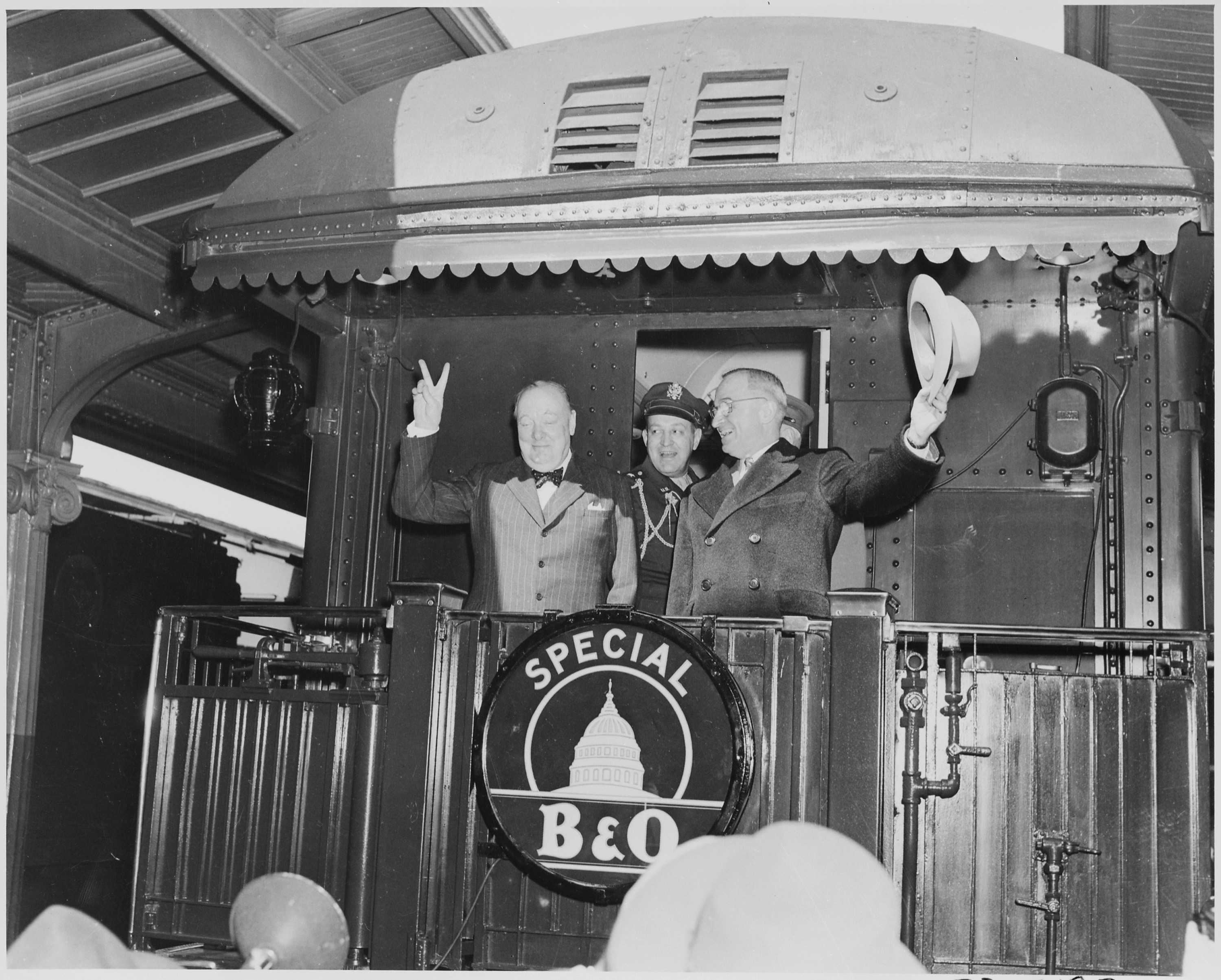
1946年3月、アメリカ・ミズーリ州へ向かう列車の中でVサインをするチャーチル。トルーマン大統領とともに

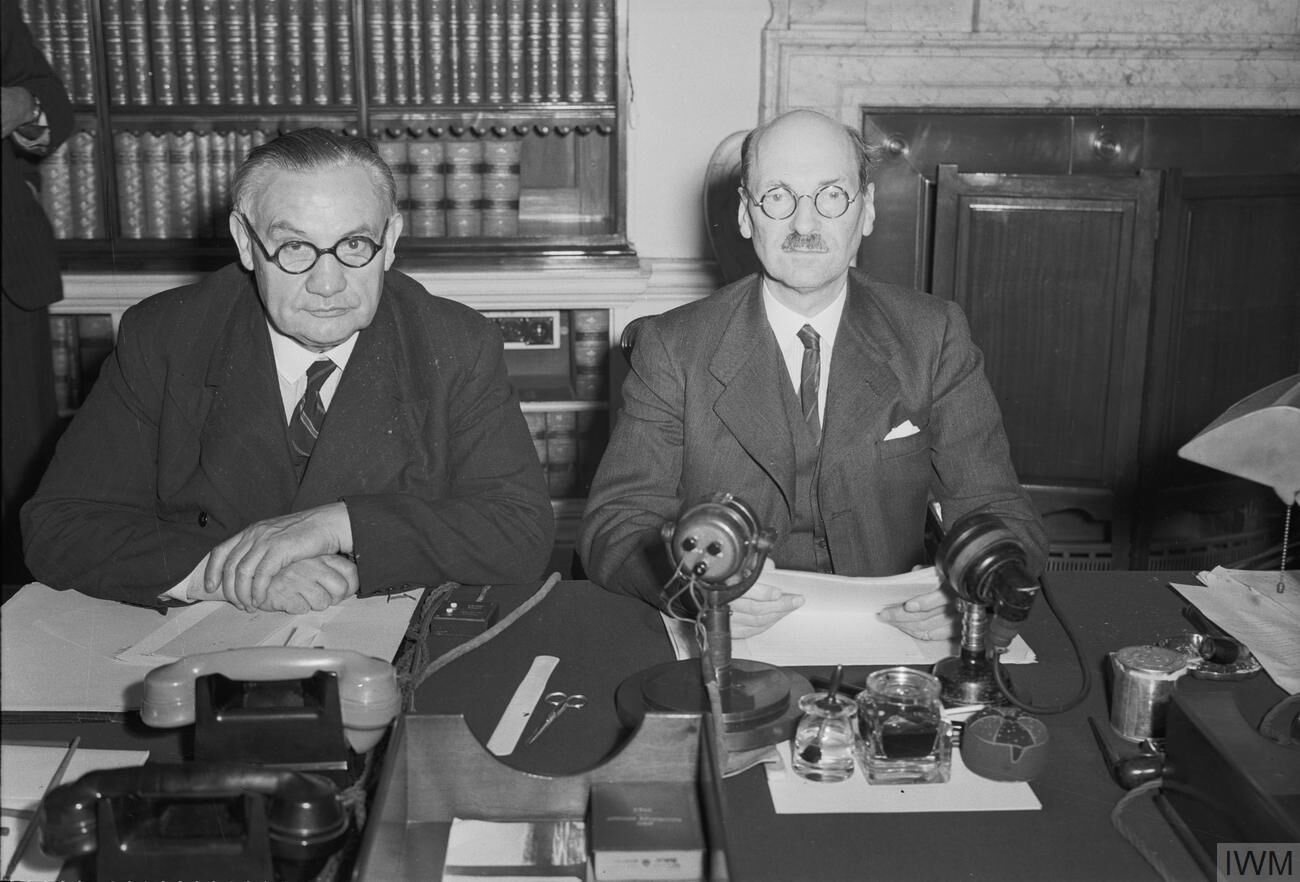
首相アトリーと外相ベヴィン。

アトリー内閣は公約通り、イングランド銀行や重要産業の国有化を行い、また国民保健サービス（NHS）創設、国民保険法や国家扶助法の制定、累進課税強化などの社会改良主義政策を推し進めていった。また雇用の統制も図り、アトリー政権下においては事実上完全雇用が達成され（失業率2％以下）、失業問題を根絶することに成功した。これに対してチャーチルは「困窮を均等化し、欠乏を組織化するこの政策が長く続けば、ブリテンの島々は死せる石と化す」「労働党政権は第二次世界大戦にも匹敵するイギリスの災厄」「イギリスは社会主義の悪夢に取りつかれている」「社会主義は必ず経済破綻と全体主義をもたらす」と強く批判した。
老いて反共闘争意欲がますます盛んとなったチャーチルは1946年3月にアメリカ・ミズーリ州フルトンで「鉄のカーテン」演説を行った。
さらにこれに対抗する「英語諸国民の兄弟としての団結」を訴えた。これ以降、スターリンはいよいよチャーチルを「戦争屋」「反ソ戦争挑発者」「ヒトラーのドイツ民族優越論に匹敵する英語圏国民優越論者」と批判した。
一方ルーズベルト時代の親ソ方針を全面破棄する事を決意していたアメリカのトルーマン大統領もチャーチルのフルトン演説にこたえて、1947年3月にトルーマン・ドクトリンを発表し、ソ連封じ込めの反共政策をアメリカの公式政策に決定した。アトリー内閣は初め、イギリスをアメリカとソ連の中間に立つ「第三勢力」にしようと考えていた。この頃の世論は、ソ連とも友好関係を維持すべきであり、むやみやたらにソ連との緊張関係を作るべきでないとするのが一般的で、庶民院でチャーチルの「鉄のカーテン」演説を非難する動議が提出されると、100名ほどの議員がそれに賛同した。チャーチルは、ソ連脅威論についての「鉄のカーテン演説」を行う旨を事前に首相のアトリーに通告していたが、アトリーはそれに対し、肯定するわけでも否定するわけでもなく、特にアクションを取らなかった。しかしアトリー内閣は、次第にアメリカ寄りの外交へと変化した。これは1947年1月の寒波でイギリス経済は大きな打撃を受け、戦後復興のためにアメリカが示した「マーシャル・プラン」を受け入れざるを得なくなるなど、国際社会における主導権はアメリカに奪われつつあったためである。冷戦が激化し、西側陣営と東側陣営の対立が深刻化すると、反共主義者の外相アーネスト・ベヴィンの強い意向で、アトリー内閣は反共外交に転じた。ソ連がベルリン封鎖を決行すると、イギリス軍はアメリカ軍と共に、封鎖された西ベルリンへ空輸を行った。外相ベヴィンは集団安全保障の観点からブリュッセル条約を締結していたが、ソ連の脅威から、アメリカを始めとする西側諸国の共同防衛条約の成立に奔走し、1949年4月に北大西洋条約が調印され、北大西洋条約機構（NATO）が発足した。アトリーは、ソ連型共産主義について「欧州大陸の権威主義から生まれ、ロシアの帝政主義の土壌で実を結んだもの」と批判した。
チャーチルは共産主義に対抗するため、西側ヨーロッパ諸国を一つにまとめる必要性を痛感し、1945年11月からヨーロッパ合衆国構想を盛んに主張するようになった。1946年夏、いまだヘルマン・ゲーリングらドイツ人戦犯に対するニュルンベルク裁判が行われていたこの時期にドイツもこのヨーロッパ合衆国の中に加えるべきと提案して人々を驚かせた。この構想は1948年3月の西欧同盟、1949年5月の欧州評議会などで結実を見た。西欧同盟の後継組織である欧州連合では、欧州連合の父の一人として挙げられている。
一方共産主義陣営も攻勢を強めていた。1948年2月には東欧で唯一西側に開かれていたチェコスロバキアでクーデタが発生し、同国が共産化された（チェコスロバキア社会主義共和国）。同年8月にはソ連がベルリン封鎖を強行した。1949年9月にはソ連の原爆保有が判明し、西側諸国に衝撃を与えた。同年10月には中国の国共内戦が毛沢東率いる中国共産党軍の勝利に終わり、蔣介石らは台湾へ追われ、中国共産党率いる一党独裁国家の中華人民共和国が成立してしまう。
さらに1950年6月には朝鮮半島で朝鮮戦争が勃発した。アトリー内閣は「韓国が侵攻を退けるのに必要な支援を行う」とした国連決議に基づき、日本の占領業務を行っていたイギリス連邦占領軍を改変し、朝鮮イギリス連邦軍を組織し派遣した。もちろん保守党もこの出兵を支持した。

##### 大英帝国の崩壊
この頃のイギリスにとって、共産主義と並ぶもう一つの脅威は植民地民族運動の激化であった。労働党政権の時代にインド、パキスタン、スリランカ、ヨルダン、イスラエルなどが続々と独立し、長きにわたる大英帝国のアジア中近東支配に終止符が打たれた。同時期フランスも植民地民族運動に悩まされて植民地帝国崩壊の瀬戸際に立たされていた。しかしフランスが強引に植民地を維持しようとしてインドシナやアルジェリアで泥沼の内戦に陥っていったのに比べると、アトリー内閣は「引き際を心得ていた」と評価されている。
だが帝国主義者チャーチルにはもちろんそんなことは認められなかった。「大英帝国はアメリカの借款と同様に急速に減少している。その急速さには慄然とさせられる。『逃亡』、これが唯一ふさわしい言葉だ」「労働党は我らの先人たちが200年の時を費やして行ってきたことの全てを、インド帝国とともに投げ捨てた。」と批判した。

##### 政権奪還
1950年2月の解散総選挙があった。争点はほとんど国内問題に集中した。というのもアトリー内閣の外相ベヴィンの積極的な反共外交は、保守党としても文句のつけようがなかったからである。植民地放棄には不満もあったが、今さら植民地回復は不可能であり、保守党も代替案は出せなかった。選挙戦で労働党は5年間に行った社会政策の実績を誇り、対する保守党は労働党政権は国民全員に耐乏生活を押し付けただけだと批判した。
選挙結果は労働党315議席、保守党298議席、自由党9議席をそれぞれ獲得し、労働党と保守党の議席差は17議席差にまで縮まった。保守党は大幅に失地回復したものの、政権を奪還できず失望感が広がった。だが、過半数をわずか2議席上回ったに過ぎない労働党の政権維持は困難になった。朝鮮戦争による戦費拡大で、無料化された医療費の一部有料化案を巡って、労働党内の内部対立も発生した。政権運営に行き詰ったアトリーは、1951年10月に庶民院を解散して解散総選挙に打って出た。
この頃、チャーチルが40年前に創設したアングロ＝ペルシャン・オイル・カンパニーがイラン政府によって国有化された。これに激怒したチャーチルがイラン政府を激しく批判したので、チャーチルは「戦争挑発屋」か否かというのがこの選挙の争点の一つとなった。首相のアトリーは、侵略阻止の旗印を掲げて朝鮮で軍事活動をしている以上、イランに攻勢を仕掛けるのはダブルスタンダードになるため、イランと交戦すべきではないと主張した。選挙戦でチャーチルは、アトリー内閣が北アフリカや中近東での反英闘争を抑え込まなかったことなどを批判し、「スーダン、アーバーダーン、アナイリン・ベヴァン」は三大惨事であると述べた。（「アナイリン・ベヴァン」は、彼が保守党の政策とは相容れない、急進左派的政策を主導していたことを指す。）
選挙の結果、保守党が321議席、労働党が295議席を獲得し、保守党が政権を奪還した。得票数では労働党が上回っていたが、小選挙区制度の賜物で保守党が勝利した。

#### 第2次チャーチル内閣

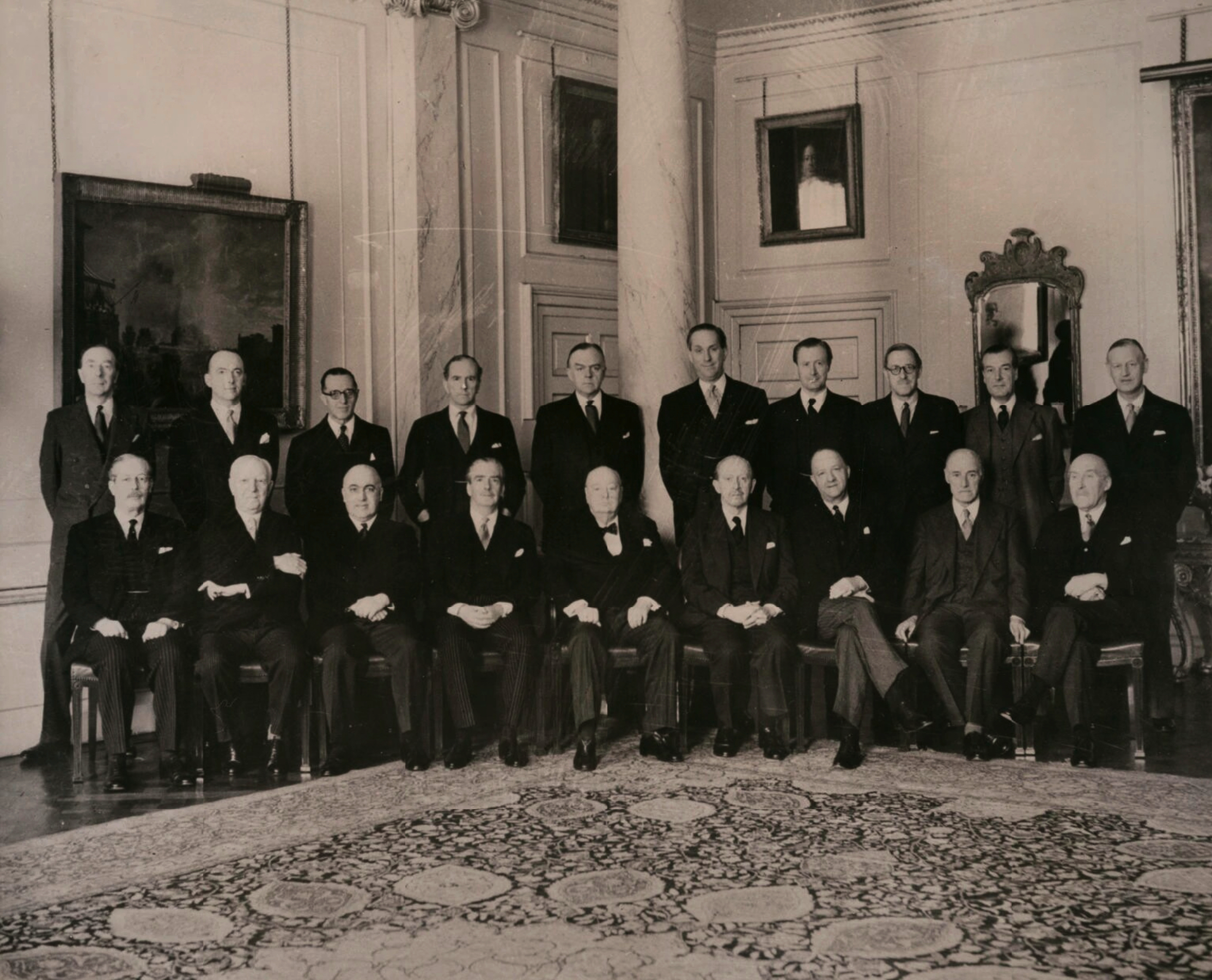
1955年、チャーチルと第二次チャーチル内閣の閣僚たち

こうして6年ぶりに首相に返り咲くことになったチャーチルだったが、彼はすでに76歳になっており、しばしば心臓発作を起こすなど健康な状態とは言い難かった。任期中の1952年2月6日に国王ジョージ6世が崩御し、エリザベス王女がエリザベス2世として女王に即位した。1953年には女王よりガーター勲章を授与され、以降「サー・ウィンストン・チャーチル」となる。
政権奪還後ただちに労働党政権下で国有化された鉄鋼業を民営化したが、それ以外のアトリー内閣の社会改良政策は継承した。住宅地方大臣ハロルド・マクミランは住宅建設に力を入れ、1年間に30万戸の建設という先の総選挙の公約を達成した。蔵相ラブ・バトラーが提示した予算案も、労働党時代のものとさほど変化はなかった。修正資本主義的立場のバトラー予算案についてチャーチルは、「これこそ私の父ランドルフが主張していたトーリー・デモクラシーだ」と述べた。
1953年3月のソ連でのスターリンの死を契機として、外交面でもチャーチルの共産主義国に対する融和的態度が見られるようになった。彼が軟化したのは、原爆の時代に世界大戦を起こしたらイギリスの生存が危ういと考えたためだった。東西は「雪解け」と呼ばれる緊張緩和の時代へ向かっていき、同年7月には朝鮮戦争が休戦している。さらに1954年7月には、インドシナ戦争をめぐるジュネーヴ協定が締結されたが、イギリスはアメリカの軍事介入を抑えてこの協定締結を成功させる役割を果たした。
しかしその一方で、チャーチルは反共政策も粛々と進めた。西ドイツを反共の防波堤にするために同国の再軍備を促し、それに関連して1954年11月24日に「大戦が終わる直前、私はモントゴメリー卿に投降したドイツ兵の武器を慎重に蓄えるよう命令を出したが、これはソビエトが前進してきた場合、ドイツ兵を再武装させて我々と共闘させるためであった」という裏話を暴露し、大きな反響を呼んだ。また、安全保障の観点から核開発を推進した。核開発は前アトリー内閣の時から行うことか決定されていたが、当時核廃絶の機運が高まっていたことから、この決定は自国民に秘匿していた。チャーチル政権下で自国製の原爆が完成し、1952年10月にオーストラリア沖で核実験を行った（ハリケーン作戦）。これにより米ソに次ぐ第3の核保有国としての存在感を世界に知らしめた。1954年にはアジア反共体制の東南アジア条約機構（SEATO）に参加した。
一方植民地については、帝国主義者チャーチルといえども時代の趨勢には抗えず、アトリー前政権に引き続いて失われていく一方だった。1951年にはエジプトとの関係が緊迫する中、エジプトを反ソ陣営に引きとめるためにイギリス軍をエジプトから撤兵させることになった。イランとは引き続き石油国有化をめぐって争い続けたが、1954年にはイギリス・イラン協定という妥協案を呑む羽目となった。1952年にケニアでマウマウ団の乱が勃発すると、チャーチルは空軍をも出動させて反英ゲリラの鎮圧にあたった。だが懐柔のために様々な植民地支配の緩和を行うことも余儀なくされ、最終的にはチャーチル退任後の1963年12月にケニアは独立した。
1953年に『第二次大戦回顧録』などでノーベル文学賞を受賞。現職の国家指導者として同賞を受けたのはチャーチルのみである（後にシャルル・ド・ゴールがフランス大統領在任中の1963年に候補となっていたことが明らかになった）。1954年11月30日に80歳を迎え、グラッドストンに次ぐ高齢首相となった。しかしこの頃にはチャーチルの耳はすっかり遠くなり、閣議で昔話をとりとめもなく語りだすばかりになっていた。多くの閣僚がチャーチルを引退させる必要を痛感していた中、ついにマクミランがチャーチルに引退を勧めた。チャーチルは素直にこれを了承し、1955年4月に首相職を辞した。後任の首相・保守党党首になったのは外相サー・アンソニー・イーデンだった。退任にあたって女王は「伯爵位を与える」との叡慮を示したが、チャーチルは「庶民院議員として政治家を続けること」を希望し、これを拝辞した。

### 退任後
首相退任後は完全に政治の表舞台から退いた。1956年にイーデンが第二次中東戦争の失敗で首相辞任に追い込まれた際、一部にチャーチル再登板論も出たが実現しなかった。
1963年にアメリカ連邦議会から「アメリカ合衆国名誉市民」の称号が授与された。ホワイトハウスでの授与式には長男が代わって出席し、チャーチルはメッセージだけ送った。そこには「私はイギリスが『おとなしい役割に追放された』という見解を拒否する」と書かれていた。これに対してアメリカの元国務長官ディーン・アチソンは「イギリスは帝国を失い、新しい役割は見つけられていない」と嫌味を返した。

### 死去

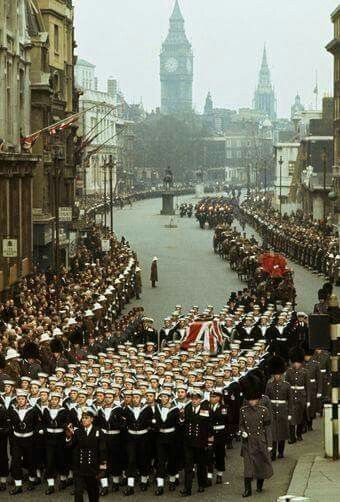
チャーチルの葬列

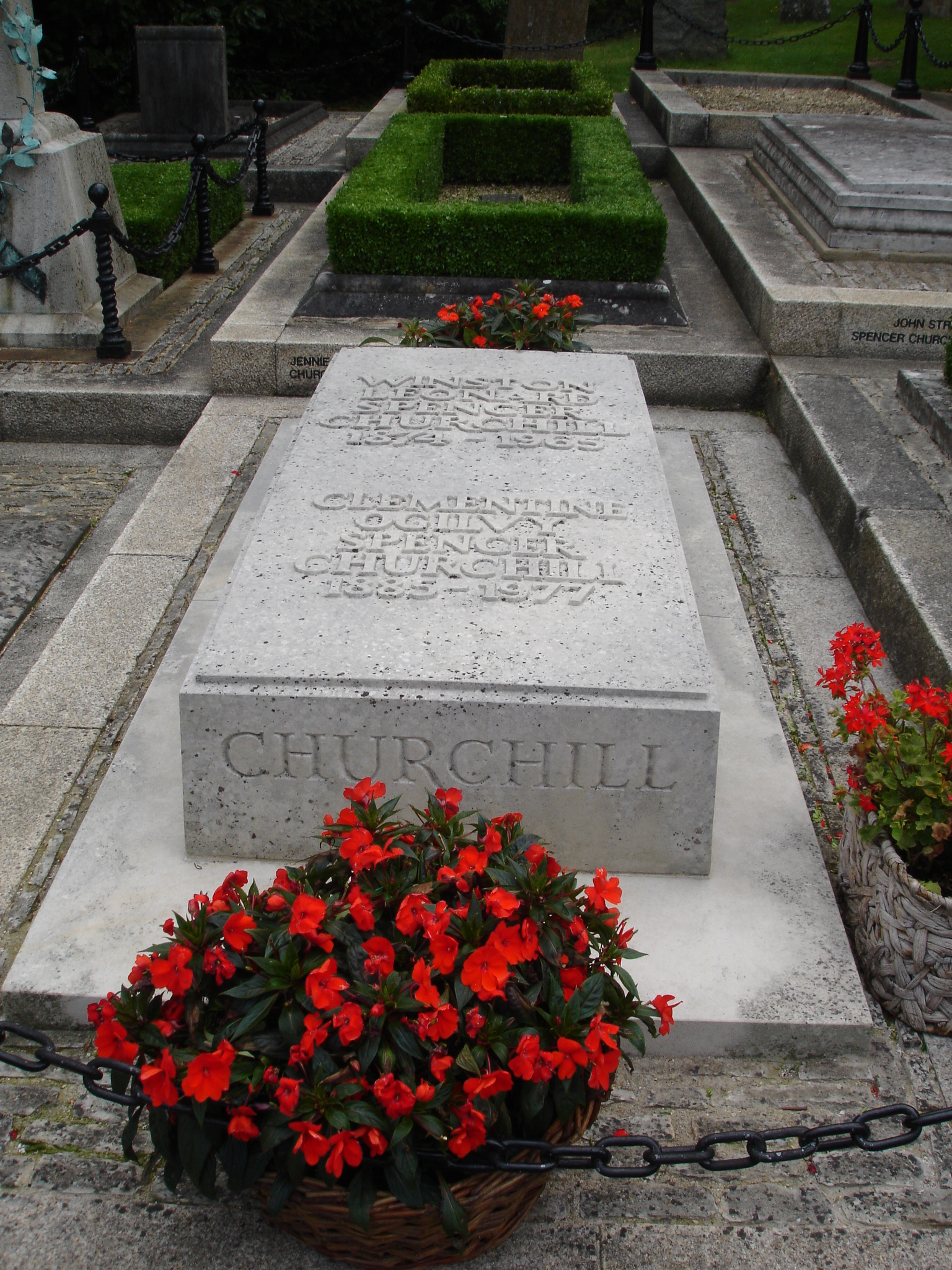
チャーチルの墓

1960年代に入った晩年のチャーチルはひどく老衰し、頻繁に涙を流すようになったという。老いてもチャーチル人気は健在で、毎年チャーチルの誕生日にはハイド・パーク・ゲートの屋敷の周りに人々が集まってきた。チャーチルも屋敷の窓に立ち、集まった人々に向けてVサインを送っていた。
1964年11月29日にもチャーチルは元気な姿を群衆に披露したが、これが公衆に見せたチャーチルの生前最後の姿となった。
1965年1月8日に脳卒中で左半身が麻痺し、1月24日午前8時頃、家族に見守られながら永眠した。90歳没。最後の言葉はなかったという。奇遇にもこの1月24日は父ランドルフの命日であった。
チャーチルの遺体を納めた棺は3日間ウェストミンスター・ホールに安置された。国民の弔問が許可され、30万人もの人々が訪れた。その後、チャーチルの棺は国葬でセント・ポール大聖堂まで送られた。死去6日後の1月30日に行われたセント・ポール大聖堂での葬儀にはエリザベス2世女王も参列した。イギリスには「君主は、臣民の葬儀に出席しない」という慣例があり、これはその慣例が初めて破られた事例であった。
遺体は、ブレナム宮殿の近くブラドンのセント・マーティン教会墓地に葬られた。ここはチャーチルの両親が葬られた墓地であり、チャーチルも両親の墓の近くで眠っている。
- ロンドン・パーラメント・スクエアのチャーチル像
- カナダ・トロントにあるチャーチル像
- ロンドン・ウェストミンスター・ボンド・ストリート（英語版）にあるルーズベルトとチャーチルの像

### 没後
イギリスでは現在でもチャーチル人気は高く、2002年にBBCが行った「100名の最も偉大な英国人」の世論調査では1位になった。
また、2016年から発行している5ポンド紙幣の裏面にチャーチルの肖像が使用されている（表面はこれまで通りエリザベス2世女王）、イングランド銀行総裁サー・マーヴィン・キングは「偉大な英国の指導者」と述べた。
2015年、手記や著書・スピーチの原稿がユネスコ記憶遺産に登録された。

## 政治思想

### 帝国主義
チャーチルはロイド・ジョージと並ぶ「急進派のリーダー」として知られていたが、1909年頃からロイド・ジョージともども自由帝国主義者となった。チャーチルの帝国主義はある程度の柔軟性があったものの、基本的には絶頂期のヴィクトリア朝大英帝国が未だ続いているかのような幻想の帝国像を思い描いていた。若い時のキューバでの反乱鎮圧経験から、「イギリス人の支配民族としての責任感を強くすれば、搾取ではなく、被支配民族に慈悲を与えるものとなっていく」という考えを抱いていた。
チャーチルは第二次大戦中の1942年11月に「私は大英帝国を清算するために首相になったのではない」と宣言した。これはかねてから大英帝国の破壊を目論んでいたアメリカのルーズベルト大統領をけん制した演説だった。ルーズベルトはしばしばチャーチルの帝国主義精神を批判し、面と向かって「貴方の血には400年の植民地獲得の本能が流れている」などと発言してきたこともある。一方チャーチルの方もルーズベルトに「貴方は大英帝国を無くそうとしているとしか思えない」と言い返したことがある。
チャーチルが独伊で独裁政治を敷くアドルフ・ヒトラーやムッソリーニに対して抱いていた共感の一つに「優等文明は劣等文明を支配・指導する」という理論があった。
チャーチルは常々インド人やインド文明を「劣等視」し、「イギリスによって支配されることが必要不可欠」と確信していた。「インド人に選挙制度を与えるべきか否か」聞かれた際にチャーチルは「彼らはあまりにも無知なので誰に投票したらいいか分かるはずもない。彼らは人口45万人の村で4、5人が集まって村の共通の問題を討論するような簡単な組織さえ作ることができない身分の卑しい原始的人種なのだ」と答えている。
世界中の人たちが、「日露戦争で（イギリスの同盟国ではあったものの）有色人種国家の日本人が白人種国家のロシアを打ち破ったこと」を目のあたりにし、第二次世界大戦が始まる頃には、カナダ、オーストラリア、ニュージーランドなど白人が大多数で白人の自治政府はイギリス帝国に相変わらず忠実だったものの、インドやマレー半島、ビルマなどの有色人種が大多数の植民地の住人たちは最早イギリス帝国に忠実ではなくなっていた。なぜなら、この頃には有色人たちも情報を多く入手するようになっており、「戦争の意味」や「帝国に支配され続ける意味」に疑問を感じ始めていたからである。そして彼らの多くが枢軸国と連携することで、イギリスの植民地支配に反抗して独立するために立ち向かった。たとえばイギリス委任統治領パレスチナのイスラム教最高指導者（大ムフティー）であるアミーン・フサイニーはドイツへ逃れ、「ムスリム解放軍」を組織してイギリスに反旗を翻した。英領ビルマの民族主義者アウンサンも日本へ逃れて「ビルマ防衛軍」を組織した。イギリス領インド帝国のチャンドラ・ボースもドイツで「自由インド部隊」、日本や日本統治下のシンガポールで「インド国民軍」を組織し、イギリスと戦った。
1942年の日本軍のマレー作戦によるシンガポール陥落は、アジアにおけるイギリスの威信を決定的に崩壊させた。勇気を得たインド人たちは、同年から反英闘争「インドから出て行け」運動を開始した。これに対してチャーチルは徹底的弾圧をもって臨み、ガンジーやネルー、ヒンズー教指導者など1万人以上の者を投獄した。だが、それもむなしく大戦が終わるまでにイギリスの植民地支配体制は根底から揺さぶられた。枢軸国と協力したチャンドラ・ボースやラス・ビハリ・ボース、A.M.ナイルそして彼らの指揮下にあったインド国民軍の兵士たちが殉教者としてインド国民の間で英雄視されていくことにイギリス人たちは落胆した。
チャーチルが恐れていた通り、戦後の労働党政権がインドの民族主義者たちに譲歩の姿勢を見せた時、後は全てが時間の問題となり、一気にインド独立まで突き進んでいった。イギリスがインドを放棄した後、マレーやビルマなど他のアジア植民地もなし崩し的に独立していった。波及はアジアに留まらなかった。第二次世界大戦中、イギリス軍はアフリカ植民地の住民たちを駆りだしてドイツ軍や日本軍と戦わせていた。この戦いを通じてアフリカ人兵士たちは「絶対的支配者」だと思っていたイギリス人が無敵の存在でもなんでもないことを知った。彼らは復員した後、第二次世界大戦での見聞を生かしてイギリス植民地支配との戦いの主力となり、ついにアフリカ各国の独立を実現した。
戦後のアジアとアフリカの独立の嵐が過ぎ去ったあと、イギリスに残されたものはイギリス連邦という加盟国を縛る規則が何もなく、「女王を戴くか否か（＝君主制を維持するか共和制へ移行するか）」までもが自由という奇妙な連邦だけだった。
ヒトラーも自殺の少し前に「大英帝国はすでに滅びる運命にある」と予言し、チャーチルを「帝国の墓掘り人」と呼んで批判していた。ヒトラーによれば「チャーチルがフランス戦後すぐにドイツとの講和に応じていれば、大英帝国は引き続き繁栄を謳歌していただろう」という。そして「こんな大酒のみのユダヤ化した半アメリカ人（チャーチル）ではなく、小ピットのような人物がイギリスを差配するべきだった」と結論している。

### 反共主義
第一次世界大戦前の自由党政権時代、チャーチルはロイド・ジョージとともに急進派閣僚として多くの社会改良政策に取り組んだが、第一次世界大戦後に2人の道は隔てられた。ロイド・ジョージは生涯社会改良政策に情熱を捧げたが、チャーチルの方は「アカの恐怖」に捕らわれていったからである。第一次世界大戦後の列強諸国による反ソ干渉戦争の最大の推進力はチャーチルであった。チャーチルは「歴史上のあらゆる専制の中でもボルシェヴィキの専制は最悪であり、最も破壊的にして、最も劣等である。『ドイツ軍国主義よりはマシ』などというのもデマだ。ボルシェヴィキ支配下のロシア人は帝政時代よりずっと悲惨な状態に置かれている。レーニンやトロツキーの残虐行為はカイザーのそれを軽く超える」、「ボルシェヴィズムは政策ではなく、疫病である。思想ではなく、ペスト菌である」「私がボルシェヴィキを嫌悪しているのはその愚かな経済政策や不合理な主義の故ではない。奴らが侵入した土地にはその犯罪的体制を支えるために赤色テロが行われるからだ」などと共産主義国であるソビエト連邦への敵意を煽る演説を盛んに行った。
第二次世界大戦中に行われた「テヘラン会談」や「ヤルタ会談」などの連合国軍同士の会議においても、チャーチルはソビエト連邦のスターリンとは幾度も衝突し、終いには同盟国であるアメリカのルーズヴェルト大統領とスターリンが親しくなる始末であった。
チャーチルの反共はその後、死ぬまでずっと続いた。第二次世界大戦後も反共演説を続け、「ボルシェヴィズムはその誕生の時にくびり殺しておけば、人類にとって計り知れない幸福があったであろう」「共産主義者と議論をしても無駄だ。共産主義者を改宗させたり、説得しようとするのも無駄だ。もっと容赦なく実力を行使し、何が起ころうとも道徳的配慮などしないということをソ連政府に理解させることが唯一の平和への道だ。」「アメリカの原爆のみがソ連の軍事侵攻を抑えているのだ。」。
一方でチャーチルは共産主義者であってもレーニンだけは（忌み嫌いつつ）ある種の畏敬の念を抱くことがあった。レーニンについて「彼の慈愛は北極海のように冷たく広い。彼の憎悪は絞首刑執行人の首なわより固い。」「彼の目的は世界を救うことだった。そしてその方法は世界を爆破することだった。」「ロシア人の最大の不幸はレーニンが生まれてきたことだが、その次の不幸は彼が死んだことだ」と評している。
ロイド・ジョージは後年、チャーチルについて「彼は共産主義を心から憎悪していた。彼の公爵家の血が、ロシア大公皆殺しに強い怒りを感じさせたのだ。ロシア革命を病的に嫌悪する余り、帝政が凋落した原因を冷静に分析することができなかった」と評している。

### 議会主義
ずっと議会政治の中で生きてきたチャーチルは基本的に議会主義者である。だが、1930年前後に世界各国で議会政治が終焉ないし後退していく中、チャーチルも議会主義はもう終わった思想であり、独裁政治にこそ未来があると考えた時期があった。1930年に出版されたオットー・フォルスト・デ・バタグリア著『試される独裁政治』の英語翻訳本でチャーチルは「イタリアのムッソリーニ、トルコのケマル、ポーランドのピウスツキなど権威ある国家指導者たちが、弱体にして非効率的、しかも民意を反映していない議会政治に取って代わる日は近い」という前書きを寄せている。
しかし1935年頃からヒトラーとの対決姿勢を強めていくにつれて再び議会主義を旗印とするようになった。ヤルタ会談の際、チャーチルはスターリンとルーズベルトに対して「ここにいる3人の中でいつでも選挙で国民から放り出される危険があるのは私だけだ。だがその危険があることを私は誇りに思っている」と述べたという。ただし戦時中にはチャーチルもほぼ独裁者であった。
1945年の総選挙において、議会外組織が議員を含めた党全体を指導するという労働党を「議会政治軽視」としてナチ党になぞらえて批判したことは前述したとおりである。

### 親ユダヤ主義
チャーチルはアーサー・バルフォアと並び、ハイム・ヴァイツマンに感銘を受けて英国政界で真っ先にシオニズム支持者になった政治家の一人である。首相在任中にもチャーチルはしばしばユダヤ人のパレスチナ移民を増加させたがっていたが、外務大臣アンソニー・イーデンが現地アラブ人の反発を買って中東駐留英軍が危険に晒されかねないと反対して押しとどめていた。
第二次大戦前・戦中、アメリカ世論は概して反ユダヤ主義的であり、ユダヤ人の問題についてはナチス・ドイツの主張に共感を寄せる者さえ少なくなかった。アメリカ政府もユダヤ人を救うための行動をほとんど起こそうとしなかった。一方チャーチルはユダヤ人に同情し、ホロコーストについて「この殺戮は恐らく世界史上最大かつ最悪の犯罪行為である」と怒りを表明し、アウシュヴィッツ強制収容所のガス室を空爆してユダヤ人を救出すべしと訴え続けた。しかし米英政府内でそんなことを主張しているのはチャーチルだけであり、「軍事施設以外の空爆など費用と時間の無駄」とアメリカ軍に反対されて退けられてしまった。
個人的にもチャーチルはユダヤ人との交友が多く、しばしば金銭援助も受けた。1938年に借金がかさみすぎてチャートウェル邸の売却を検討せねばならない家計難に陥ったことがあったが、ユダヤ金融業者サー・ヘンリー・ストラコッシュがその借金を肩代わりしてくれた。首相時代にはロスチャイルド家の第3代当主ヴィクター・ロスチャイルド男爵を自らの護衛隊員として側近に置いていた。

### 戦争観
チャーチルは「輝かしい栄光を残して滅びよ」という持論を持っており、ヒトラーと同じく死守命令を好んだ。また「空襲で確実に敵国心臓部に打撃を与えていく」という確実な戦法より、強襲、ゲリラ戦、おとり作戦、罠など派手な作戦を決行することを好んだ。
チャーチルは自らが指揮に携わった第二次世界大戦を「不必要な戦争」と呼んでいた。
チャーチルは最晩年には「私は非常に多くのことをやってきたが、結局何も達成することはできなかった」と語るようになった。チャーチルの二度の世界大戦の『勝利』は大英帝国の崩壊と米ソの世界支配をもたらしただけだった。「大ブリテンは神から選ばれ、世界を導く義務を負っている」というチャーチルの信念は崩れ去った。

### 死生観

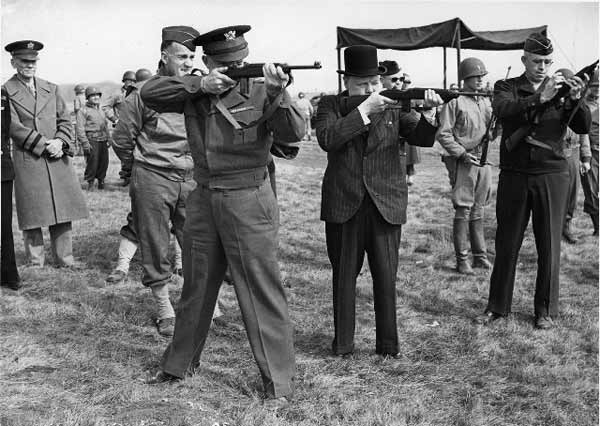
第二次世界大戦中、射撃練習をするチャーチル首相

チャーチルは「涙もろく、小鳥が死んだだけでも泣く人」だったが、一方で「真の同情は持っていないことが多かった」という意見もある。

### 人物評
クレマンソー
1917年にフランス首相・陸相に就任したジョルジュ・クレマンソーは70代の高齢でありながら血気盛んな人で、しばしば砲火に身をさらすことも厭わなかった。チャーチルは他の政治家を尊敬するということがほとんどない人だったが、その唯一の例外はこのクレマンソーであった。特にクレマンソーが「私は何の政治的原則もない男だ。私は現実に起こる事象を経験に照らし合わせて処理するだけだ。」と語ったことにチャーチルは共感を持った。チャーチルはクレマンソーの「私はパリの前面で戦い、パリ市中から戦い、パリの後方でも戦い続ける」という言葉を拝借した。
ムッソリーニ
チャーチルはムッソリーニに非常な興味を持ち、彼の著作を読み、その生涯を調べることに熱心だった。とりわけ彼のローマ帝国を復活させて「劣等の文明」を支配して導こうという「帝国の使命」の思想には同じ帝国主義者として強い共感を持っていた。後の第二次エチオピア戦争とイタリア領東アフリカ帝国建設も高く評価していた。1940年にフランス戦役が勃発して英伊が交戦関係となった後にさえも「（ムッソリーニが）偉大な男であることは否定しない」と述べていた。また「この独裁者には共産主義からイタリアを守った功績がある。だが彼の失敗は1940年6月にヒトラーの勝利に惑わされてイギリスに宣戦布告してきたことだ。この時に彼は誤った道に進んでしまった。もしあの時に中立を保っていれば、この戦争を利用して更なる繁栄に至ったであろうに。」と惜しんでいる。
ガンジー
ガンジーを嫌い、「アジアによくいる托鉢に成り済ました英国法学院卒業の扇動家ガンジー弁護士が、半裸姿で陛下の名代たるインド総督と対等交渉している。このような光景を許していればインドの不安定と白人の危機を招く」と警鐘を鳴らし、さらにガンジーを「狂信的托鉢」と断じた。
ヒトラー
チャーチルはヒトラーを歴史的文脈で捉えており、スペイン王フェリペ2世、フランス王ルイ14世、フランス皇帝ナポレオン、ドイツ皇帝ヴィルヘルム2世といったイギリスが常に戦ってきた「ヨーロッパの勢力均衡を崩す者」に連なる存在だと考えていたのである。
ヒトラーの方もイギリス国内で対独強硬論をまき散らしているチャーチルを「戦争挑発屋」と批判している。

## 日本との関係
チャーチルにとって大きなウェイトを占めるアメリカとドイツには及ばないが、日本も重視した国であり、日英同盟の締結には賛成し、第二次世界大戦への日本参戦に対しては融和工作を行っている。チャーチルは基本的に東洋には殆ど興味がなく、日本についても知識が多かったわけではないが、中国について全く関心を持たなかったのに対し、当時のアジアでは数少ない独立国かつ近代国家で5大国の一角を占め、王室を抱える自国と共通して天皇・皇室を擁く君主制を維持し、その後同盟関係を築いた日本人に対しては一定の親近感を持っていた。
チャーチルが日本を最初に意識したのは父ランドルフ卿と母ジャネットが日本旅行をした明治27年（1894年）である。日本から送られてきた母の手紙の中に日本の写真が同封されており、チャーチルは母への返信で「お母さんからの手紙はとてもうれしいです。写真は美しく、日本の思い出の品として一生大事にしようと思っています」と書いている（この時に日本で撮られた写真が父ランドルフ卿が映っている最後の写真でもある）。

### 同盟国として
チャーチルは日露戦争において、同盟国である日本が勝利して「朝鮮半島の併合と中国、並びに太平洋諸島に一定の権益を持つ」状況になり、このおかげでイギリスの艦隊が中国から安全に帰国できるようになったことを歓迎した。
第一次世界大戦でも日本はイギリスとともに連合国として参戦したが、日本が中国への21カ条要求で権益拡張を主張するようになると、中国における自国の利権が侵されることを恐れたアメリカが反発し、アメリカがイギリスに対して日英同盟の破棄を促し、その結果日英同盟は1921年のワシントン会議で破棄された。
日英同盟が破棄された理由について、1936年にアメリカの雑誌「コリアーズ」への寄稿文「日本とモンロー主義」の中でチャーチルは、「イギリスはアメリカとイギリス連邦との関係を分断するような目標は追求しないというのが方針であり、日米関係の悪化によってアメリカの圧力によって破棄せざるをえなかった」と述べたうえで、「しかし、日英同盟の破棄は歴史の悲劇的な一章となるかもしれない」と書き、また「日本は同盟破棄を日本の人種差別撤廃要求に対する侮辱的な回答として受け取ったが、英米はこの点について理解不足であった」と認めている。

### 日英離間・対立の中で
1931年9月の満洲事変の際には侵略と批判する声もあった中、チャーチルは「日本人が中国で行っている事は我々がインドで行っていることと同じ」、「これで中国も少しは収まるだろう」として支持を表明した。ただし満洲事変は、チャーチルのみならず、当時イギリス世論や政界は一般的に支持する者が多かった。腐敗し国民からの支持も低かった中華民国の政府は統治能力がなく、また蔣介石政権が日本の合法的な通商権益を無法に犯していると考えられていたからである。
一方、昭和期に起きた軍人によるクーデター未遂事件や政治テロ事件である、1932年の「五・一五事件」や1936年の「二・二六事件」に対しては憂慮し、「偉大で名誉ある日本の政治家たちが次々と暗殺者の手にかかってしまった。尊厳と神聖性を持つミカド（Japanese Emperor）とその政府（His Majesty's  Government）は懸命に犯罪者を処断したが、日本がこの不可欠の処置を取るのに悲痛な努力を必要としたこと自体に英米は注目している」と述べている。
チャーチルは、イギリスにとって日本は軍事的脅威ではないと一貫して論じていたが、1936年に締結された日独防共協定は、事実上の「日独軍事同盟」であるとみて警戒し、さらに1937年の日中戦争（支那事変）によって日英の利益はますます衝突するようになった。しかしこの頃チャーチルは「日英同盟を破棄したのは間違いだった」と考えるようになった。1936年には「日本は昔、国外に目を転じたローマのようである。（略）日本の中国への浸透は日中あるいは日ソ間の戦争をもたらすであろう。日中間の戦争は中国に勝ち目はないであろうが、ソ連との戦争は日本にとって危険である」と述べている。

### 対日融和工作
1939年9月にはドイツがポーランドに侵攻し、イギリスも宣戦布告し第二次世界大戦となった。しかし、チャーチルはその後も日本とドイツを引き離す努力を続け、第二次大戦開戦後の1940年5月17日に、チャーチルは駐英日本大使館において、日本が参戦しないよう（ドイツと同様にイギリスの敵国とならないよう）欧州戦線について淡々と言及した。
当時の重光葵駐英大使はそれまでチャーチルを「平時の器でなく、変事の才」とみて反日的な政治家とみなしていたが、国家存亡の危機という難局に直面して動じないチャーチルに感嘆し、これを機にチャーチルとの日英関係調整に鋭意取り組んだ。しかし、重光の報告は日本政府各省のなかで回覧されることはなかった。
1940年の夏から1941年の夏頃にかけては、チャーチルは日本との開戦を避けるべく努力していた。1941年11月10日のロンドン市長午餐会では日英関係の悪化を悲しむ発言をしているが、結局、日英開戦を回避することはできなかった。1942年2月15日、日本軍がシンガポールを攻撃してイギリス軍に勝利をおさめた際にはチャーチルは大きなショックを受け、議会で日本の行動を「犯罪的狂気」にたとえている。大戦末期のポツダム会談では、チャーチルは日本に対して比較的融和的な態度をとるべきだと主張したが、アメリカ大統領トルーマンは同意しなかった。日本の降伏を決定づけさせた日本への原子爆弾投下については、もし原爆を使わずに日本本土上陸作戦を決行した場合、「100万人のアメリカ人とその半数のイギリス人が死ぬ」という見積りを立てていた。

### 第二次世界大戦後
皇太子明仁親王の訪英

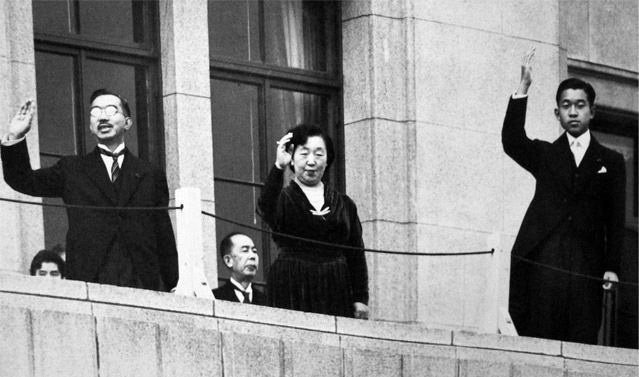
1952年の昭和天皇、香淳皇后夫妻、長男の皇太子明仁親王（当時）

1953年にエリザベス2世女王の戴冠式に出席するため、イギリス同様の君主国である日本から皇室の代表として皇太子明仁親王（後の明仁上皇）が昭和天皇の名代として訪英した。だが当時イギリスは反日感情が強く、アジア・太平洋戦線において日本軍に虐待されたイギリス軍捕虜の体験を描いた出版物はベストセラーとなったほか、反日映画は高い興行収入を挙げ、メディアは反日姿勢の報道を繰り返し、在留邦人は現地イギリス人から嫌がらせを受けるなど、日本人にとって非常に居心地の悪い状況だった。そのため、チャーチルは明仁親王の身の安全などに関して非常に気を遣った。明仁親王のための午餐会には、当時日本批判の先頭に立っていた新聞業界人を招待し、首相自らが日本の皇太子を大切な賓客として鄭重にもてなすことを眼前に披露し理解を促すことで、これらの新聞による反日論調を押さえようとした。
この席上でチャーチルは午餐会の演説で日英両国が立憲君主国として共通の紐帯があることを述べた。

さらに、チャーチルの母が1894年に日本から持ち帰ったという青銅の馬の置物を指して、
と演説してから慣例に反して女王より先に天皇に乾杯を捧げ、その演説の内容は当時のイギリスの反日ムードのなかで列席者を感動させるものであった。
吉田茂や岸信介の訪英
皇太子訪英に続いて、1954年10月には吉田茂首相が訪英した。元駐イギリス特命全権大使であった吉田はずっと訪英を希望していたが、反日機運の強いイギリス世論に配慮したイギリス政府から拒否され続けていた。だが前年の皇太子訪英中にチャーチルが吉田の訪英を許可し、実現に至った。皇太子訪英のおかげで日英関係は改善に向かい始めたとはいえ、まだまだ反日世論は根強く、歓迎ムードはなかった。反共主義者同士であるチャーチルと吉田は、共にアメリカの同盟国たる西側陣営の一員として共産主義問題を話し合った。また「吉田から送られた安田靫彦の富士山の絵を、チャーチルは非常に気にいった様子だった」という。
1957年には、岸信介首相が訪英し、チャーチルの私邸を訪問した。この時チャーチルは富士山の絵を指して、「いつか訪日して自分で富士山の絵を描いてみたかったが、叶いそうもない」と語ったという。

## 評価

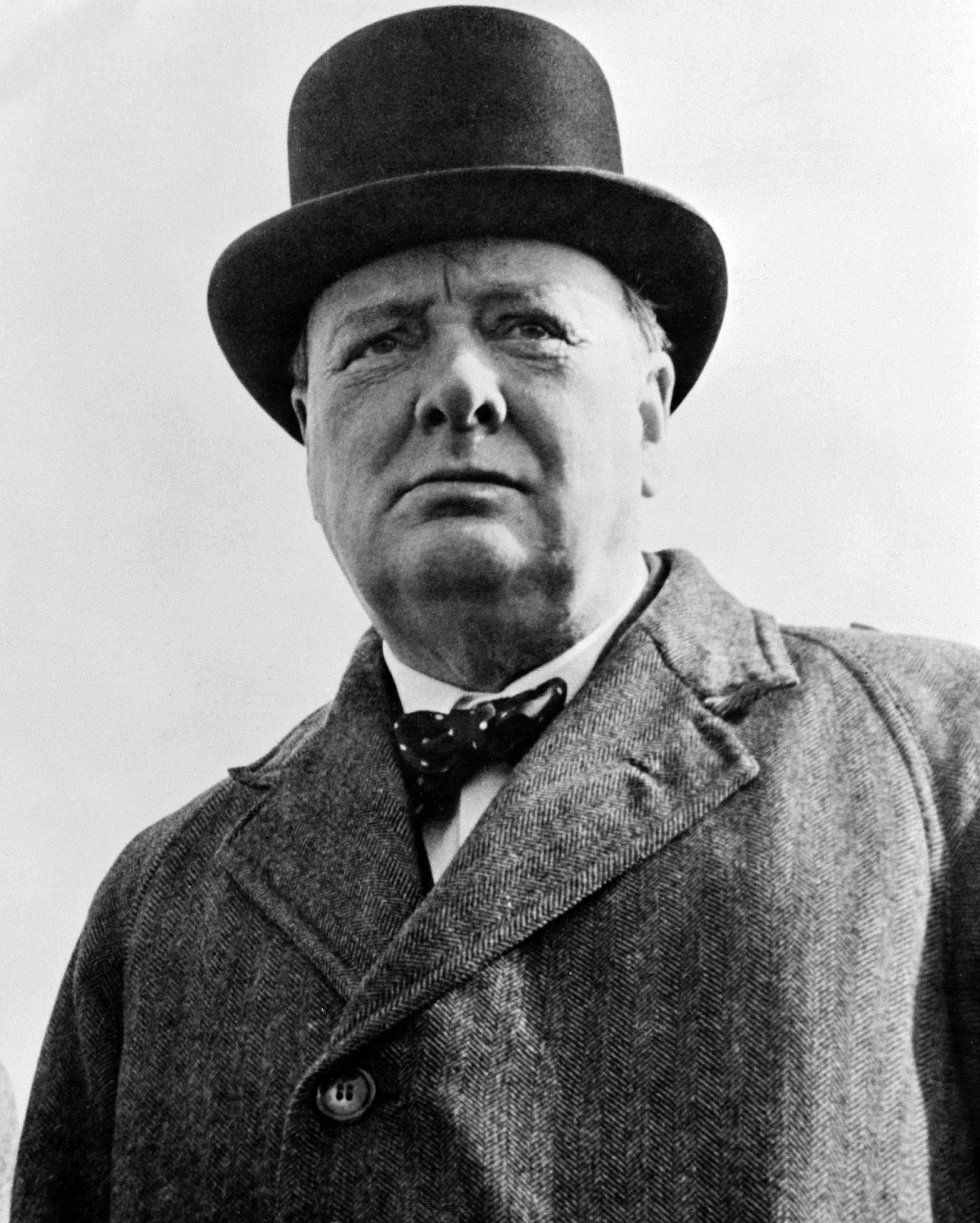
ウィンストン・チャーチル(1940年代)

### 戦時作戦
チャーチルが命じる数々の無謀な作戦には帝国参謀総長アラン・ブルック大将やアメリカ陸軍参謀総長ジョージ・マーシャル大将も頭を抱えた。チャーチルの無謀な作戦のために多くの人間が死に追いやられていったが、彼は誰が死のうとほとんど関心を持たなかった。
チャーチルは戦争を騎士道的な決闘ゲームのように考えていたため、栄光を残すためだけにこういう不合理な作戦を平気でやった。対して合理主義の権化であるアメリカ人たちは戦争など物量と物量のぶつかり合いでしかないのだから、相手の物量を叩き潰す空襲だけが重要と考えて、チャーチルの無駄な行動には不満を抱く者が多かった。

### 指導者として
チャーチルは自分が「選ばれた者」であり、全ての運命を決定する存在なのだと思い込んでいた。自分の「偉大さ」を追い求め、とりわけ先祖の初代マールバラ公に自分を重ねていた。たとえ自分や自国が実態の上でどれだけ没落していようとも顧みることもなく、自分を超大国の指導者と信じ、アメリカのルーズベルト大統領やソ連のスターリン大元帥と対等の存在だと思い込んでいた。
第二次世界大戦中のチャーチルについてはイギリスに独裁者が現れるのは護国卿クロムウェル以来とも評された。

### 経済政策
経済学者ジョン・メイナード・ケインズは1925年のゼネストに共鳴し、『チャーチル氏の経済的帰結』でシティの声ばかり聞いて炭鉱労働者を犠牲にしていると批判した。

### 演説
チャーチルの演説は誇張が目立ち、中身がないとも言われるが、演説に盛り込まれる報告は割と詳細だった。青年時代に出会ったアメリカの政治家バーク・コクランの影響を受けていて、コクランが過去に使用した言葉が演説の中に含まれている。

## 栄典

ナイトとしてのチャーチルの紋章。モットーは『Fiel pero desdichado』

### 爵位
チャーチルは大貴族の一族に生まれながら、生涯を平民で通した。
1945年、ジョージ6世はチャーチルにドーヴァー公爵の叙爵を打診したが、辞退している。 1900年以降、王室メンバー以外で新規に公爵を叙爵された人物はおらず、破格の顕彰であった。1955年に首相を退任した際も公爵叙爵が検討され、「ロンドン公爵」が有力な候補となった。今回はチャーチルも受けることを検討していたが、最終的には断っている。この時点でチャーチルが貴族となった場合には息子のランドルフは下院議員就任の資格を失い、更に孫であるウィンストンの政治的キャリアに大きな影響を与えるものであった。

### イギリスの勲章
- ガーター勲章 （ナイトコンパニオン) (1953)[849]
- メリット勲章  (1946)[849]
- コンパニオンズ・オブ・オナー勲章 (1922)[849]
- インドメダル（英語版）  with clasp, Punjab Frontier 1897–98 (1898)[849]
- スーダン女王メダル（英語版）, 1896–98 (1899)[849]
- 南アフリカ女王メダル（英語版）, 1899–1902, with six clasps (1901)[849]
- 1914-1915年星章（英語版） (1919)[849]
- イギリス戦争星章 1914-1918年（英語版） (1919)[849]
- 勝利のメダル (イギリス)（英語版） 1914–1919 (1920)[849]
- 1939-1945年星章（英語版） (1945)[849]
- アフリカ星章（英語版） (1945)[849]
- イタリア星章（英語版） (1945)[849]
- フランス・ドイツ星章（英語版） (1945)[849]
- 防衛のメダル (イギリス)（英語版） (1945)[849]
- 戦争のメダル 1939-1945（英語版）(1945)[849]
- ジョージ5世戴冠メダル（英語版） (1911)[849]
- ジョージ5世シルバー・ジュビリーメダル（英語版） (1935)[849]
- ジョージ6世戴冠メダル（英語版） (1937)[849]
- エリザベス2世戴冠メダル（英語版） (1953)[849]
- 国防義勇軍勲章（英語版） (1924)[849]

### 外国の栄典

#### 勲章
- Cross of the  メリット軍事勲章（英語版）, Red Ribbon (War Service) (スペイン 1895)[849]
- Grand Cordon of the レオポルド勲章 (ベルギー)（英語版）  with Palm (ベルギー、 1945)[849]
- Knight Grand Cross, オランダ獅子勲章（英語版） (Netherlands, 1946)[849]
- Grand Cross, オーク王冠勲章（英語版） (ルクセンブルク、 1946)[849]
- Grand Cross with Collar, 聖オーラヴ勲章(ノルウェー、1948)[849]
- Knight of the エレファント勲章(デンマーク、1950)[849]
- Companion of the フランス解放勲章（英語版） (フランス、 1958)[849]
- Most Refulgent ネパール星勲章（英語版）, First Class (ネパール、 1961)[849]
- ムハマド・イブン・アル・サヌーシ勲章 Grand Sash of the High Order of Sayyid Muhammad ibn Ali as-Senussi (リビア、 1962)[849]
- 白獅子勲章 (チェコ)（英語版） (Class I, civilian) (チェコ共和国 2014、追贈)[851][852]

#### その他の栄典
- 1945年、ロイヤル・ソサエティ・オブ・アーツよりアルバート・メダルを授与された。
- 1963年、アメリカ合衆国名誉市民に選出された。

## 人物

### 生活習慣

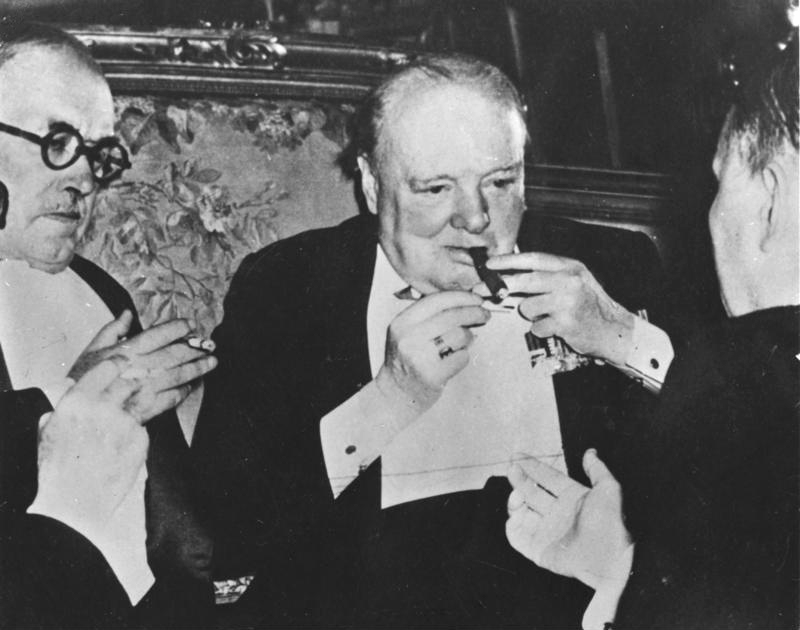
葉巻を噛むチャーチル

葉巻をよく噛んでいたが、噛んでいるだけの時も多く、実際に吸った量はそれほど多くはなかったという。酒豪であるが、晩餐会などの席上では酒も飲んでいるふりをしているだけの時が多く、酔い潰れないよう注意を払っていた。
ヒトラーと同様、深夜型の生活を送っていた。通常は朝10時から活動を開始し、深夜2時に就寝していた。朝の眩しさから逃れるため、寝る時はいつも黒い目隠しをして寝ていた。また昼食後には2時間昼寝する習慣があった
猫背なうえに太っていた。猫背は小さい頃から、肥満は30代半ば頃からである。ダイエットのつもりで早足で歩く癖があった。

### 趣味
チャーチルは第一次大戦中にランカスター公領担当大臣に左遷された際に暇な時間がたくさんでき、それ以降、絵画を描くことを趣味とするようになった。戦争中でも、どこに行くにしても絵の道具一式を持参するほどだった。マーガレット王女から「なぜ風景画しか書かないのです」と聞かれた際にチャーチルは「風景ならモデルに似せる必要がないからです」と答えたという。絵の腕前はなかなか高かったらしく、政治思想からチャーチルにあまり好感を持っていないパブロ・ピカソが「チャーチルは画家を職業にしても、十分食っていかれただろう」と評価している。
チャートウェル邸の屋敷は古ぼけていたので手直しが必要であり、チャーチルも職人たちとともに煉瓦積みに参加し、やがてそれが趣味の一つとなっていった。
読書家でもあり、大きな蔵書を残した。チャーチルは「本を全部読むことができぬなら、どこでもいいから目にとまったところだけでも読め。また本は本棚に戻し、どこに入れたか覚えておけ。本の内容を知らずとも、その場所だけは覚えておくよう心掛けろ」という言葉を残している。
映画ではネルソン提督の悲恋を主題とした『美女ありき』を好んだ。
鼻歌を歌うのが好きだったが、口笛は嫌い、人がやっているのを聞くとすぐに止めにかかったという。
動物好きであり、犬、ネコ、キツネ、白鳥、金魚などを飼っていた。（チャーチルはヒトラーとは対照的に猫が好きだった）ペットのことで困るとすぐにロンドン動物園に電話して尋ねた。74歳の時に初めて馬主となり、その後牧場を開設して競走馬も多数所有していた。チャーチルはこれらの馬を大切にし、馬に向かって数分にわたって語りかける癖があったという。また馬が驚くという理由で自動車を嫌っていた。バトル・オブ・ブリテンの緒戦の頃、ロンドン動物園からロンドン空襲があった場合、動物は銃殺せねばならないとの意見が出たが、チャーチルはこの話にショックを受け、「ロンドン中に空襲があれば、火の海になり、死骸の山が累々だ。ライオンやトラはその死体を求めて吠え回る。それを君たちは銃を持って撃って回るのだよ。可哀そうじゃないか」と語ったという。

#### 愛猫家
チャーチルは熱烈な愛猫家で、私邸公邸を問わず必ず1、2匹の猫を置いていた。チャートウェルの屋敷ではミッキーという名のタビ―とともに壮年期を過ごした。ある日彼が大法官と電話をしていると、ミッキーがコードにじゃれつき始めたため、「何をやっているんだ！」と思わず怒鳴ってしまい、チャーチルは誤解を解くために大法官に弁解する羽目になったという。またタンゴというオレンジ色の縞猫は、夕食時には必ずチャーチルの隣の椅子に座り、寵愛と食事のおこぼれをほしいままにしていたほか、勇敢でケンカ強いネルソンと名付けられたグレーの猫は1940年の首相就任に際しては、官邸に同行している。
なかでも最後の飼猫ジョックは、1962年の88歳の誕生日に贈られた猫で、体はジンジャー、首元と足先が白かった。すぐに無二の親友となった2人はどこに行くにも一緒で、1964年の最後の庶民院登院にも同行したほか、直後の任期を終えて官邸を去るときに撮影された写真にも2人が写っており、ジョックはチャーチルの最期を看取った。

### 人種差別
チャーチルはインド人に対して人種差別的な感情を持っており、インド人を蔑視する言葉を頻繁に口にしていた。彼の暴言があまりに酷いものだったため、内閣のインド担当相であったレオ・アメリーは、チャーチルに面と向かって「首相とヒトラーの思想にそれほど違いがあるとは思えない」と語った。インド人への憎悪はチャーチルの意志決定に影響を与えた。チャーチルは当時のインドの食糧事情を深刻に受け止めずに何度も食料支援を要請されたにもかかわらずこれを拒絶し、1943年におけるベンガル飢饉を引き起こした。この飢饉では数百万人の死者が出たとされる。

### その他
労働党党首のアトリーとは論戦を交わす政敵の間柄であったが、第二次世界大戦でのナチスドイツの脅威に対しては、両者は連立政権を創設し、これに対抗した。チャーチルが政界から引退すると、チャーチルの邸宅には彼を訪ねて、様々な者が訪問してくるようになった。しかしチャーチルは、アトリー個人に対する暴言を述べた者については、自邸への出入禁止とした。

## 語録
- 「この救出に勝利が含まれている」（ダンケルクから英仏軍34万人が脱出した報を受けての演説）[871]
- 「まだ支配するつもりなのかな？」（1960年頃、「西暦2000年には女性が全世界を支配しているという予想について、どう思われますか？」という記者の質問に対しての回答）[872]
- 「私は言葉を食べて消化不良を起こしたことがない」[873]
- 「悲観主義者は全ての好機の中に困難を見つけるが、楽観主義者は全ての困難の中に好機を見いだす」
- 「成功とは意欲を失わずに失敗に次ぐ失敗を繰り返すことである」
- 「決して屈するな、決して、決して、決して!」
- 「人は建物を形作る。すると今度は建物が人を形作る」
- 「アメリカ人は他のすべてのあらゆる可能性を試した後に、常に正しいことをすると期待できる」
- 一度も絵を描いたことのない人間が美術展の審査員になっているが問題はないのかと聞かれ「私は一度も卵を産んだことはないが、卵が腐っているかどうかは分かる」

## 一族

### チャーチル家系譜
- ジャスパー・チャーチル
- 妻: エリザベス・チャプレット
  - ジョン・チャーチル（英語版） - 弁護士。政治家。イングランド内戦に王党派として従軍。1585年–1673年。
  - 妻: サラ・ウィンストン - グロスターシャー州のヘンリー・ウィンストン卿の子。
    - ウィンストン・チャーチル - 17世紀。1620年-1688年。
    - 妻: エリザベス・ドレイク - デヴォン州議員ジョン・ドレイク（英語版）の孫。海軍提督フランシス・ドレークと同祖。母方はヴィリアーズ家とボトラー男爵（英語版）。
      - ジョン・チャーチル - 軍人。初代マールバラ公爵。
      - 妻: サラ・ジェニングス - アン女王の女官。
        - ヘンリエッタ - 第2代マールバラ女公爵。
        - アン（英語版） - サンダーランド伯爵夫人
        - アン夫: チャールズ・スペンサー - 第3代サンダーランド伯爵
          - チャールズ・スペンサー - 第3代マールバラ公爵。第5代サンダーランド伯爵。弟にのちのスペンサー伯爵（ダイアナ妃祖先）。
            - ジョージ・スペンサー - 第4代マールバラ公爵。
            - 妻:キャロライン・ラッセル -  ベッドフォード公爵の子。1762年結婚。
              - 第5代マールバラ公爵ジョージ - 1817年、第5代マールバラ公爵。
              - スーザン・スチュワート - 第7代ギャロウェイ伯爵（英語版）の娘。
                - ジョージ・スペンサー・チャーチル - 第6代。
                  - ジョン・スペンサー＝チャーチル  - 第7代。
                    - ジョージ・スペンサー＝チャーチル - 第8代。
                    - ランドルフ・チャーチル
                    - ランドルフ妻: ジャネット・ジェローム - アメリカ人イングランド領アメリカ移民の開拓者ティモシー・ジェロームの子孫。遠縁に初代大統領ジョージ・ワシントン。
                      - ウィンストン・チャーチル

                - チャールズ・スペンサー＝チャーチル（英語版） - 軍人、政治家（1794年 -1840年）。
                - ジョージ・ヘンリー・スペンサー＝チャーチル - 牧師（1796年 - 1828年）。

チャーチル家の沿革

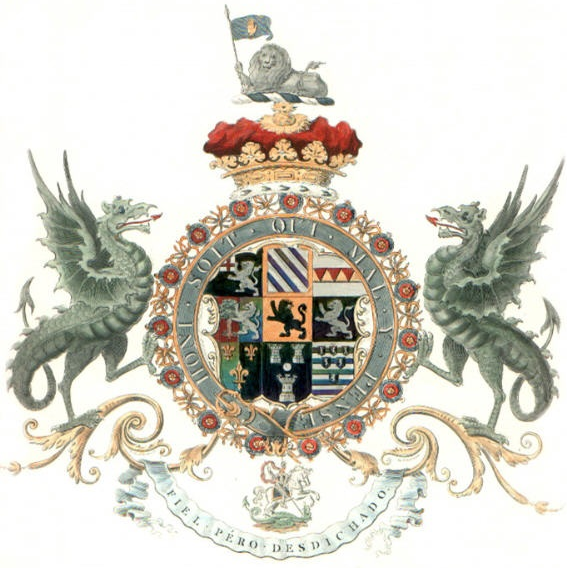
マールバラ公爵の紋章

チャーチル家が栄進するきっかけを作ったのは、17世紀のウィンストン・チャーチルだった。このウィンストンは弁護士の息子で、自身も弁護士になったが、清教徒革命の際に王党派の騎兵将校として戦ったこと、海軍提督フランシス・ドレイクの縁戚で且つ初代バッキンガム公爵ジョージ・ヴィリアーズの親族を妻としたことで1660年の王政復古後に成功を掴んだ。イングランド庶民院の議員に当選し、また宮内庁の会計官となり、ナイト爵を与えられた。
初代マールバラ公爵
その息子ジョン・チャーチルは公爵となった。ジェームズ2世、ウィリアム3世、アン女王の三代に軍人として仕えた彼は、モンマスの反乱を鎮圧し、名誉革命ではジェームズ2世を裏切って革命の成功に貢献し、大同盟戦争やスペイン継承戦争では対仏同盟軍の総司令官として数々の戦功をあげた。アン女王の寵愛を受けた女官サラ・ジェニングスと結婚し、アン女王から引き立てられ、スペイン継承戦争の戦功により初代マールバラ公爵に叙され、またウッドストック (オックスフォードシャー)に広大な所領と、同地にブレンハイムの戦いの戦勝を記念するブレナム宮殿（ブレンハイムの英語読み）を建設するための資金30万ポンドを下賜された。これは戦功に対する恩賞としては前代未聞の大盤振る舞いだった。
初代マールバラ公爵には無事成人した男子がなかった。議会はマールバラ公爵位を存続させるため特例として女系での継承を許可した。これにより初代マールバラ公爵の死後、長女ヘンリエッタが第2代マールバラ女公爵となったが、彼女の息子も早世したため、彼女の死後、マールバラ公爵位は、彼女の妹であるアンと第3代サンダーランド伯爵チャールズ・スペンサーの間の子第5代サンダーランド伯爵チャールズ・スペンサーに継承された（第5代チャールズの弟の家系は後にスペンサー伯爵に叙され、その子孫がダイアナ妃である）。
スペンサー＝チャーチル
以降このチャールズ・スペンサーの直系男子がマールバラ公爵位を継承していくことになるが、チャールズはスペンサーの家名を使い続けたのでチャーチルの家名はこの時に一度消えた。しかしチャールズの孫であり、1817年に当主となった第5代マールバラ公爵ジョージは、ワーテルローの戦いの戦勝ムードの中で武勲ある家名チャーチルを復活させることを許可され、以降「スペンサー＝チャーチル」の二重姓を使用するようになった。
このジョージの孫にあたるのがチャーチルの祖父である第7代マールバラ公爵ジョン・スペンサー＝チャーチルである。彼の代には歴代当主の浪費と、産業化に伴う地主の没落という世相を反映してマールバラ公爵家の家計は相当苦しく、所領や家財を売り飛ばして生計を保つという有様だった。
第7代マールバラ公爵には5人の息子があったが、うち3人は早世し、2人が無事成長した。長男ジョージと三男ランドルフ卿である。この三男ランドルフ卿がチャーチルの父親である。
なお、父ランドルフは「Lord（卿）」の称号を持っているが、これは公爵のヤンガーサンだからである。イギリスでは法律上貴族であるのは爵位を持つ家の当主のみであり、それ以外はその息子であっても当主の地位を継ぐまでは平民である。伯爵以上の貴族の場合は従属爵位をもっており、その貴族の嫡男は、当主になるまで従属爵位を儀礼称号として使用する。また公爵家・侯爵家の場合は、嫡男の弟たちも「Lord（卿）」の儀礼称号を使用する。ただしどちらも儀礼称号に過ぎず、法的身分は平民である。チャーチルは公爵のヤンガーサンの子供に過ぎないから称号を持っていなかった。

#### 母の家系
アメリカ人の母ジャネットは、1709年頃にイングランド・ワイト島から英領アメリカに移民した開拓者ティモシー・ジェロームの子孫である。ティモシーはコネチカット州ウォリングフォードで一財産を築いた。ティモシーの末子であるサミュエルはマサチューセッツ州ストックブリッジの地主として成功を収め、その息子アーロンはアメリカ合衆国初代大統領ジョージ・ワシントンの親戚の娘と結婚した。アーロンの息子にアイザックがおり、そのアイザックの息子がチャーチルの祖父にあたるレナード・ジェロームだった。
レナードは南北戦争後の復興事業で大きな成功を収め、銀行経営者、ウォール街の投機家、『ニューヨーク・タイムズ』の株主、サンフランシスコと横浜を繋ぐパシフィック・メール汽船会社の所有者、競馬場経営者、馬主にもなった。彼はニューヨーク州議会議員を1年だけ務めたアンブローズ・ホールの娘クラリッサ・ホールと結婚した。ホール家の伝承によるとホール家にはインディアンのイロコイ族の血が流れているというが、正確なところは不明である。
レナードとクラリッサ夫妻は4人の娘を儲けた。そのうちの次女がチャーチルの母ジャネットであった。ジェローム一家はヨーロッパの上流階級より排他性の強いニューヨークの保守的な上流階級の間では、南北戦争によって莫大な資産を築いただけの田舎者の新興成金として軽く扱われただけでなく、他のニューヨークの新興成金同様に仲間入りすら拒絶され、ニューヨークの名家の御曹司との結婚は事実上不可能であった為、資金力さえあれば出自に関わらず誰でも歓迎していたパリに移住し、フランス皇帝ナポレオン3世から厚遇された。しかし金儲けと競馬とオペラ以外に興味がなく、更に上流階級というものに是非とも入りたいと思わなかったレナードはまもなくパリを離れたが、夫の財力を用いて超名門の貴族と自分の娘たちの縁組を夢見ていた、野心家で見栄っ張りのクラリッサと娘たちは、金さえ有れば外国人でも排除されず、上流階級の人間としてちやほやされるパリで暮らし続け、ジャネットもパリで育った。母子は普仏戦争で一時フランスを離れたものの、戦後パリに戻った。

### 家族・親族

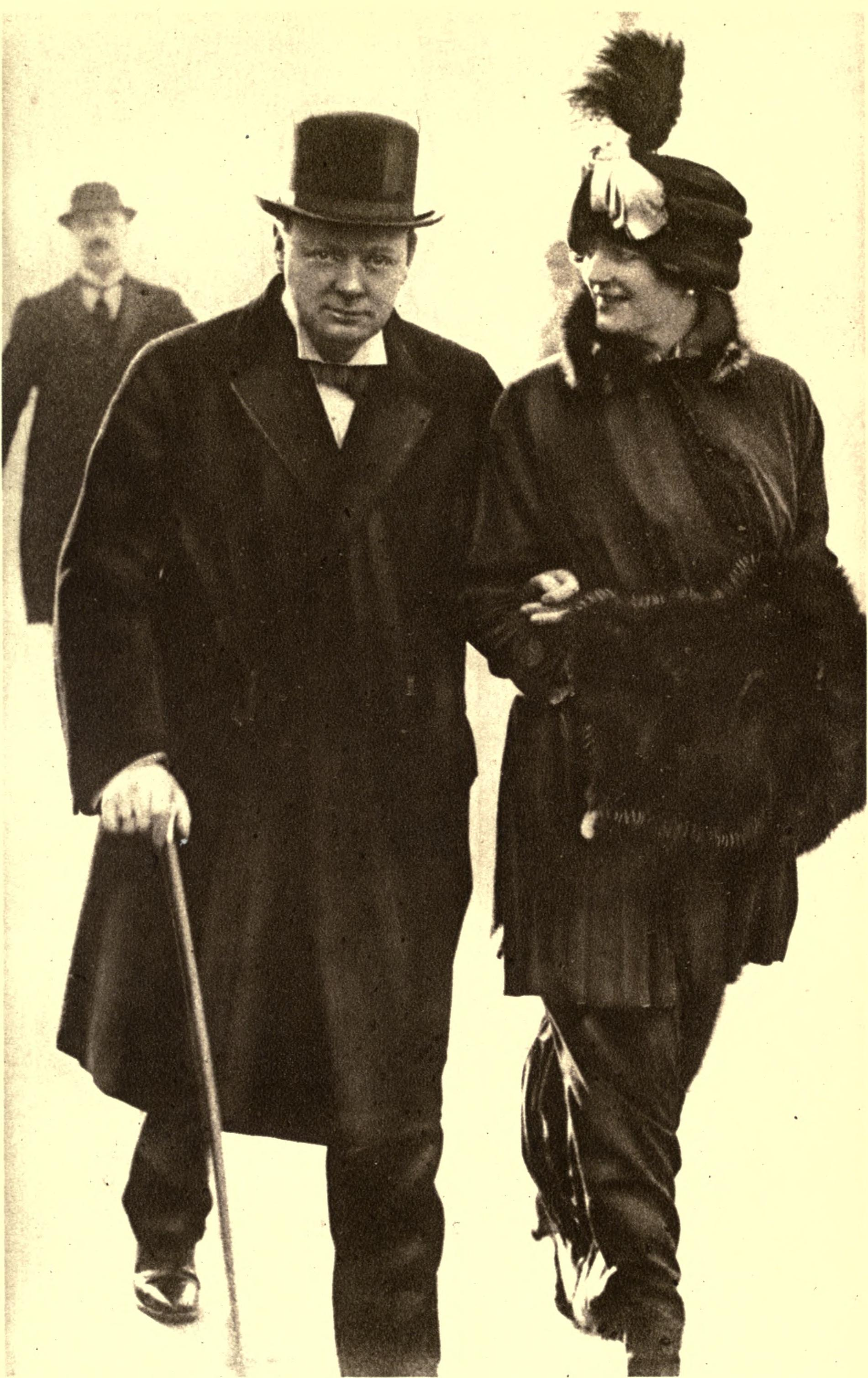
チャーチルと妻クレメンティーン（1915年）

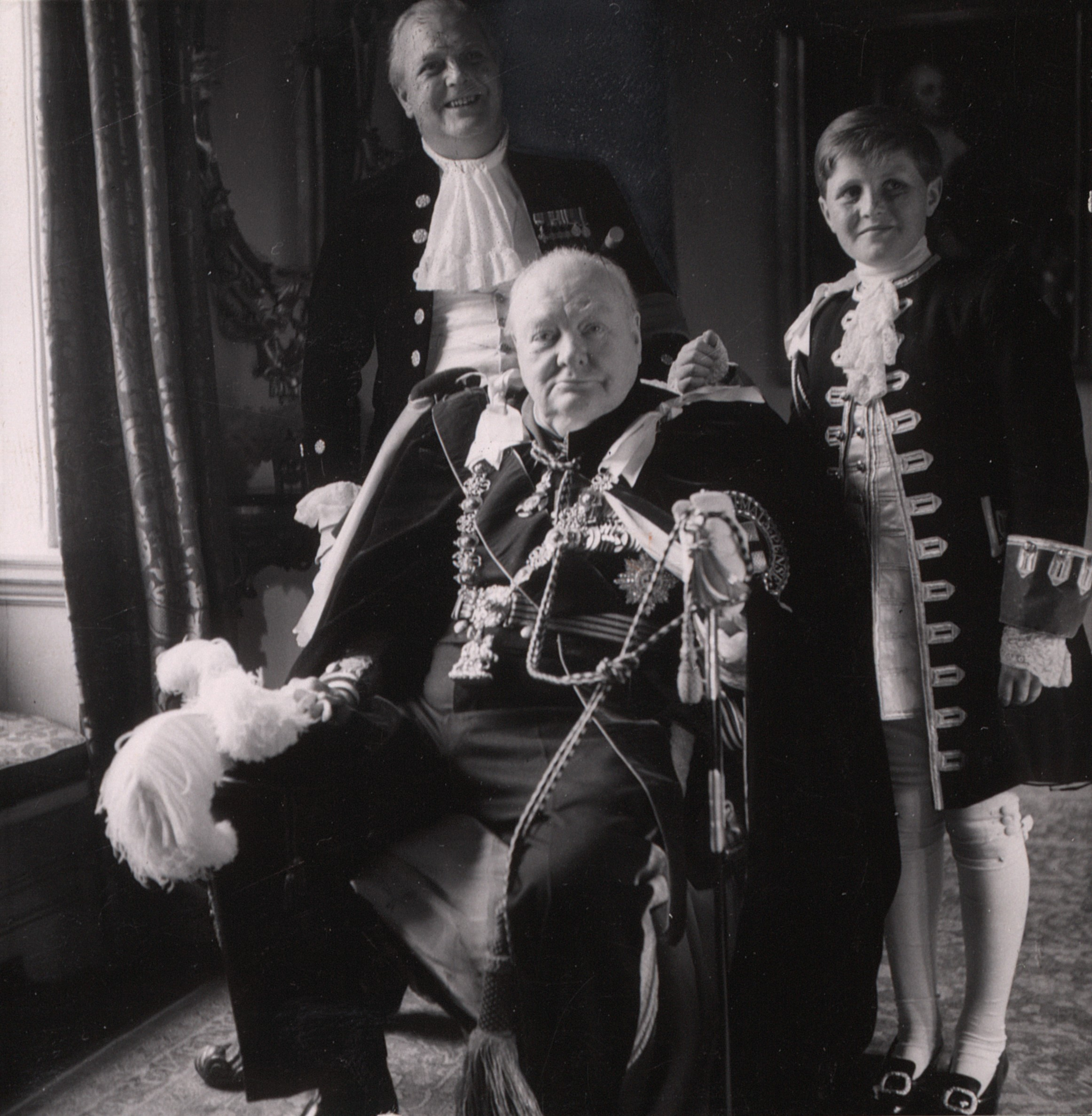
ガーター騎士団の正装をまとうチャーチル。子のランドルフ、孫のウィンストンとともに（1950年代）。

1908年9月に軍人の娘クレメンティーンと結婚した。チャーチルは収入は多いものの、金銭に無頓着で最高級の贅沢品ばかりを集める浪費癖があったのでクレメンティーンが代わって家計を支えた。チャーチルは公的にも妻を頼りにし、彼女の前で演説の予行演習をするのを習慣としたという。
夫妻は5子に恵まれた。1909年生まれの長女ダイアナ、1911年生まれの長男ランドルフ、1914年生まれの次女サラ、1918年生まれの三女マリーゴールド、1922年生まれの四女メアリー (のちソームズ男爵夫人)である。
長女ダイアナは南アフリカの富豪サー・ジョン・ベイリー準男爵（Sir John Bailey, 2nd Baronet）と結婚したが、後に離婚して保守党の政治家ダンカン・サンデイスと再婚した。しかし1960年に離婚した後、1963年に自殺した。ダイアナの自殺の時にはチャーチルも老衰しきって死を待つばかりだったので、娘の自殺を聞いてもさほど悲しんでいる様子はなかったという。
長男ランドルフは一時期庶民院議員も務めたが、基本的にはジャーナリストとして働いた。父の影に隠れて目立たない人物だったという。チャーチルの死後まもない1968年、後を追うように死去した。彼の最初の妻パメラ・ディグビーは男爵令嬢であり、社交界の華でもあった。ランドルフとの離婚後、名だたる著名人らと浮名を流し、元ニューヨーク州知事W・アヴェレル・ハリマンと結婚し、米国籍を取得。高額献金者として、政界に多大な影響力を持ち、1993年に駐仏米国大使に任ぜられた。なお、ランドルフとの離婚、ハリマンとの再婚後もチャーチル姓を名乗っていた。パメラとの間の長男ウィンストン・チャーチル (1940-2010)は1970年から1997年まで保守党選出の庶民院議員を務めた。2人目の妻ジューン・オズボーンとの間の長女アラベラ・チャーチル (1949-2009)は1954年に米『ライフ』誌の表紙を飾り、幼少期から注目を集め、チャールズ皇太子（のちのチャールズ3世）やスウェーデンのカール・グスタフ王子（のちのカール16世グスタフ）の妃候補などと取りざたされたが、1960年代末には反戦運動家、ヒッピーになり、注目された。グラストンベリー・フェスティバルの創始者の一人としても知られている。
次女サラは女優になり、芸人ヴィク・オリバーと結婚したが離婚し、写真家アンソニー・ビューチャンプと再婚するも死別。さらに第23代オードリー男爵トーマス・トウケット＝ジェソンと三度目の結婚をした。
三女マリーゴールドは３歳の若さで死んだ。
四女メアリーは保守党の政治家クリストファー・ソームズと結婚している。その夫妻の長男のニコラス・ソームズも保守党議員となったが、イギリスの欧州連合離脱に関する造反で党から除名された。
チャーチルは家族に動物のあだ名をつけていた。サラは「のろま」という意味で「ラバ」、メアリーは子供の頃不器量だったので「チンパンジー」、妻クレメンティーンは「ネコ」だったという。
チャーチルの弟ジョン・ストレンジの娘クラリッサはチャーチルの後任の首相イーデンに後妻として嫁いでいる。
妻の親族
妻の親族は波乱万丈な生涯を送った人が多い。妻の甥にあたるエズモンド・ロミリーと、妻の従兄第2代リーズデイル男爵デビッド・フリーマン＝ミットフォードの娘たちミットフォード姉妹がいる。エズモンドは学生時代から共産主義者として鳴らし、「チャーチルのアカの甥」と呼ばれていた。
ミットフォード姉妹の五女ジェシカも共産主義者で、エズモンドと駆け落ちし、スペイン内戦に左翼陣営で参加。その後、アメリカへ移住し、大戦がはじまるとカナダ空軍に入隊してドイツ空軍と戦ったが、1941年11月末に北海上で戦死した。チャーチルからジェシカにエズモンドの戦死を伝えたという。
ミットフォード姉妹の三女ダイアナはファシズム運動家となった。ダイアナは結婚していた貴族と離婚してイギリスファシスト連合指導者のオズワルド・モズレーと再婚したが、第二次世界大戦中にモズレーとともに投獄を受けた。
四女ユニティはドイツへ飛び、ヒトラーとの関係が噂されるほどヒトラーの親密な側近となり、ドイツがオーストリア併合した時にはオーストリア人はみんな併合を望んでいるという手紙をチャーチル宛てに送ってきた。チャーチルは翻意することなく、「公正な国民投票が行われていたらオーストリア人はナチスの支配下にはいることを拒否したはずだ」と返信した。彼女は英独開戦を阻止しようと努力していたが、開戦に至ってしまうと絶望して自殺未遂を起こした。その後イギリスへ戻されたものの、この時の傷がもとで後に死亡した。

## 著作
- The Story of the Malakand Field Force (マラカンド野戦軍物語) , 1898年。インドパシュトゥーン人反乱の鎮圧戦体験。
- The River War: An Historical Account of the Reconquest of the Sudan (河畔の戦争:スーダン侵攻従軍記) ,1899年。
- Savrola, 1900年。小説。
- 『ロンドンからレディスミスへ（英語版）』『ハミルトン将軍の行進（英語版）』1900年:ボーア戦争従軍記。
- 『ランドルフ・チャーチル卿』1906年。
- My African Journey, 1908年。
- 『世界の危機』The World Crisis, 1923年 - 1929年。第一次世界大戦史 全5巻。
- My Early Life, 1930年。
- Marlborough. His Life and Times, 1933年 - 1938年。
- Great Contemporaries, 1937年。
- The Second World War, 6巻, 1948年 - 1954年
  - 旧訳『第二次大戦回顧録』全24巻 毎日新聞社翻訳委員会, 1949-55年
  - 新訳『完訳版 第二次世界大戦（英語版）』（全6巻予定）ジョン・キーガン序説、伏見威蕃訳、みすず書房（2023年夏より毎年1冊予定）
- 『英語圏の人々の歴史』A History of the English-Speaking Peoples, 1956-58年

4巻での刊行。第二次大戦前から執筆し、英米の連携強化を意識して「英語圏の国民の歴史上の地位と性格を探る」とした著作であり、カエサルのブリタニア侵攻からチャーチルが第二次ボーア戦争に立つまでを描いた。
日本語訳（近年）
- 『わが半生』 中村祐吉訳（君塚直隆解説）、中央公論新社〈中公クラシックス〉、2014年。
- 『第二次世界大戦』全4巻、佐藤亮一訳、河出書房新社〈河出文庫〉、新装版2001年。ダイジェスト版
- 『第二次大戦回顧録 抄』 毎日新聞社編訳、中央公論新社〈中公文庫〉、2001年。
- 『チャーチルは語る』マーティン・ギルバート編、浅岡政子訳、河出書房新社、2018年。

### チャーチルに関する回想・評伝（参考文献以外）
- 『チャーチル―第二次世界大戦の指導者』 山上正太郎、清水書院「センチュリーブックス 人と歴史シリーズ〈西洋〉」、1972年。
  - 『チャーチルと第二次世界大戦』 山上正太郎、清水書院〈人と思想〉、1984年、新装版2018年。上記の改訂版。
- Churchill's Wit: The Definitive Collection,  by Richard M. Langworth（英語版）(Editor), Ebury Press, 2009年。
- The Definitive Wit of Winston Churchill, by Richard M. Langworth (Editor) , PublicAffairs, 2009年。
- 『ダウニング街日記 首相チャーチルのかたわらで』（上下）、ジョン・コルヴィル、都築忠七ほか訳、平凡社〈20世紀メモリアル〉、1990年。
- 『祖父チャーチルと私 若き冒険の日々』 ウィンストン・S・チャーチル、佐藤佐智子訳、法政大学出版局〈りぶらりあ選書〉、1994年。
- 『危機の指導者―チャーチル』 冨田浩司、新潮選書、2011年。
- 『チャーチルの亡霊―危機のEU』 前田洋平、文春新書、2012年。
- 『チャーチル ガリマール新評伝シリーズ』 ソフィー・ドゥデ、神田順子訳、祥伝社新書、2015年。
- 『チャーチル 不屈の指導者の肖像』 ジョン・キーガン、冨山太佳夫訳、岩波書店、2015年。
- 『チャーチル・ファクター たった一人で歴史と世界を変える力』 ボリス・ジョンソン、石塚雅彦・小林恭子訳、プレジデント社、2016年。

## ウィンストン・チャーチルを演じた役者
| 俳優                         | 公開年 | 作品名                                                           |
| ---------------------------- | ------ | ---------------------------------------------------------------- |
| ヴィクトル・スタニーツィン   | 1949年 | ベルリン陥落 Падение Берлина                                     |
| サイモン・ウォード           | 1972年 | 戦争と冒険 Young Winston                                         |
| クリスチャン・スレーター     | 2004年 | チャーチルズ・ウォー Churchill: The Hollywood Years              |
| ブレンダン・グリーソン       | 2009年 | イントゥザストーム／チャーチル 第二次大戦の嵐 Into the Storm     |
| ティモシー・スポール         | 2011年 | 英国王のスピーチ The King's Speech                               |
| アダム・ジェームズ           | 2013年 | Churchill's First World War                                      |
| マイケル・ガンボン           | 2016年 | チャーチルズ・シークレット Churchill's Secret                    |
| クリストファー・フルフォード | 2017年 | アラビアの女王 愛と宿命の日々 Queen of the Desert                |
| ゲイリー・オールドマン       | 2018年 | ウィンストン・チャーチル/ヒトラーから世界を救った男 Darkest Hour |
| ブライアン・コックス         | 2018年 | チャーチル ノルマンディーの決断 Churchill                        |
| クリスチャン・マッケイ       | 2024年 | チャーチルと戦争 Churchill at War                                |